# 九州大学の建築物
九州大学の建築物（きゅうしゅうだいがくのけんちくぶつ）では、九州大学の建築物について説明する。

## 箱崎地区
旧工学部本館、旧工学部応用物質化学機能教室、旧工学部超伝導システム科学研究センター、旧道路工学実験室、旧工学部航空工学教室の5つの建築物は、近代化産業遺産群に認定された。
伊都地区への移転に伴い、箱崎地区の建築物は旧工学部本館など一部を除き解体された。保存されているのは、工学部本館、本部第一庁舎、本部第三庁舎、正門、正門門衛所、煉瓦塀の一部である
2015年（平成27年）10月16日と10月18日には、「近代建築物撮影ツアー」が開催された。キャンパス移転に伴い解体が予定されている旧応力研生産研本館（法文学部本館）・応用物質化学機能教室（応用化学教室）・旧文学部心理学教室・工学部高温度化学実験室・第三学生集会所（三畏閣）が対象建物となった。
2023年3月に旧工学部本館・旧本部事務室棟・旧本部建築課棟・門衛所が国の登録有形文化財に登録された。

### 帝国大学時代に建てられた建築物

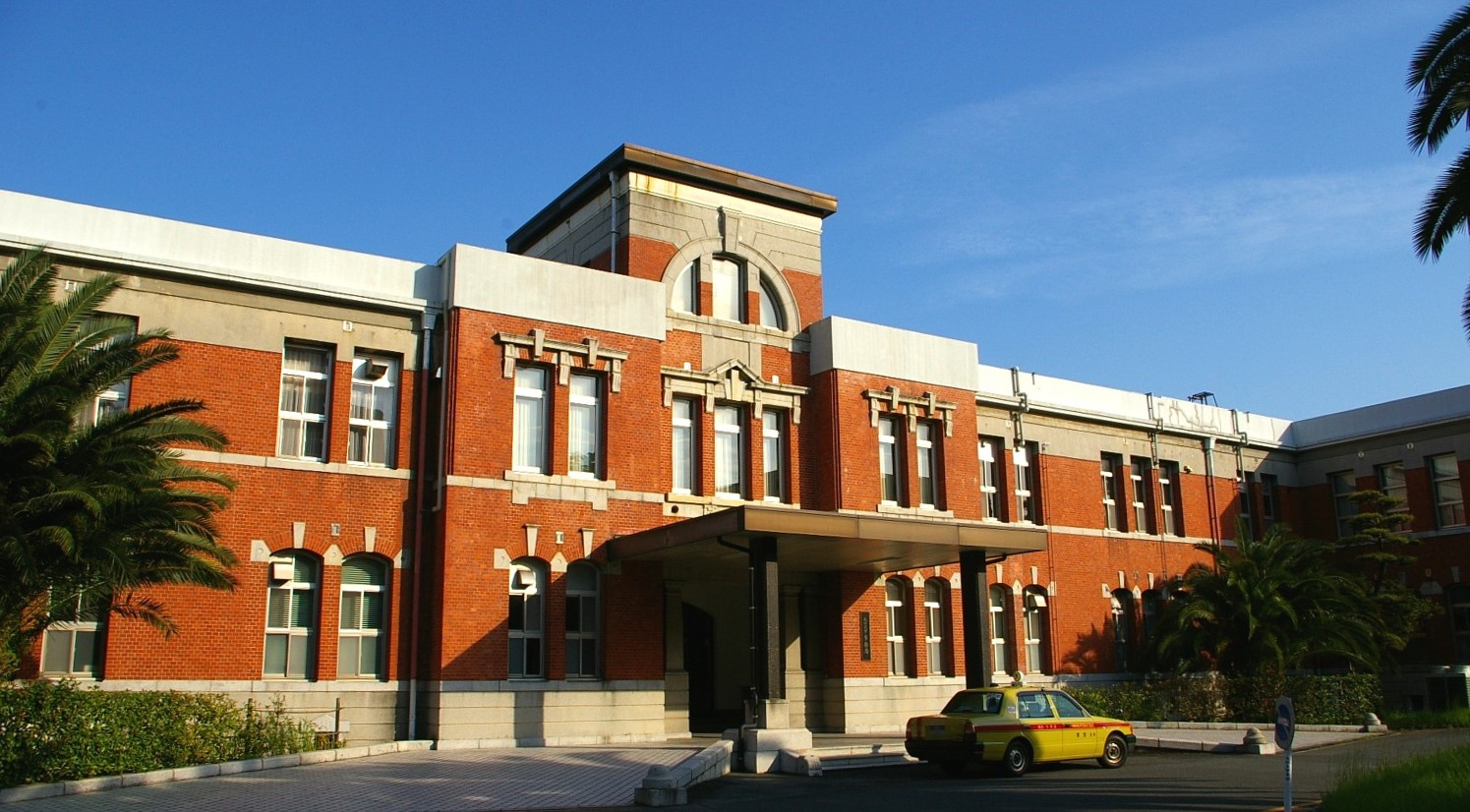
九州大学本部第一庁舎

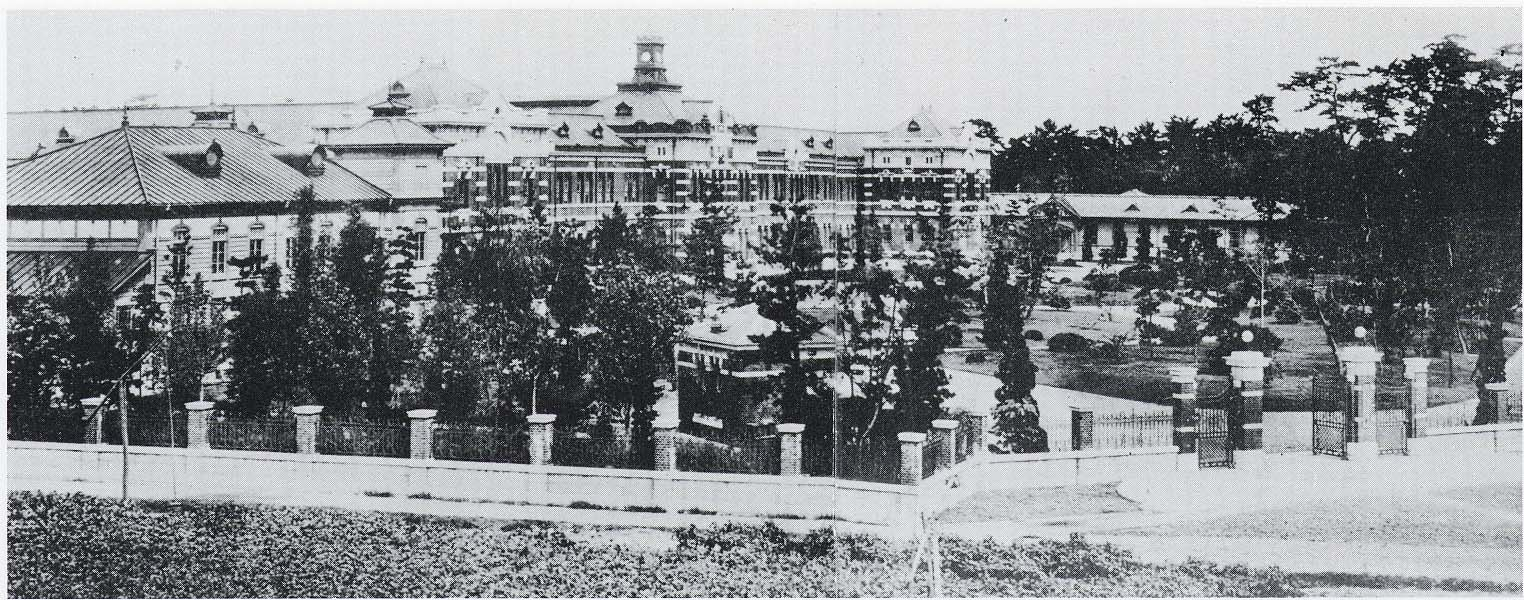
九州帝國大學工学部本館

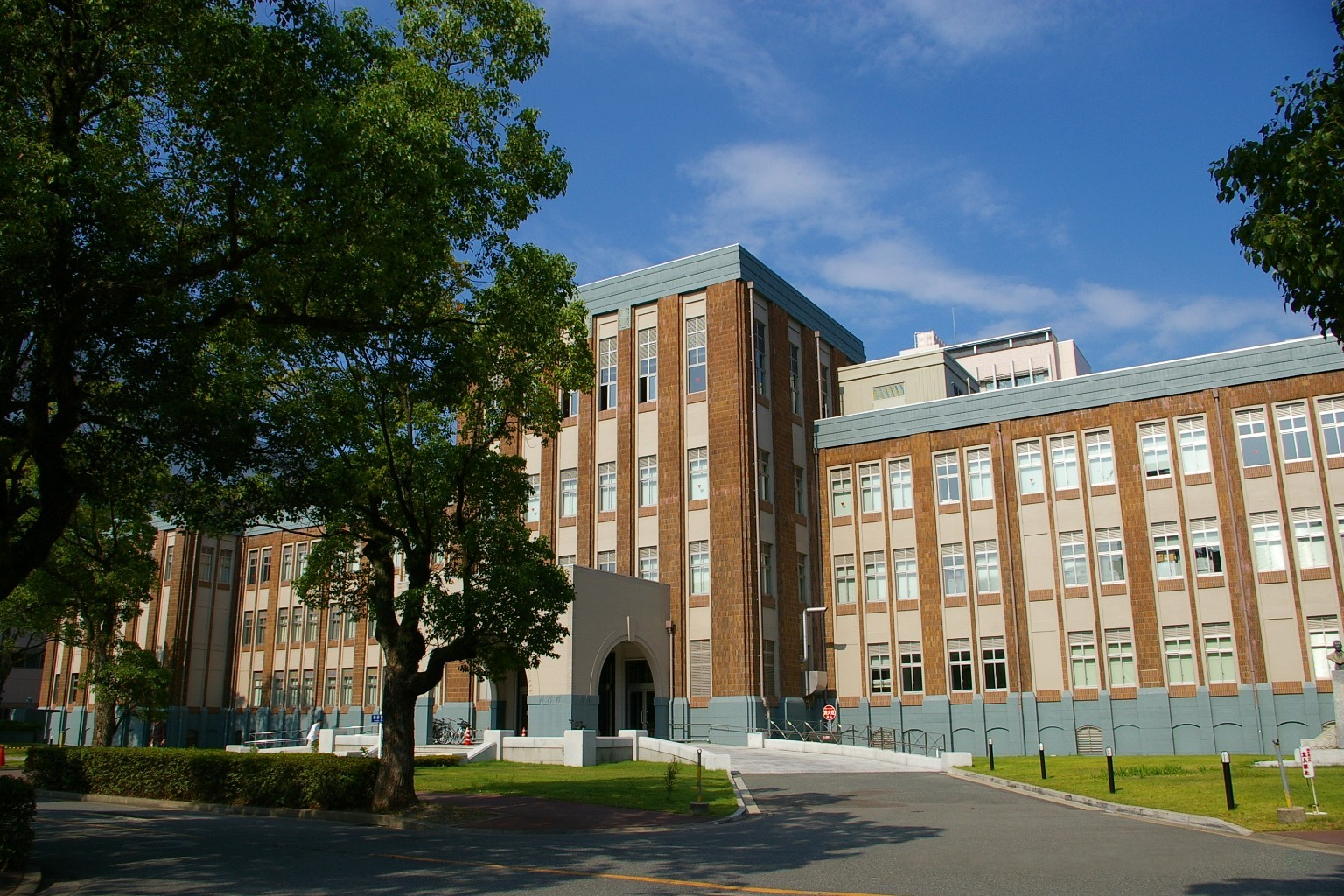
医学部基礎研究A棟

#### 本部第一庁舎
- 竣工：1925年（大正14年）3月
- 設計者：倉田謙
- 施工：佐伯工務所
- 構造：煉瓦造2階建

（出典：）
本建物の建材は1923年（大正12年）12月に焼失した旧九州帝国大学工学部本館（1914年（大正3年）3月竣工）の煉瓦等を再利用したものである。施工後工学部仮実験室及び研究室として活用され、1928年（昭和3年）3月に法文学部本館に存在した大学本部事務局が同地に移転し現在に至る。

#### 正門

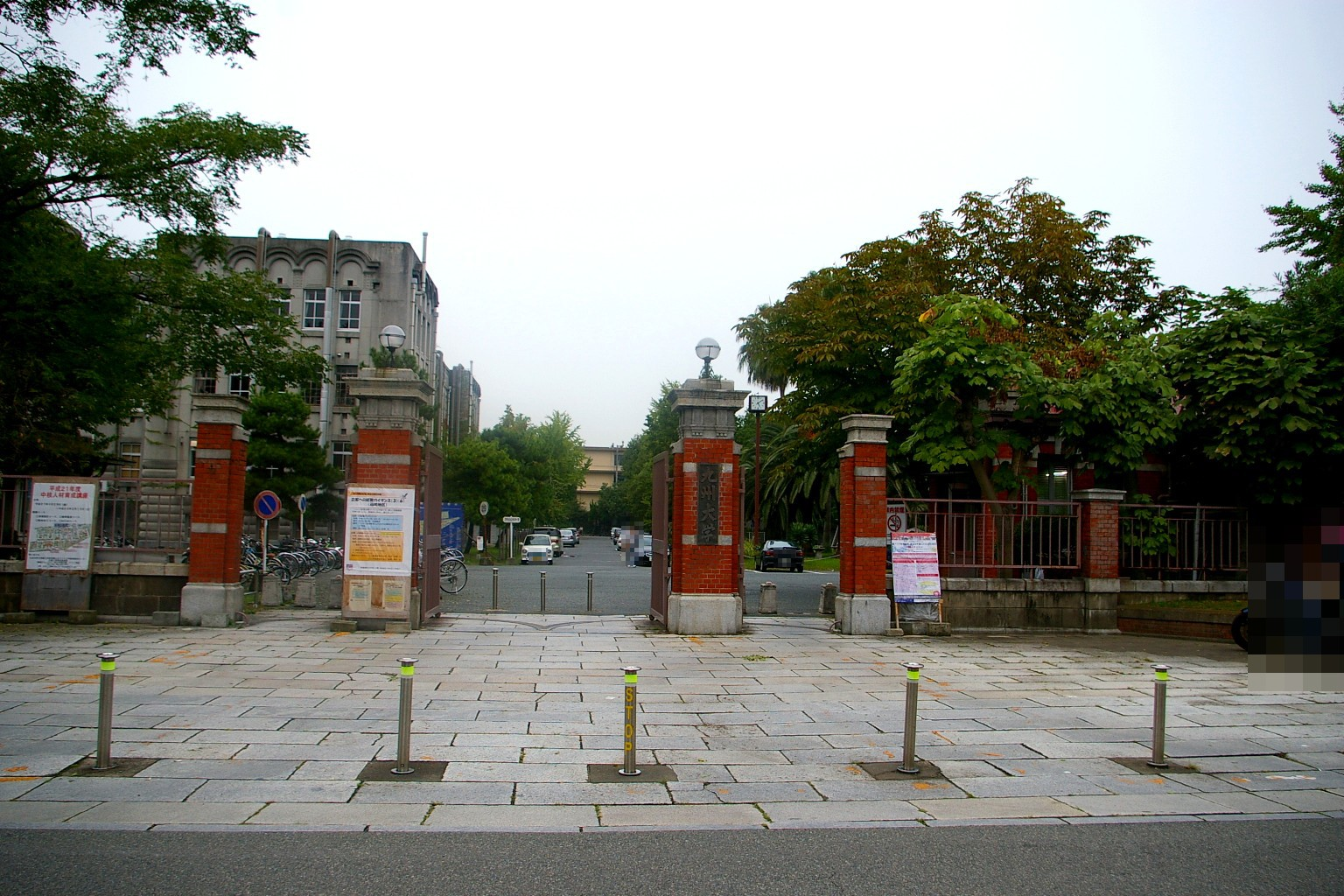
九州大学正門

（九州帝國大學工科大學正門）
- 竣工：1911年（明治44年）
- 構造：煉瓦造

（出典：）

#### （旧）工学部本館

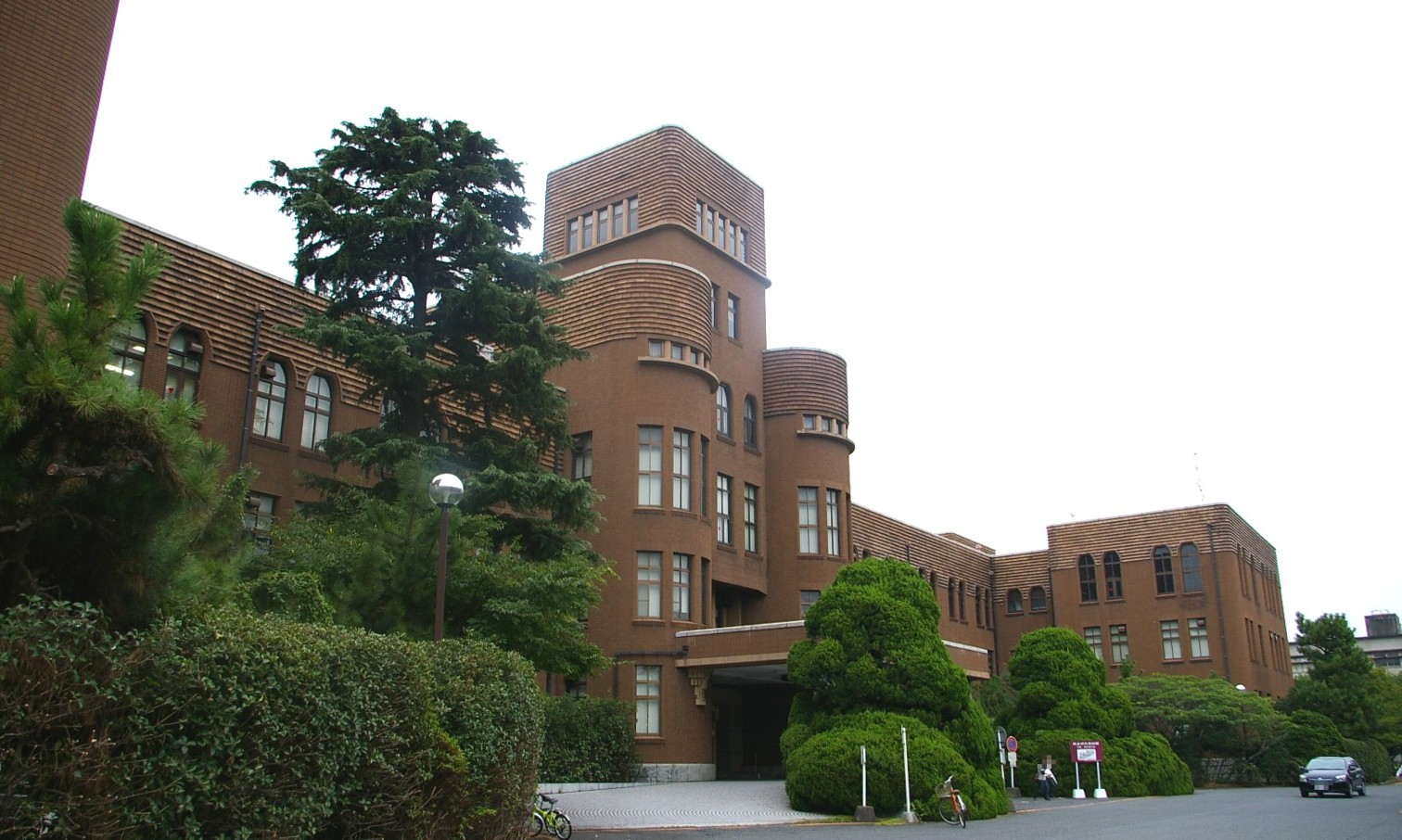
旧工学部本館

（九州帝國大學工學部本館）
- 起工：1928年（昭和3年）11月
- 竣工：1930年（昭和5年）11月
- 設計：倉田謙
- 施工：清水組
- 構造：鉄筋コンクリート造3階建て、塔屋付
- 近代化産業遺産

（出典：）

#### （旧）応力研生産研本館
（九州帝國大學法文學部本館）

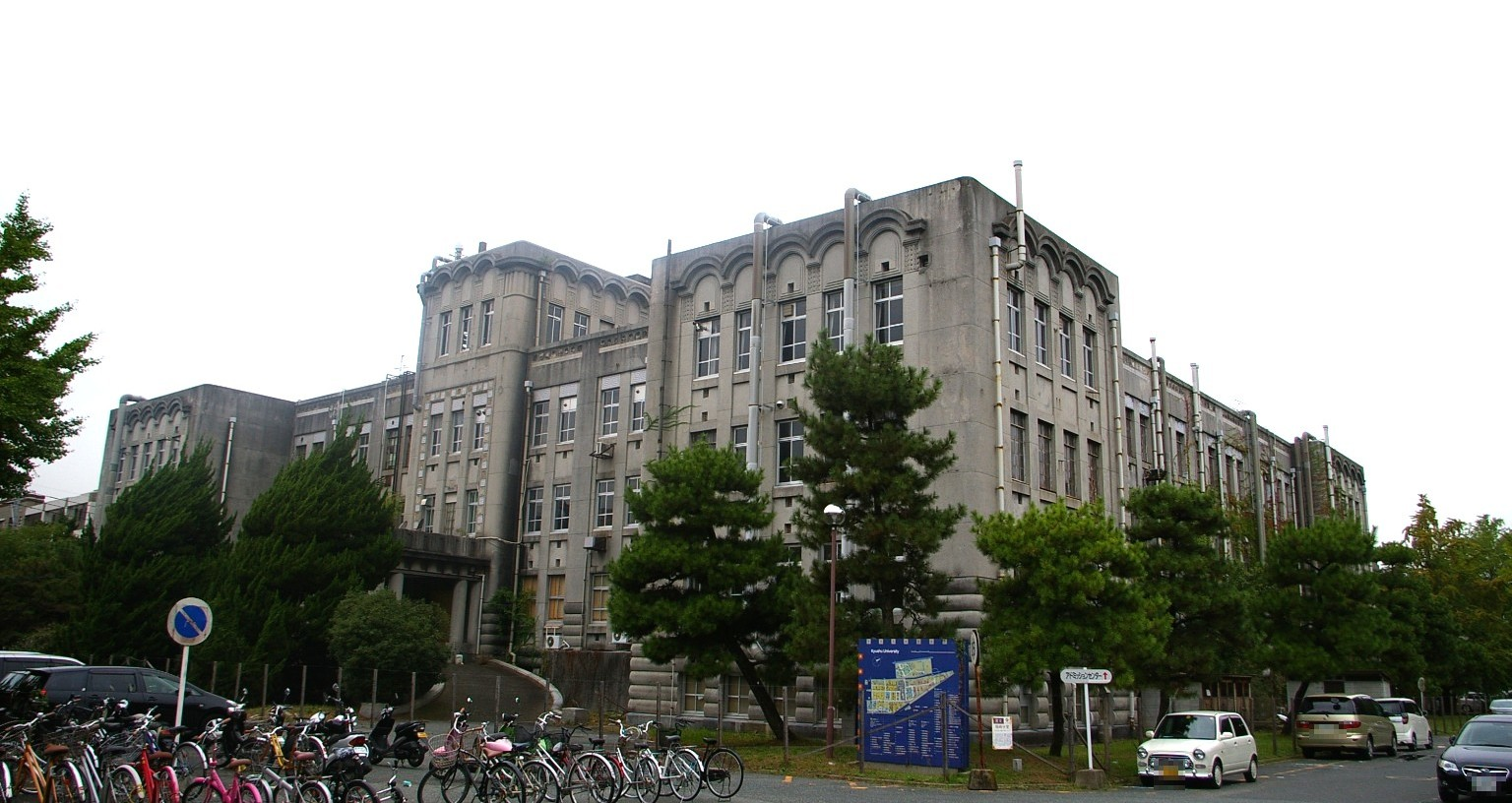
旧応力研生産研本館

- 竣工：1924年（大正13年）4月に起工、前面（東側）・1925年（大正14年）2月、背面（西側）・1926年（大正15年）3月
- 設計：倉田謙
- 施工：前面=岩崎組 背面=佐伯工務所
- 構造：鉄筋コンクリート造3階建て

（出典：）
1925年（大正14年）9月、大学本部事務所が医学部構内から本館内に移転し、1928年（昭和3年）3月に工学部第一新館へ移転するまで機能した。解体。

#### （旧）工学部航空工学教室
（九州帝國大學工學部航空學教室）
- 竣工：1939年（昭和14年）3月
- 設計：島岡春三郎、坪井善勝
- 施工：辻組
- 構造：鉄筋コンクリート造3階建て、塔屋付
- 近代化産業遺産

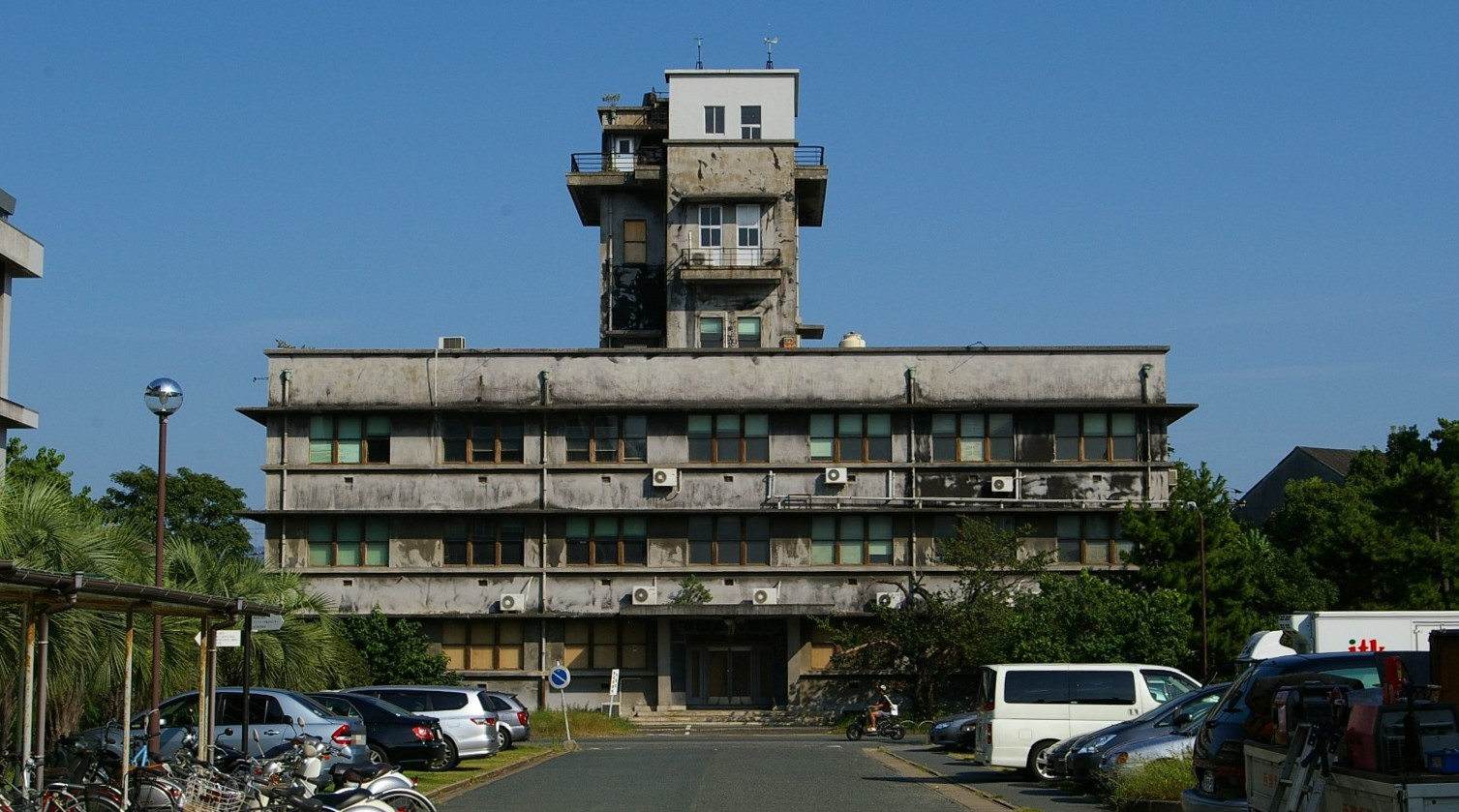
（旧）九州大学工学部航空学教室

塔屋は飛行場の管制塔をイメージして設計されている。解体。

#### （旧）工学部応用物質化学機能教室（応用化学教室）

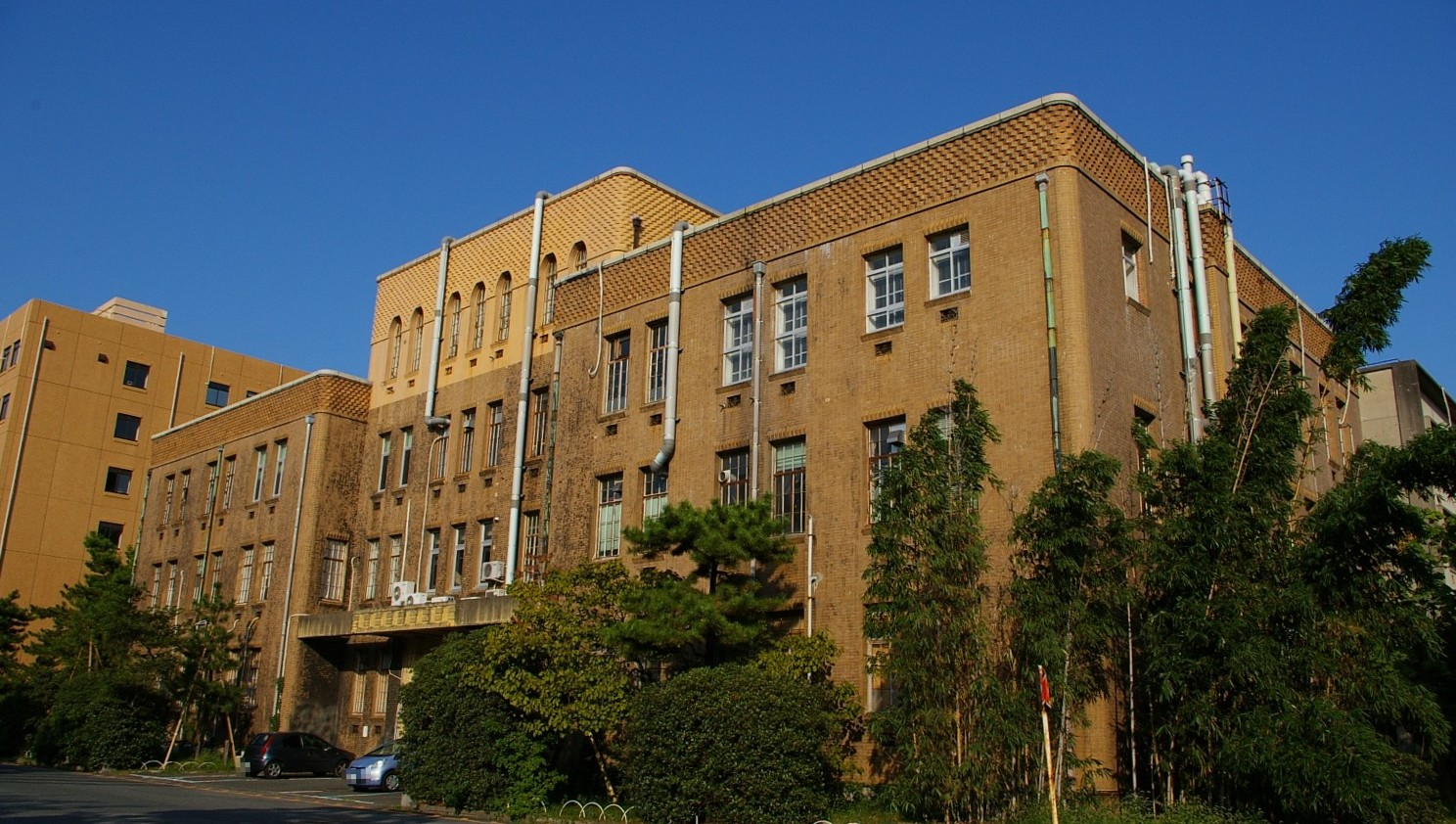
（旧）工学部応用物質化学機能教室（応用化学教室）

（九州帝國大學工學部応用化學教室）
- 竣工：1927年（昭和2年）10月
- 設計：倉田謙、小原節三
- 施工：佐伯組
- 構造：鉄筋コンクリート造4階建て
- 近代化産業遺産

（出典：）
解体。

#### （旧）工学部高周波電気及電子工学実験室（工学部超伝導システム科学研究センター）
（2011年からグラミン・クリエイティブ・ハウス）
- 竣工：1931年（昭和6年）10月
- 設計：渡部善一[11]
- 施工：大林組
- 構造：鉄筋コンクリート造2階建て
- 近代化産業遺産

解体。

#### 農学部（六号館）

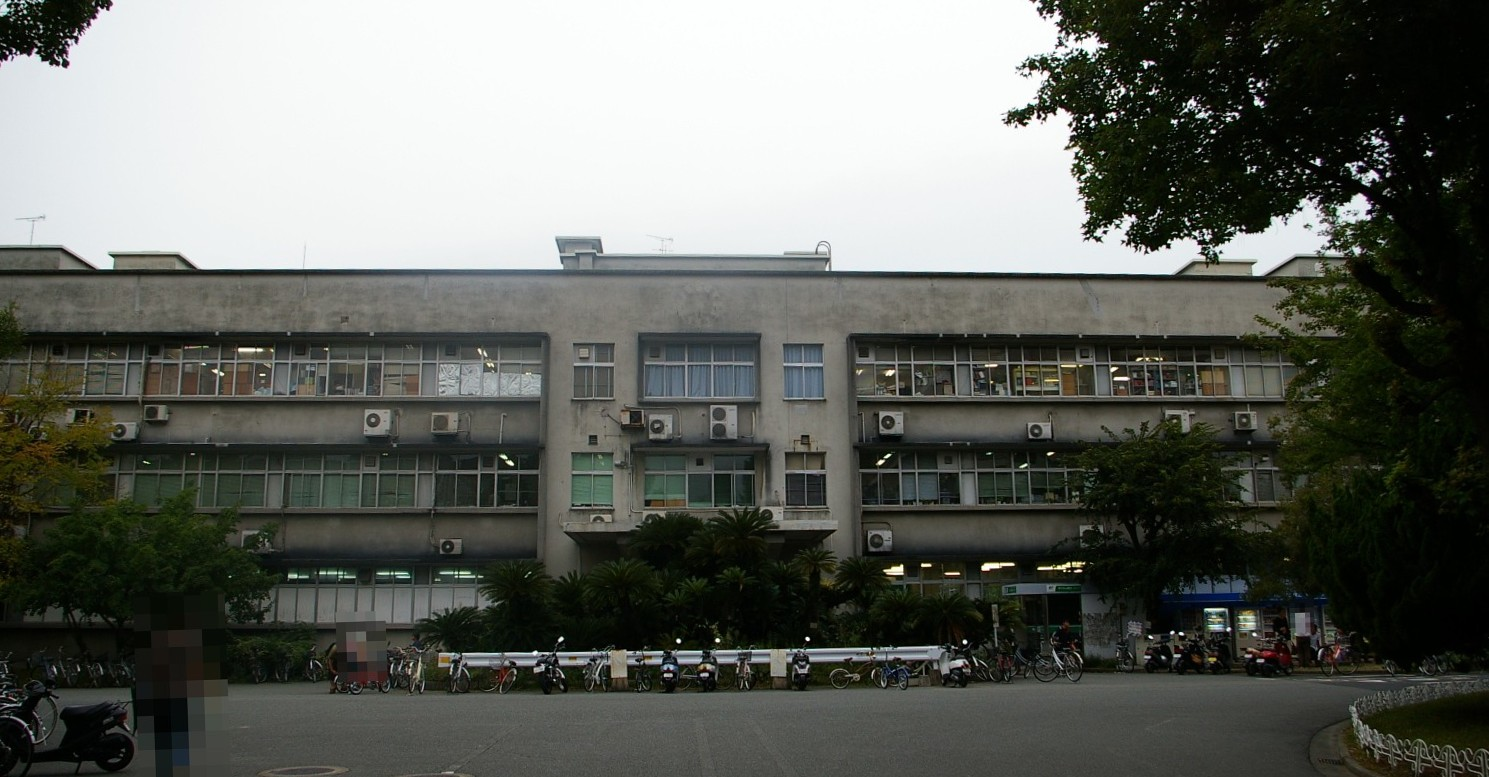
農学部（六号館）

（九州帝國大學農學部農芸化學本館）
- 竣工：1938年（昭和13年）9月
- 設計：國武周蔵
- 施工：清水組
- 構造：鉄筋コンクリート造3階建て

#### アドミッションセンター（文学部心理学教室）

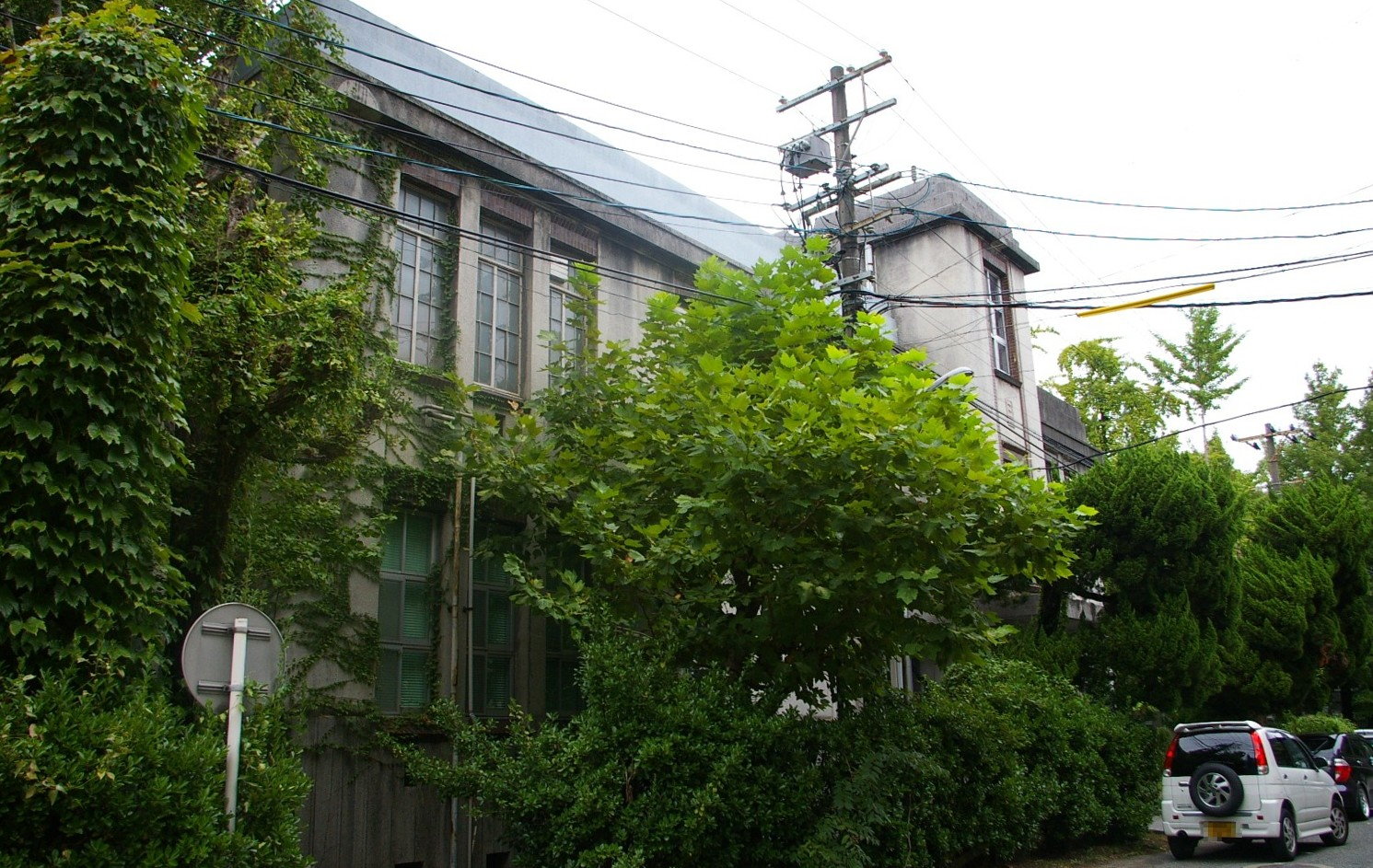
アドミッションセンター

（九州帝國大學法文學部心理學教室）
- 竣工：1927年（昭和2年）3月
- 設計：倉田謙
- 構造：鉄筋コンクリート造2階建て

### 新制大学時代に建てられた建築物

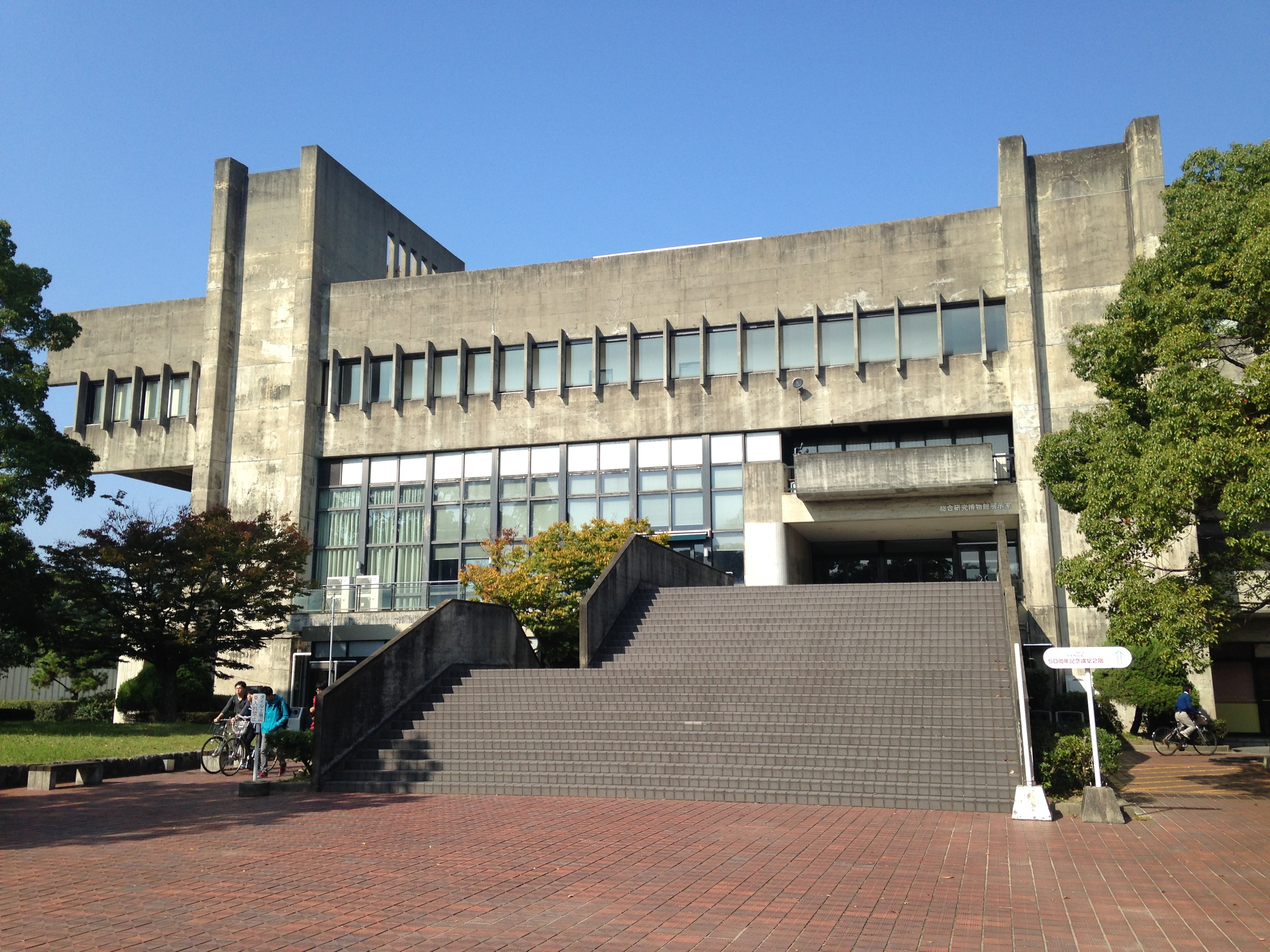
創立五十周年記念講堂

#### 九州大学創立五十周年記念講堂
- 竣工：1967年（昭和42年）
- 設計者：九州大学光吉健次研究室＋綜合建築設計研究所

九州大学の創立50周年を記念して建設された講堂。設計は九州大学工学部建築学科教授であった光吉健次らによる。1階部分は食堂になっており、講堂には前面に設けられた大階段を上って2階からアクセスする。解体。

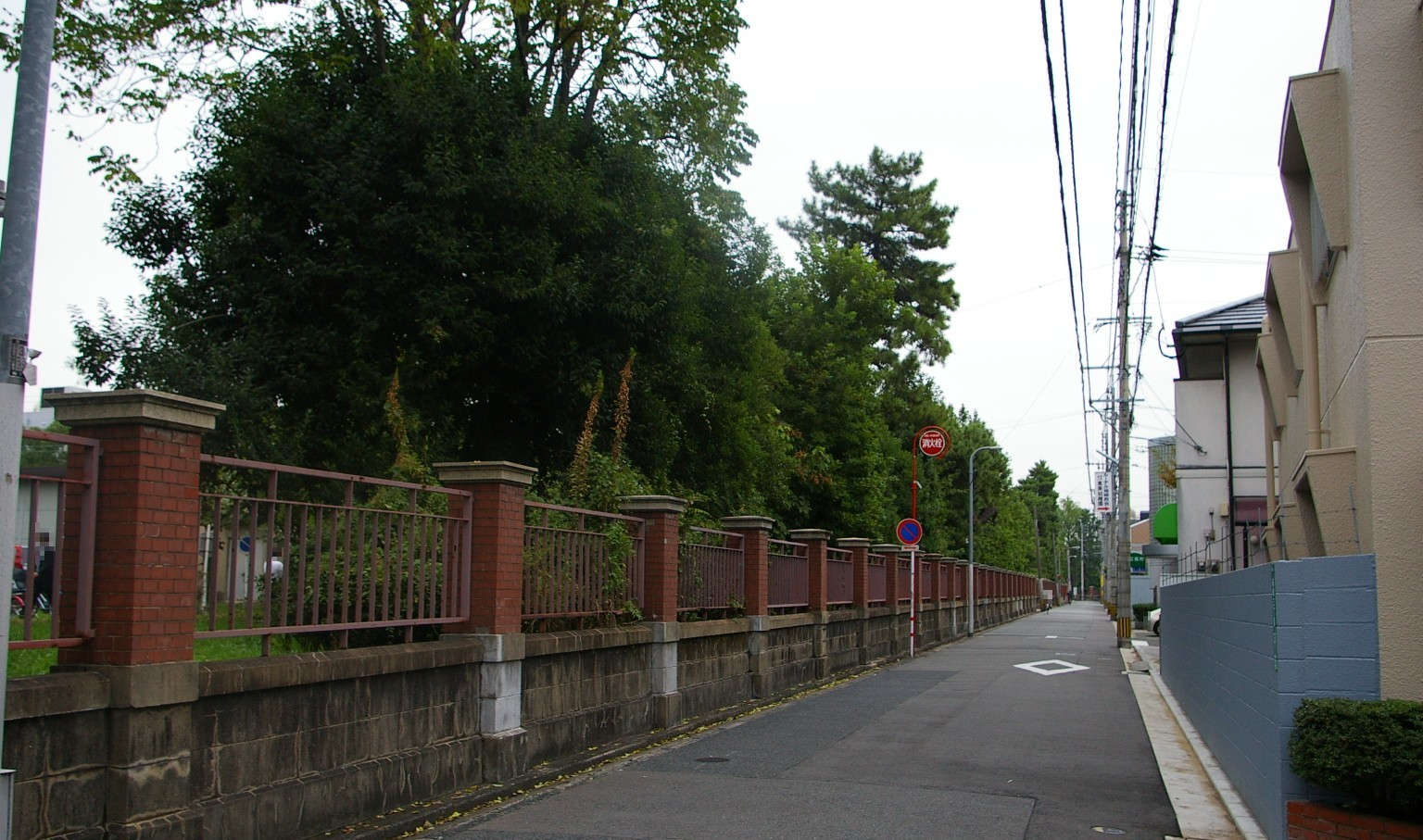
煉瓦支柱の鉄柵
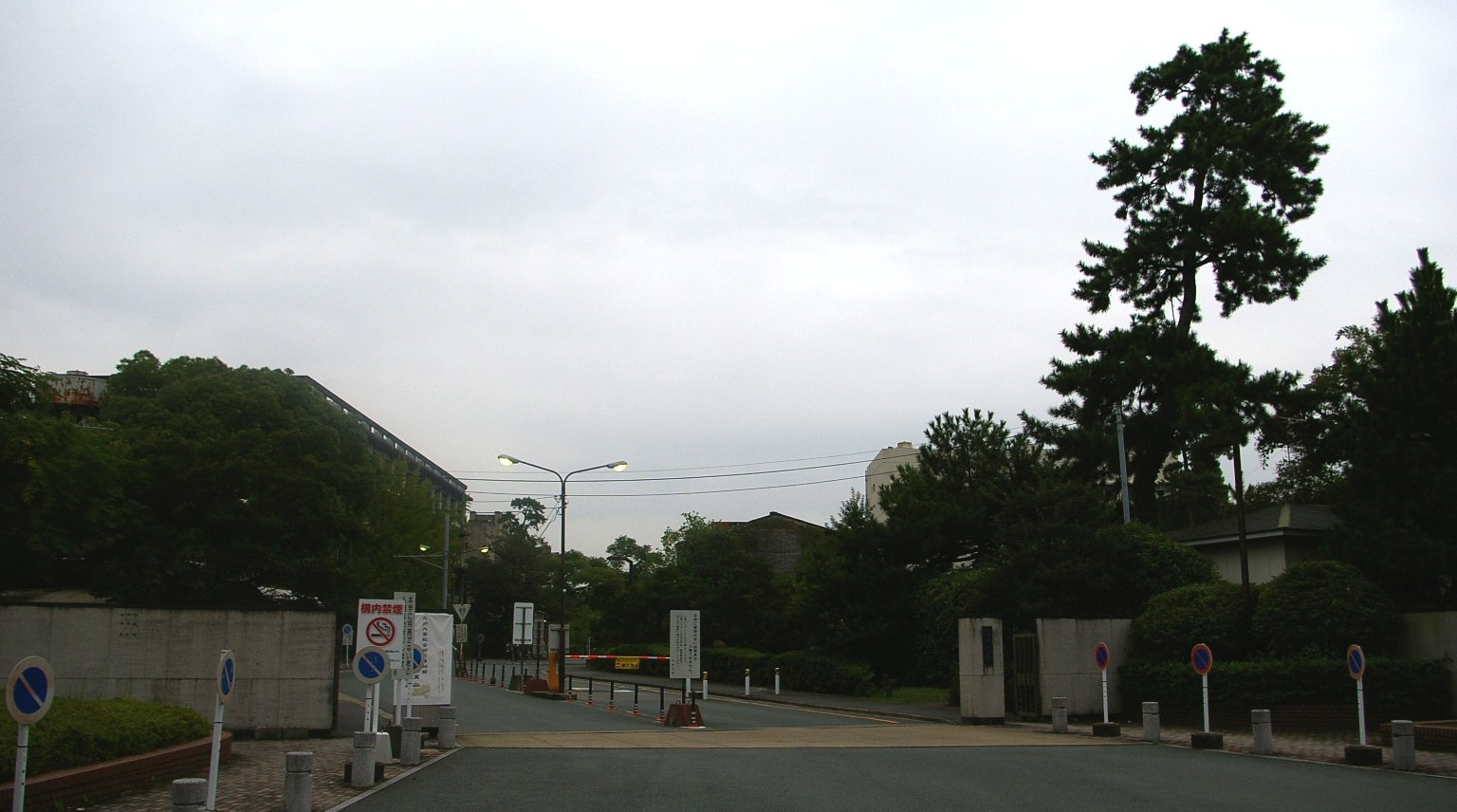
小松門
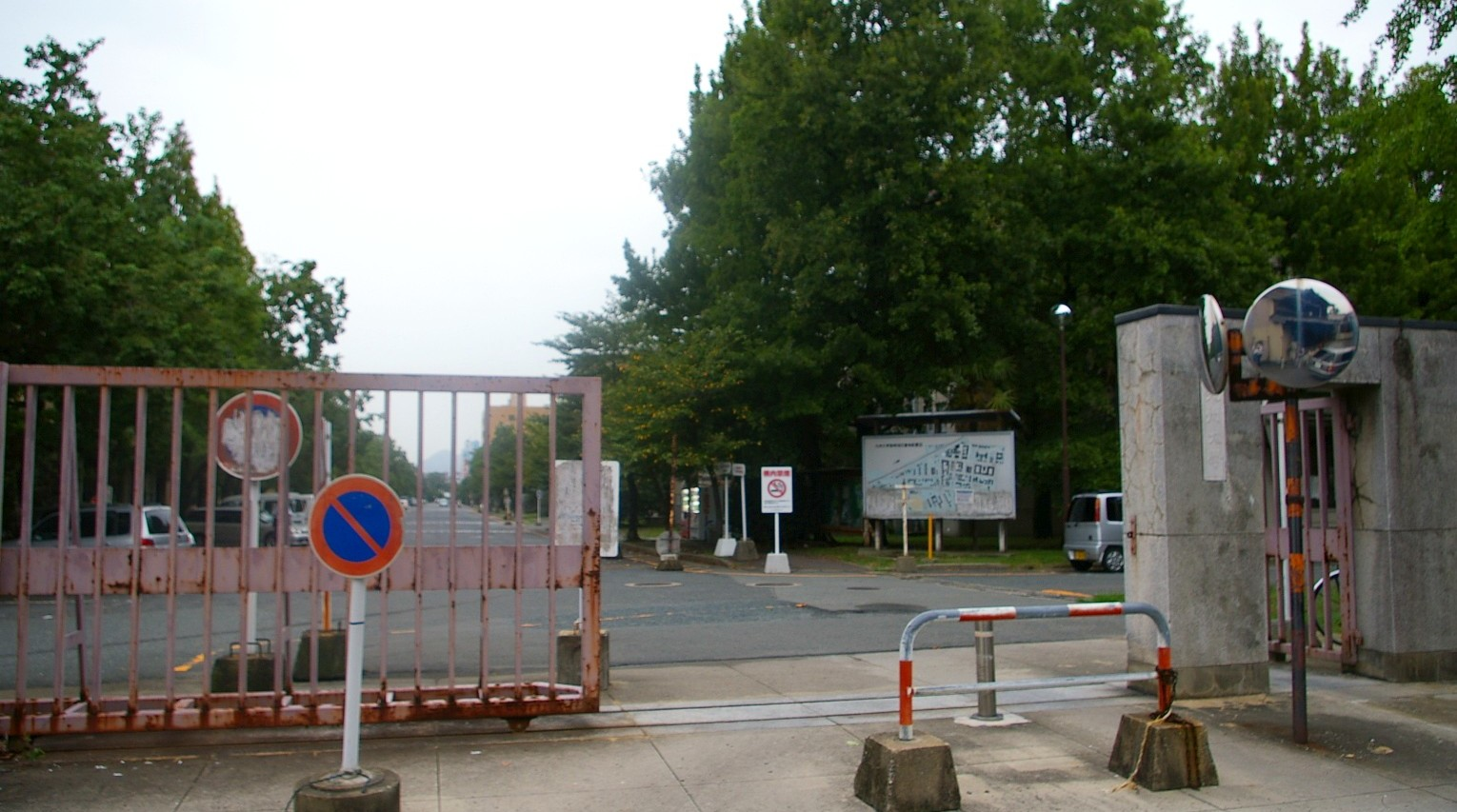
工学部通用門
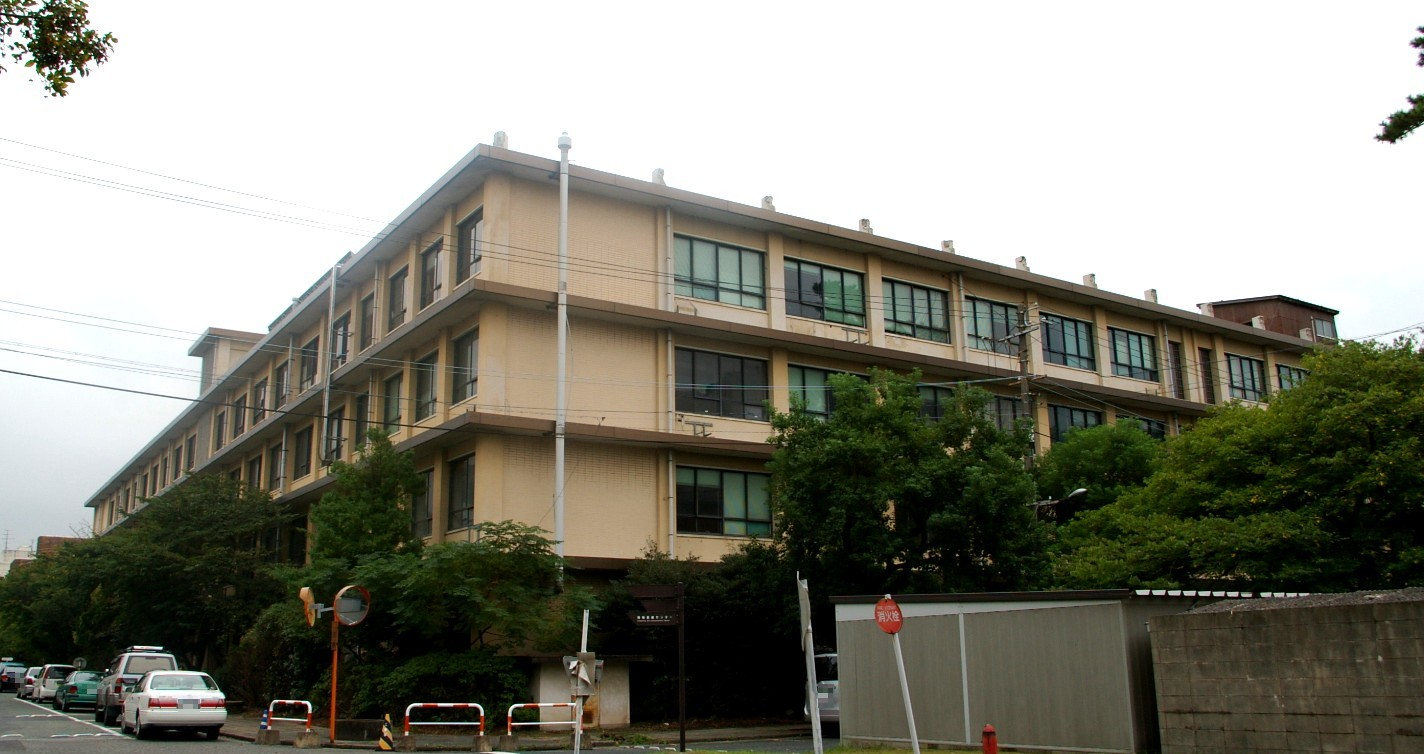
旧システム情報科学研究院・システム情報科学府
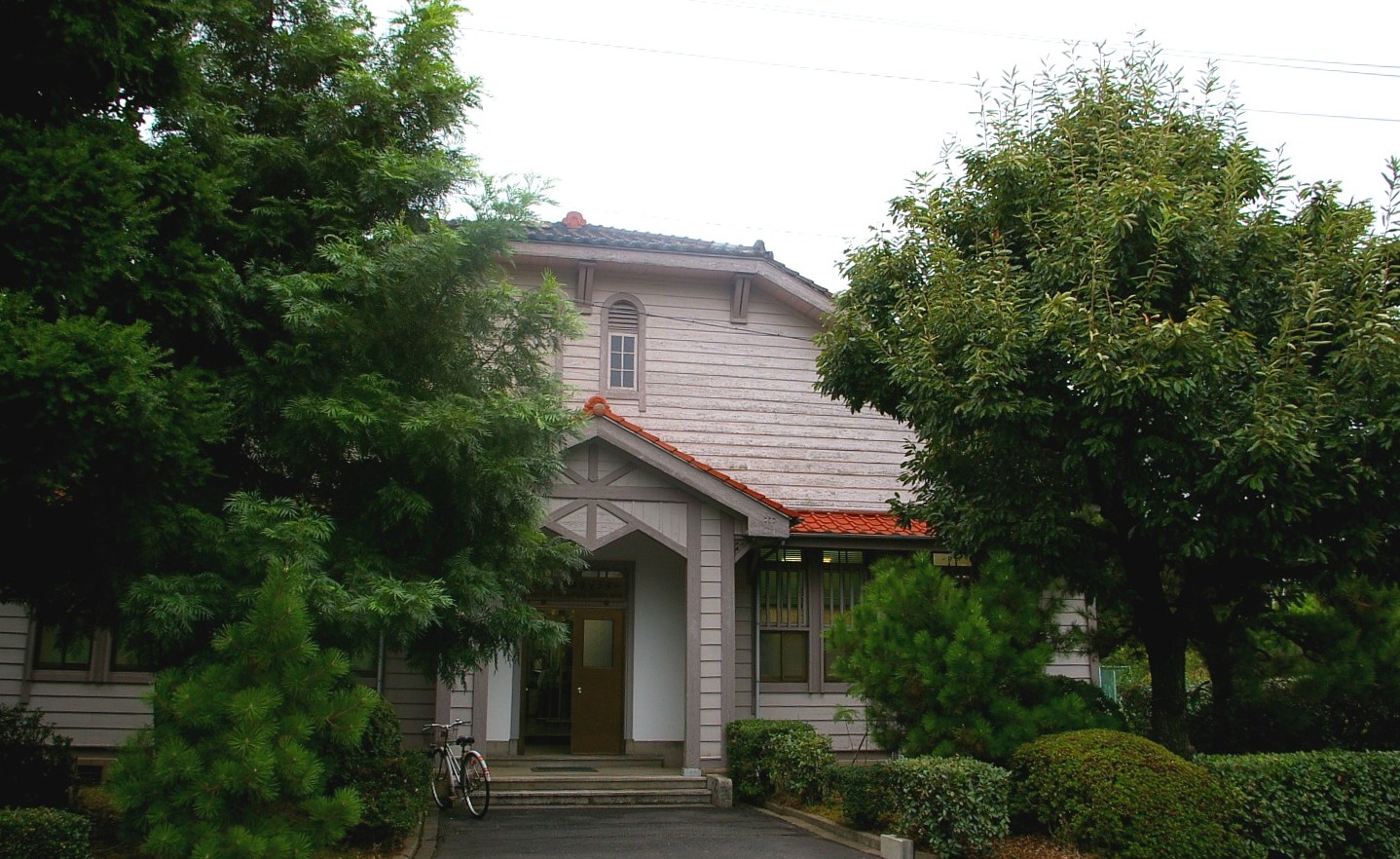
熱帯農業研究センター
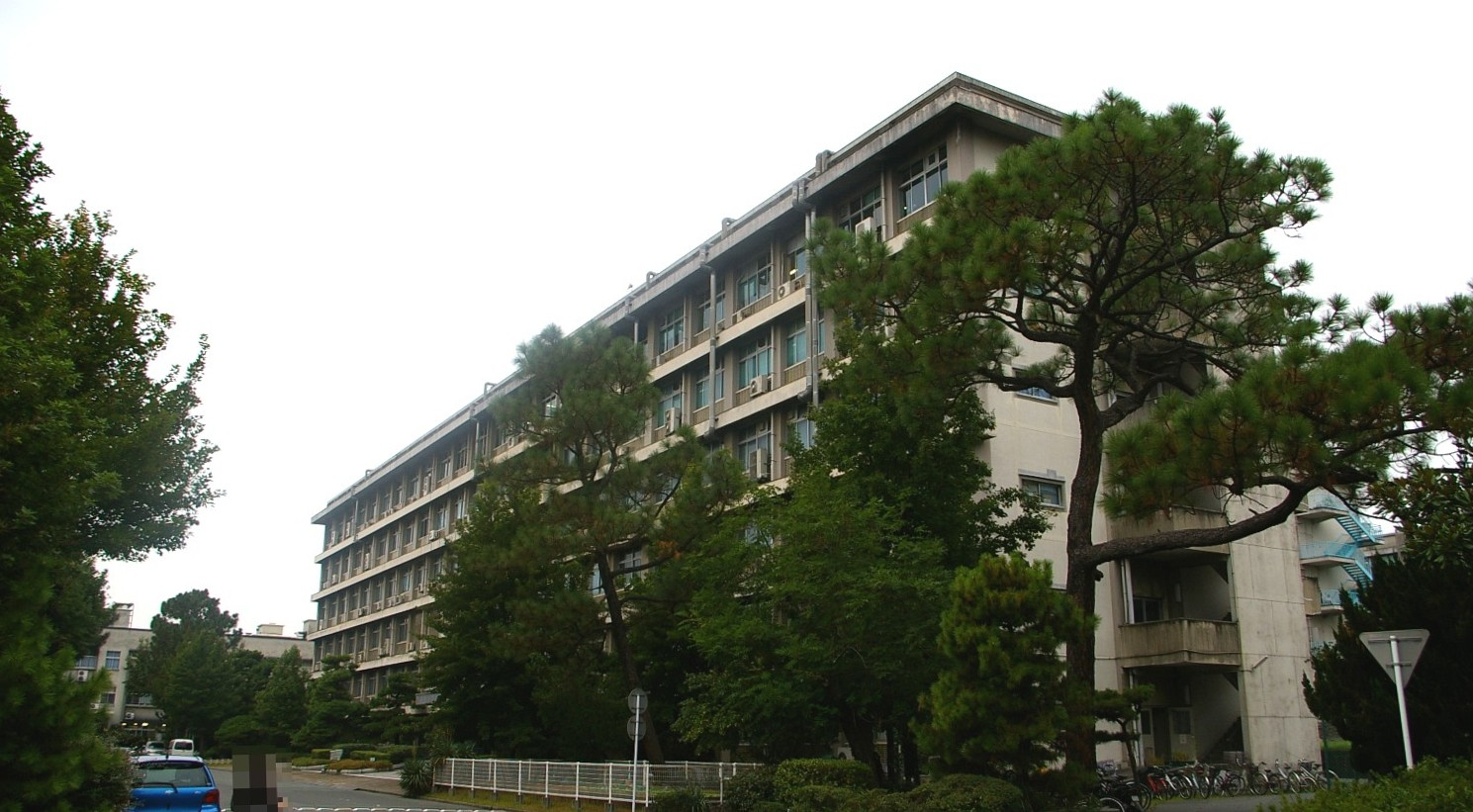
農学部1号館
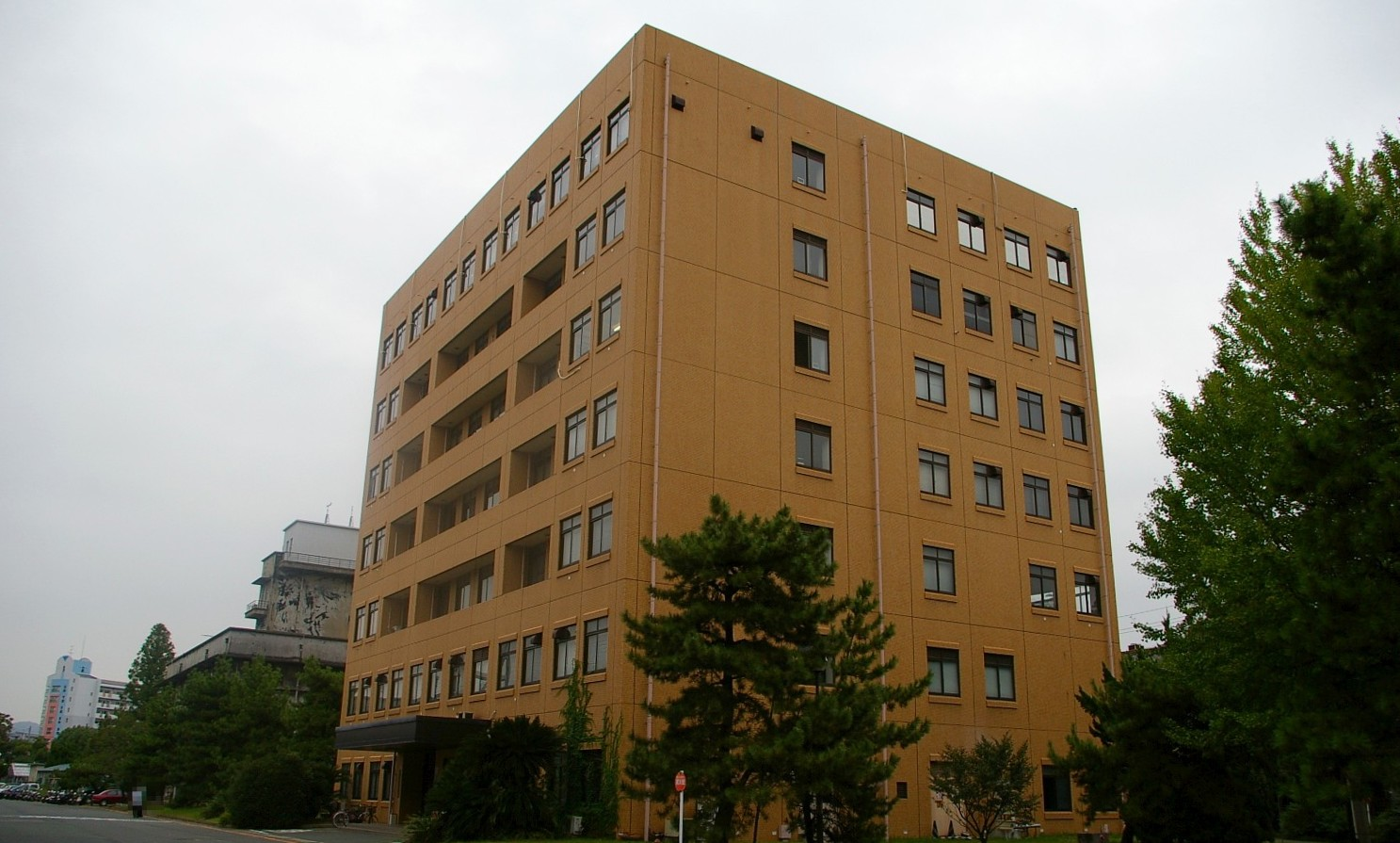
工学部5号館
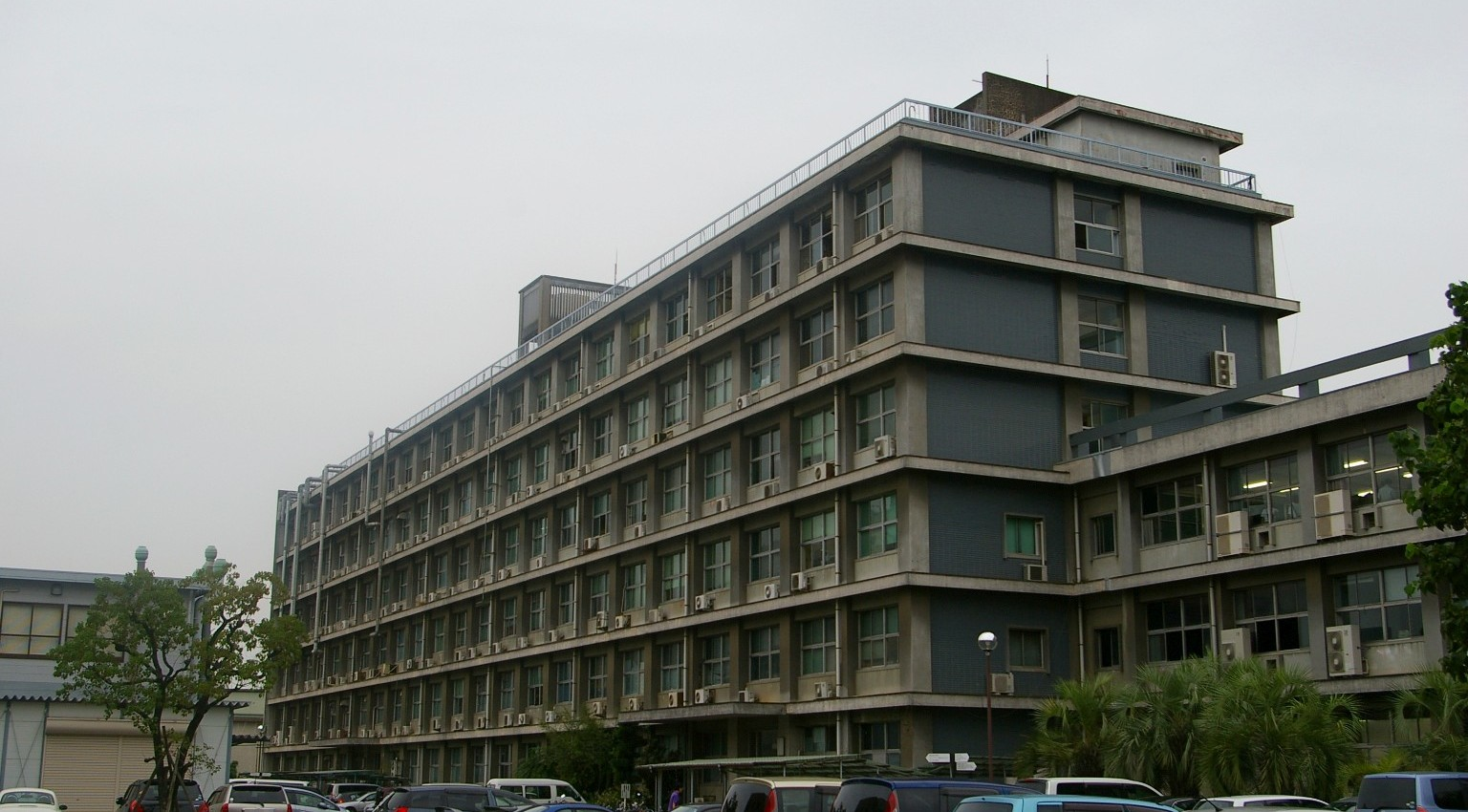
理学部2号館
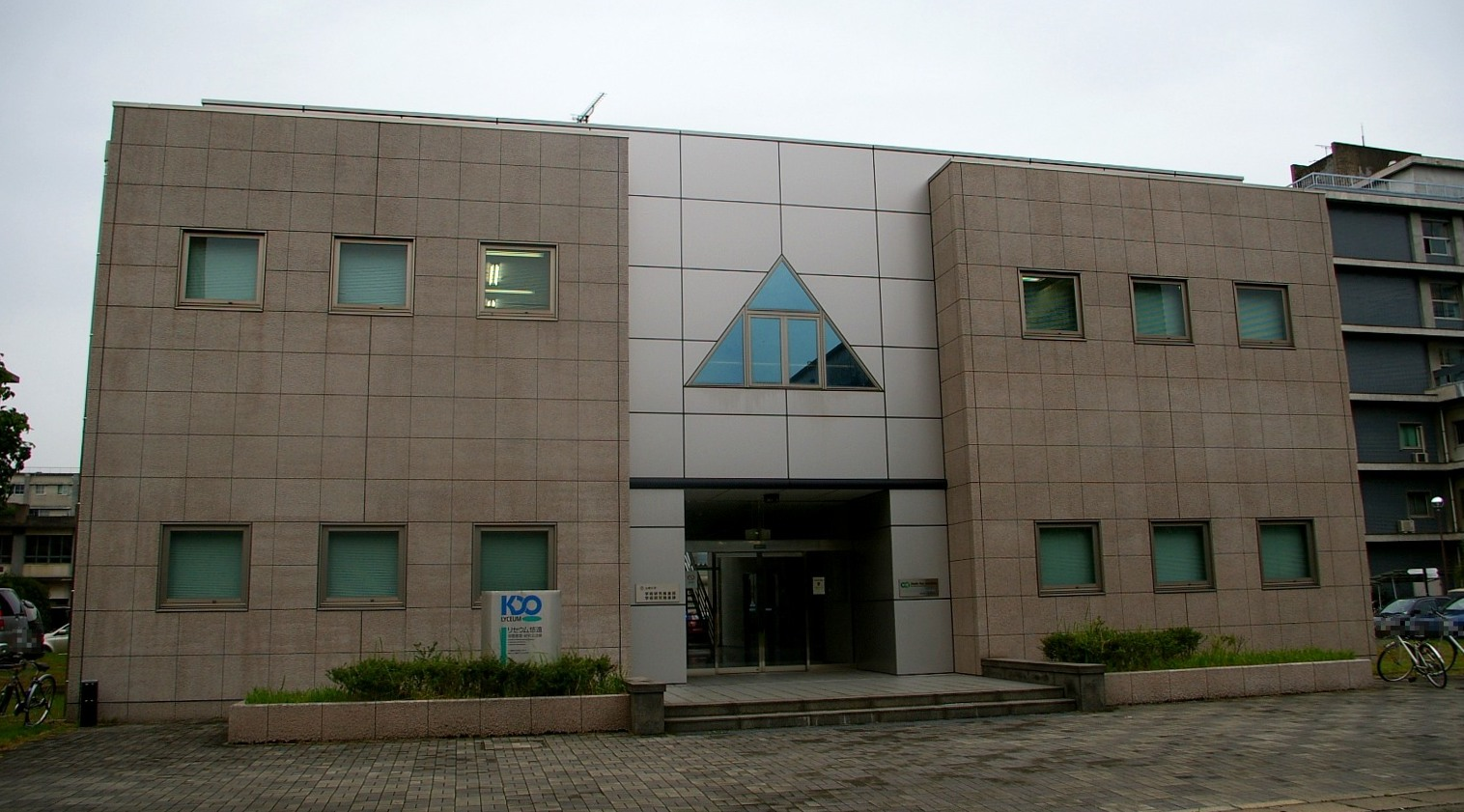
学際研究・研究交流棟・リセウム悠遠
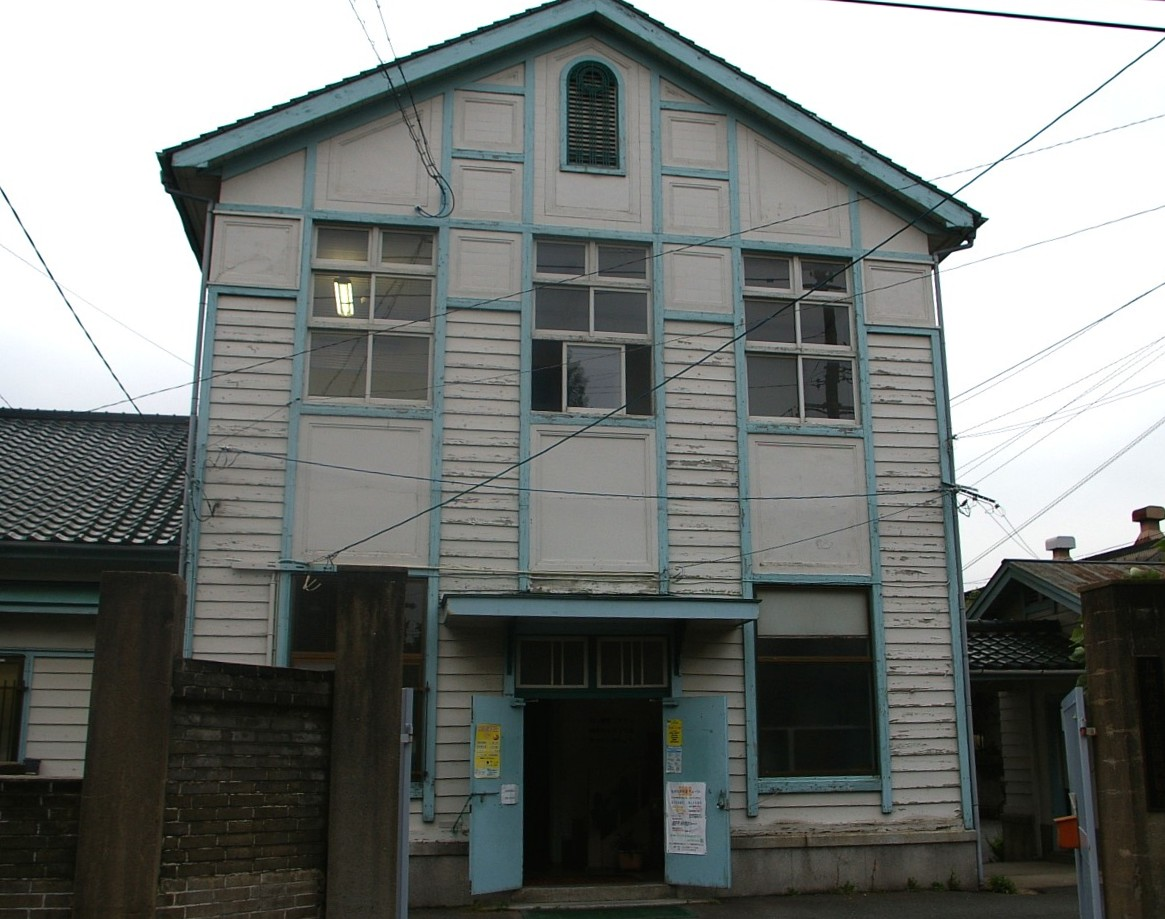
九州大学生活協同組合
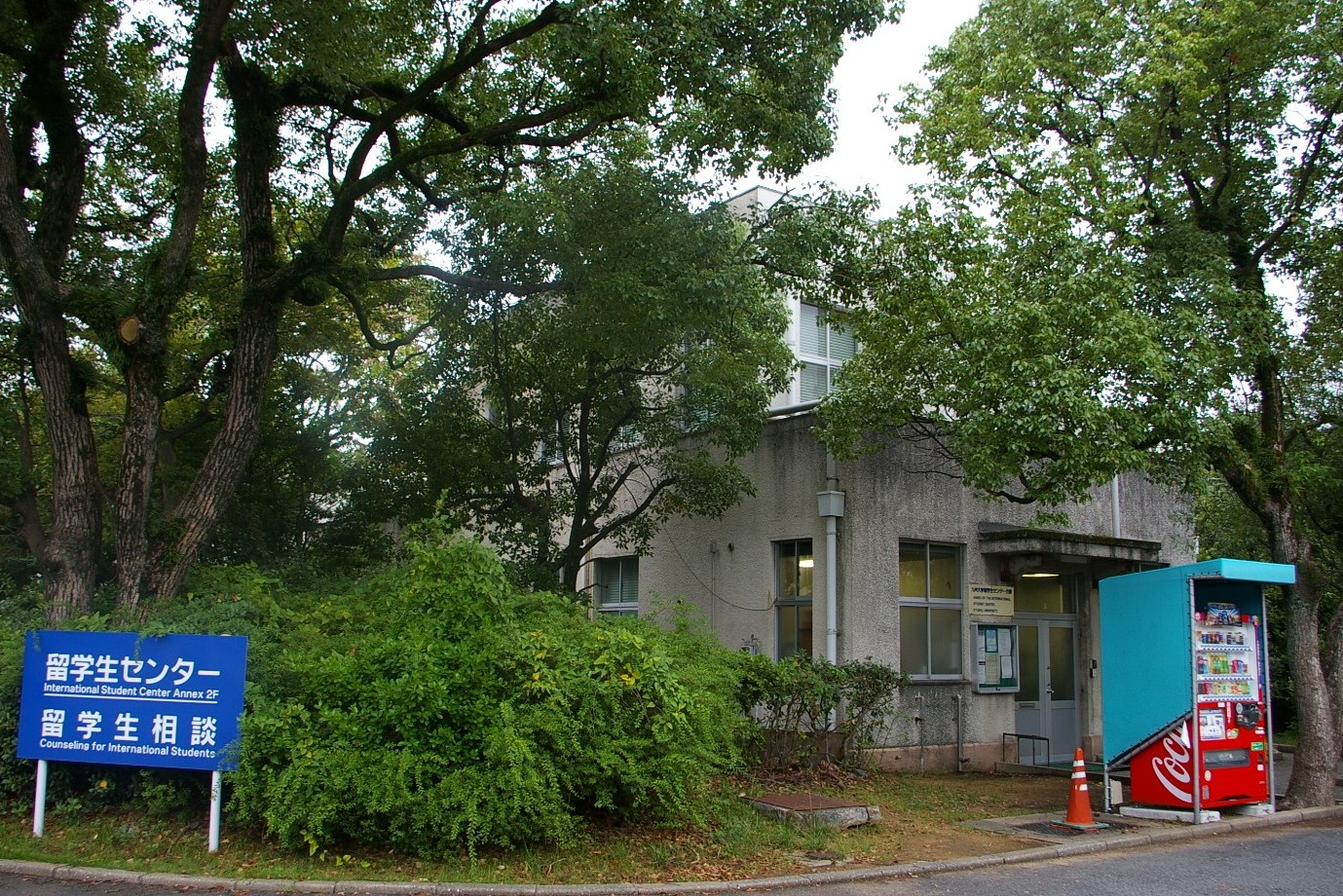
留学生センター
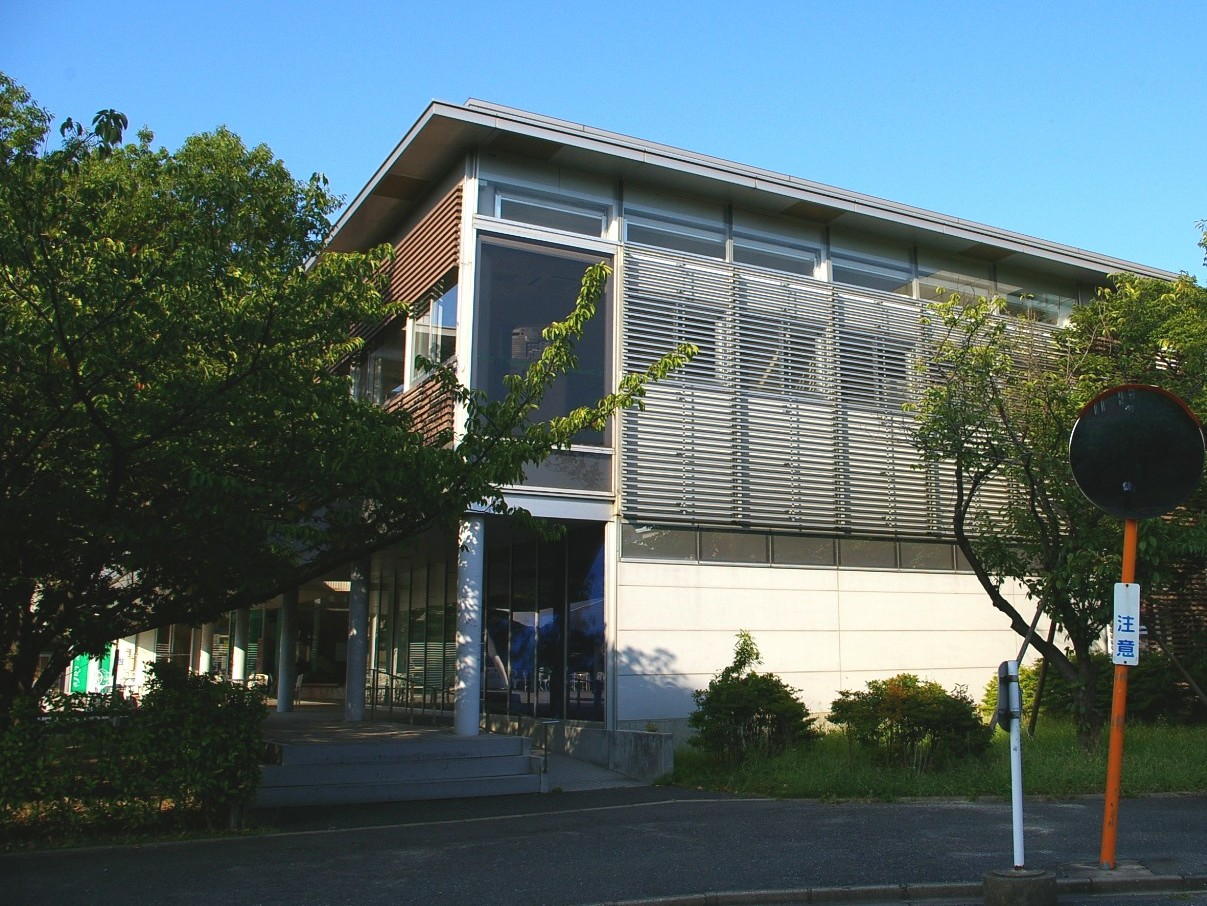
箱崎理系地区21世紀プラザI

## 病院地区（馬出地区）

### 帝国大学時代に建てられた建築物

#### 九州大学医学部基礎研究A棟
（九州帝國大學醫學部第一・第二・第三内科教室及び病室）
- 竣工：1931年（昭和6年）4月
- 設計：岩崎圓吾、倉田謙
- 施工：大林組（鉄筋コンクリート造3階建て、一部4階、地下1階）

リフォームされ、1Fに生協購買部、食堂がある。

#### 医学部基礎研究B棟
（九州帝國大學醫學部法醫學・細菌學・衛生學教室）
- 竣工：1935年（昭和10年）8月
- 施工：金子組

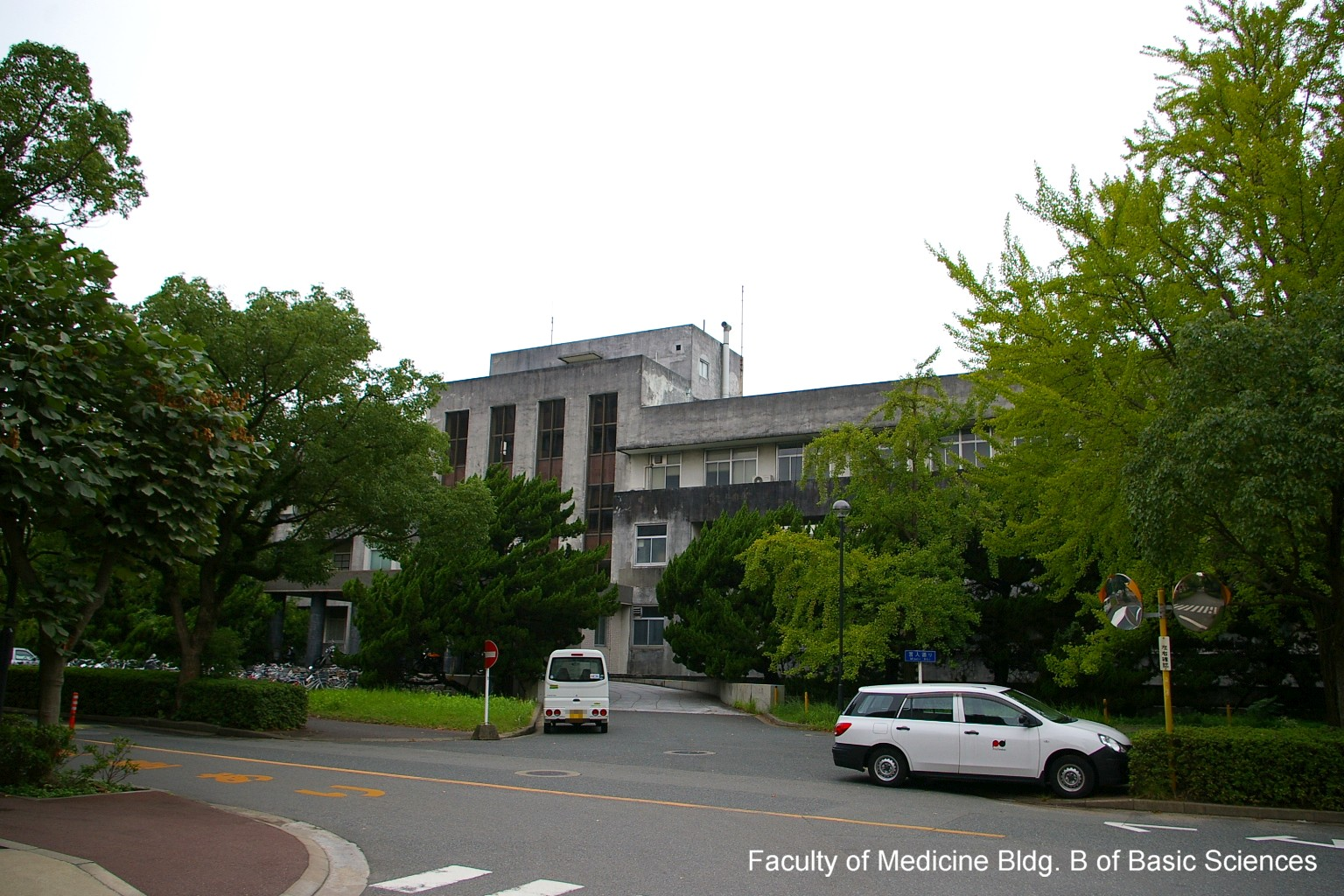
医学部基礎研究B棟

- 構造：鉄筋コンクリート造3階建て、地下1階

#### 歯学部臨床研究棟

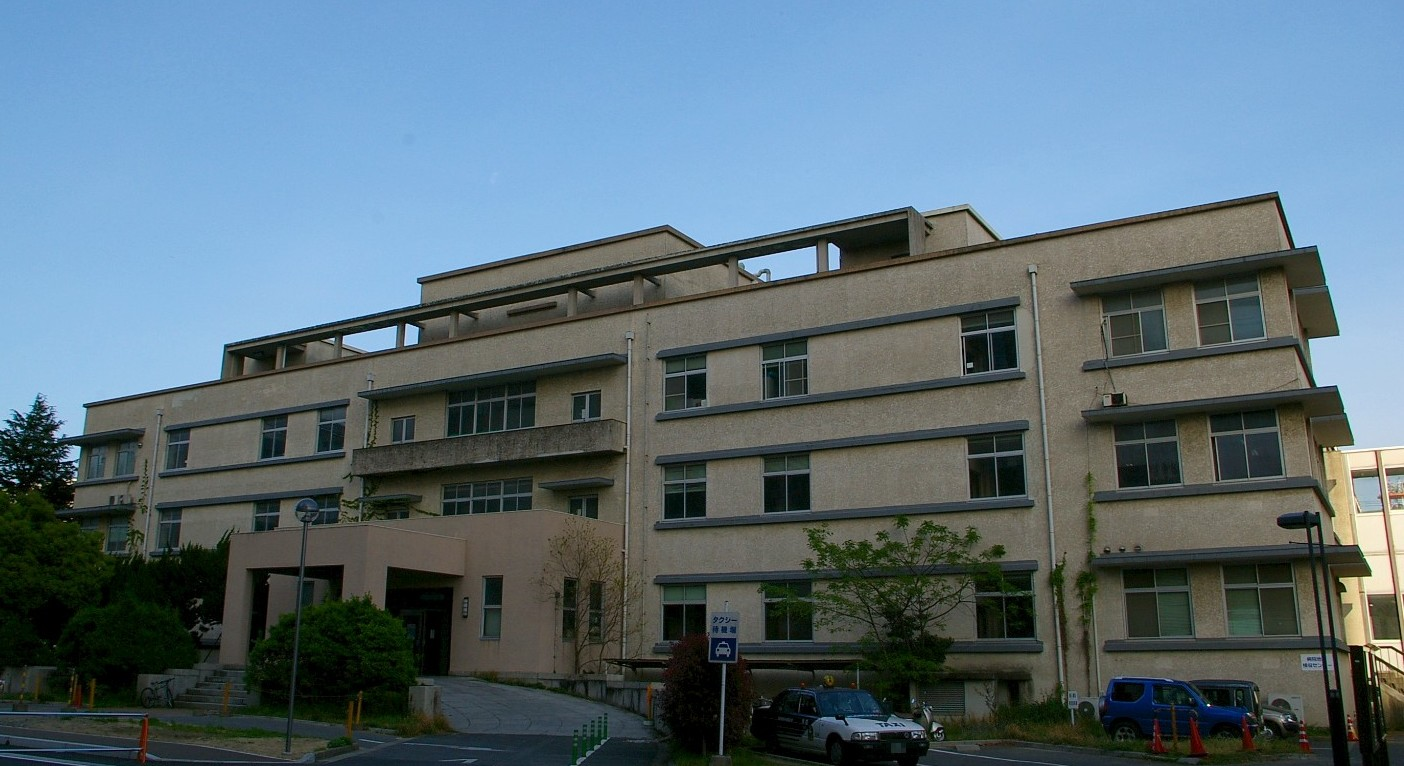
歯学部臨床研究棟

（九州帝國大學醫學部齒科口腔外科・整形外科棟）
- 竣工：1934年（昭和9年）
- 設計：國武周蔵
- 施工：辻組（鉄筋コンクリート造3階建）

#### 九州大学医学部正門守衛所

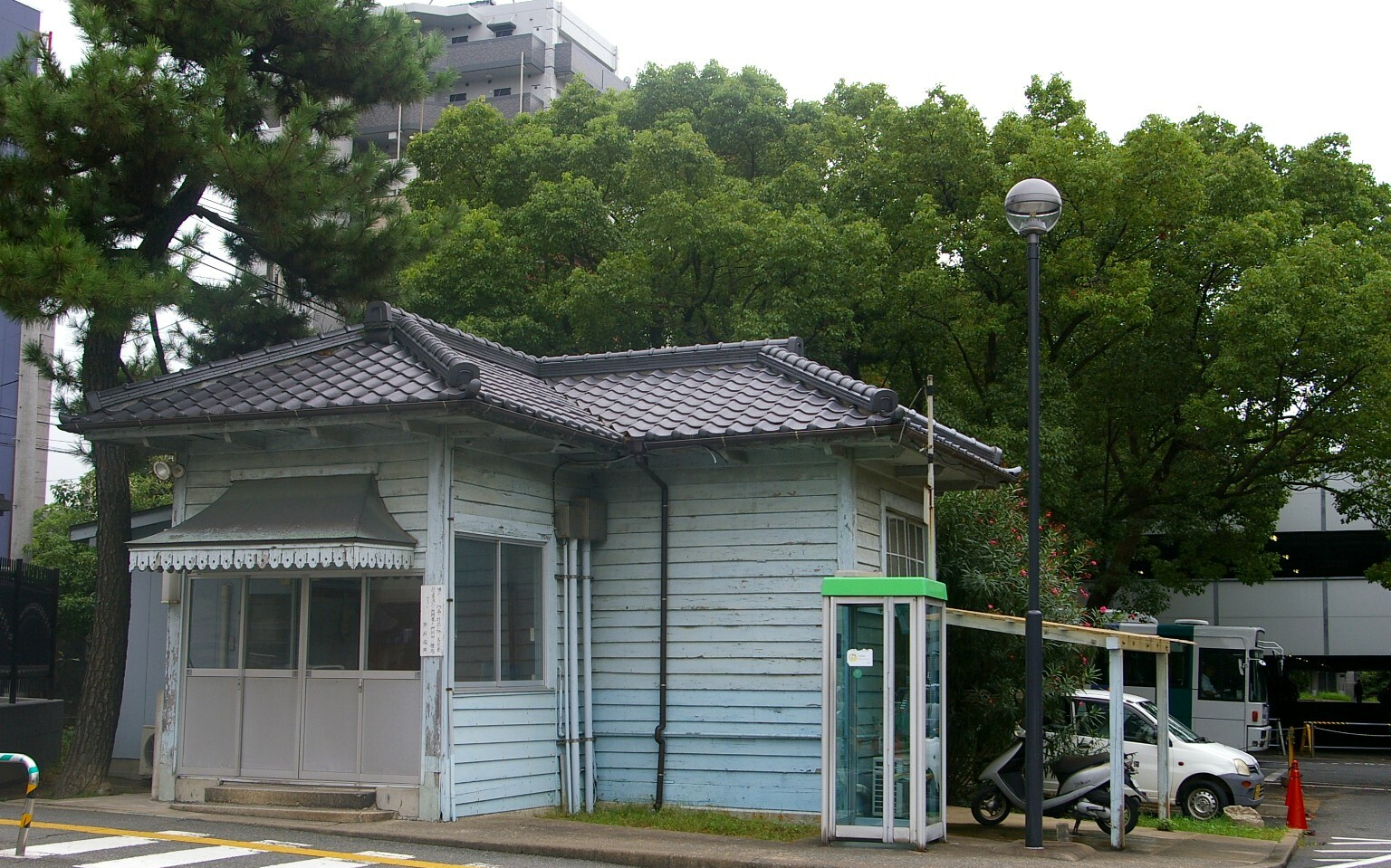
九州大学医学部正門守衛所

（京都帝國大學福岡醫科大學正門門衛所）
- 竣工：1903年（明治36年）4月
- 設計：文部省建築課福岡出張所
- 構造：木造平屋建て、瓦葺

#### （九州帝國大學醫學部第一外科教室及び病室）
- 竣工 1927年（昭和2年）3月
- 設計 倉田謙
- 施工 岩崎組

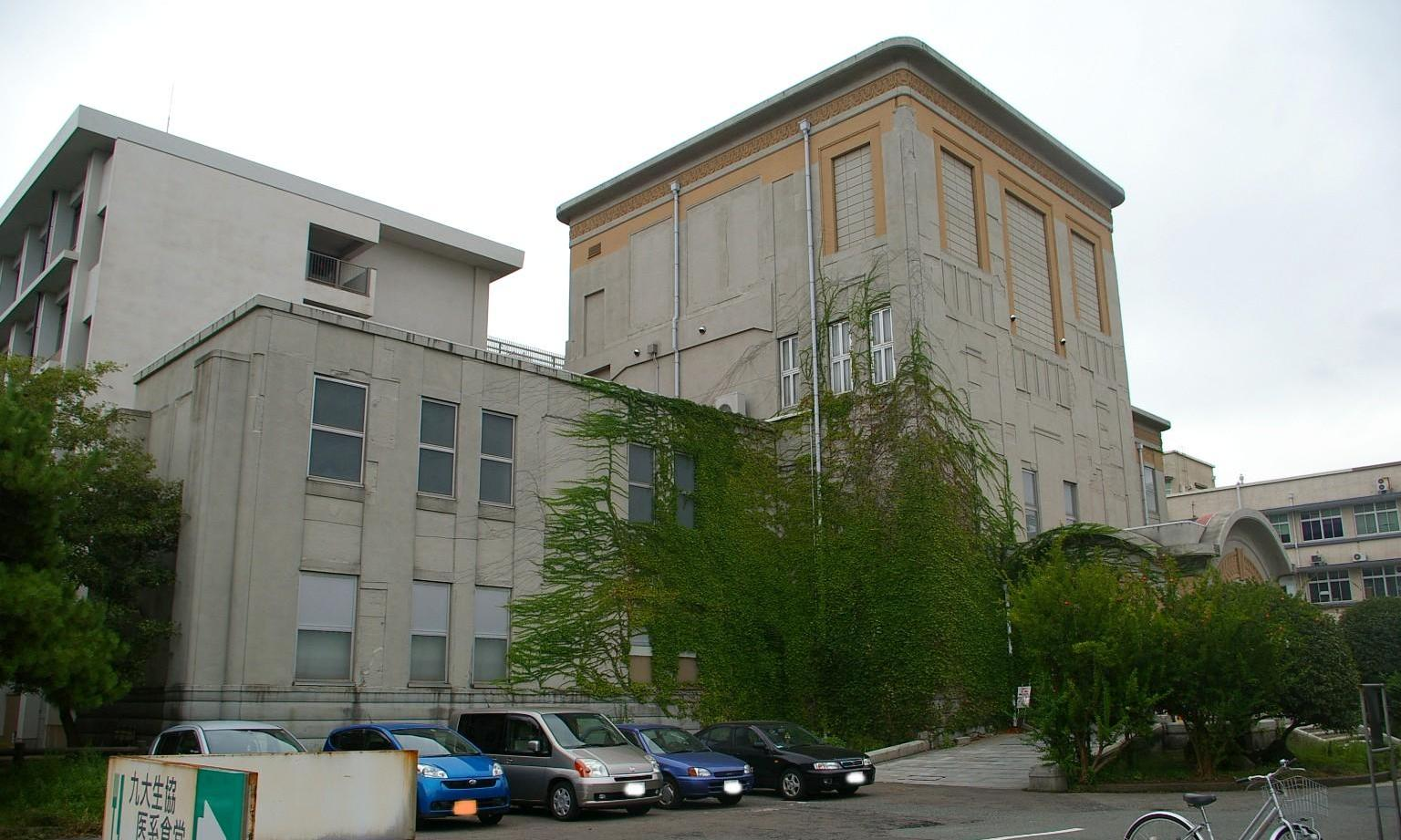
九州帝国大学医学部第一外科教室及び病室

- 構造 鉄筋コンクリート造3階建て、一部4階、地下1階

2008年まで九州大学医系生協の建物として活用されたが取り壊され、外来診療棟前駐車場が建設された。

### 新制大学時代に建てられた建築物

#### 臨床施設
九州大学新病院
第一期から三期までの三棟からなる。総工費1,000億円
- 規模：地上11階 地下1階 高さ56 m
- 延べ面積：約118,000 m2
- 工事期間：1998年（平成10年）4月 - 2001年（平成13年）10月 - 2008年（平成20年）3月

地上11階、地下1階、高さ56 m、延べ床面積約120,000 m2の、文部科学省所管の全ての施設の中でも最大規模の病院である。また国立大学の建築物として初めて、免震システムを採用している。

#### 新外来棟（新病院第三期棟）
- 地上5階、地下1階建て

小児科と小児外科、歯科を除く28診療科の外来を集約

#### ウェストウィング
2008年（平成20年）3月竣工。

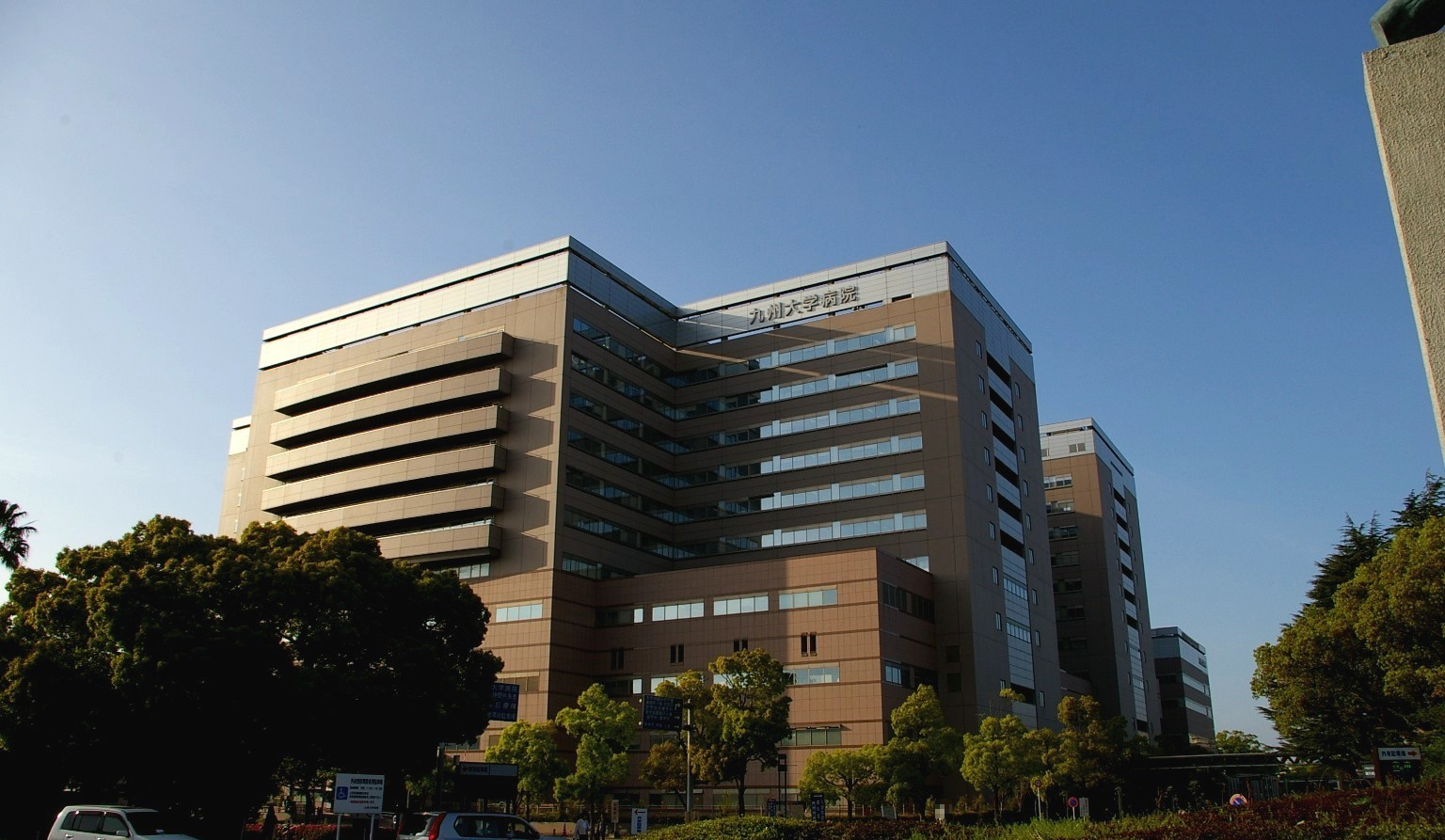
新病院棟
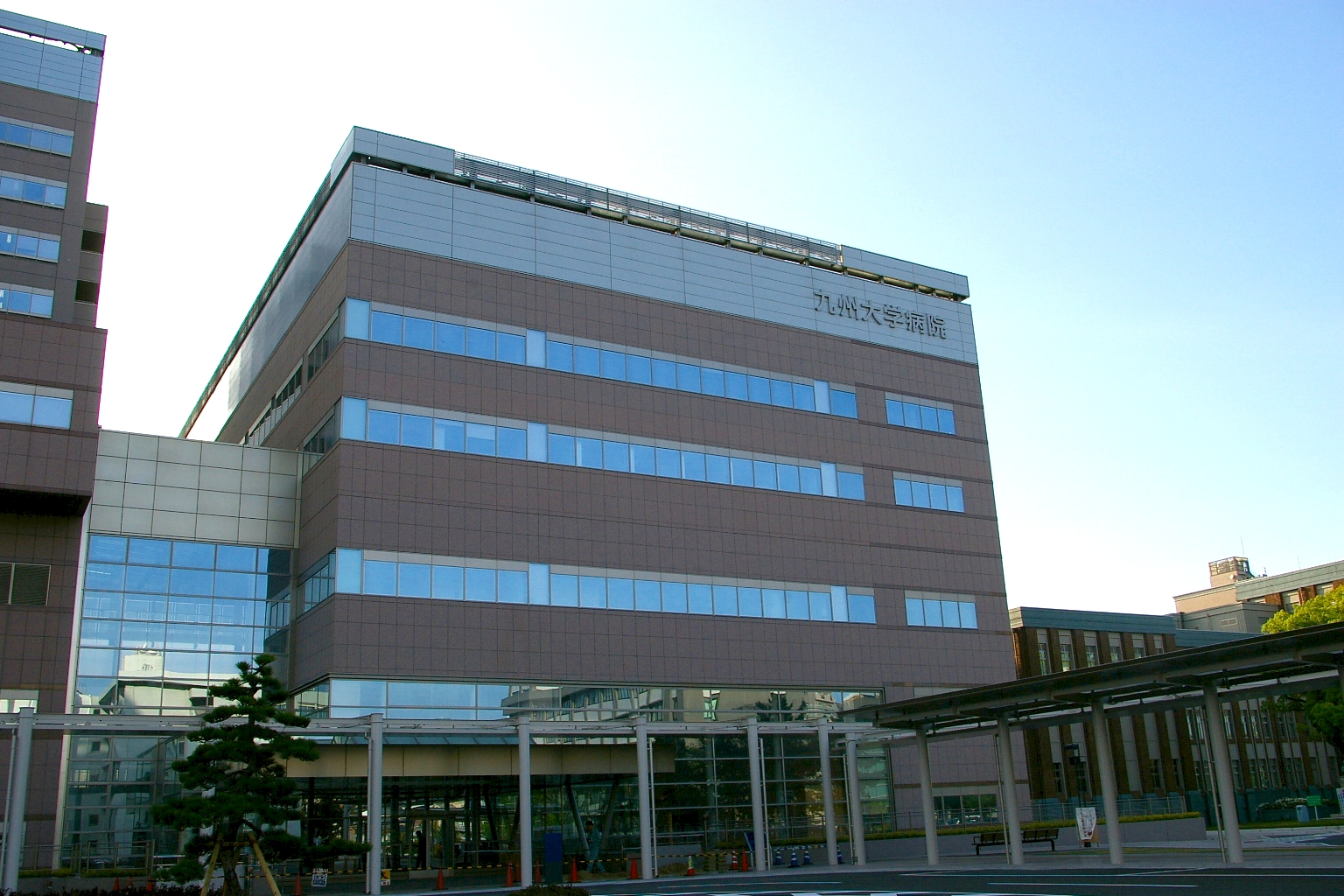
新外来棟
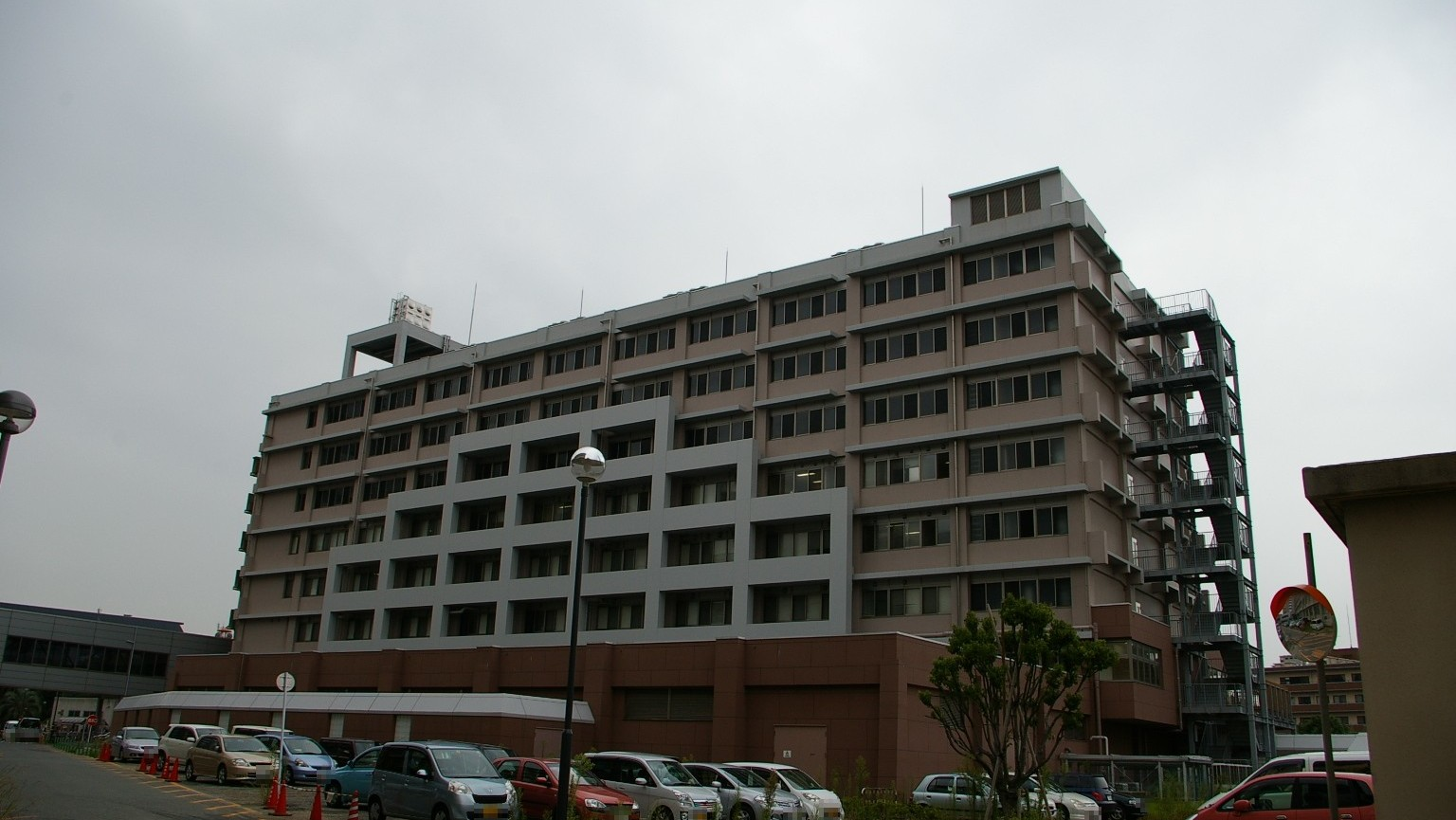
ウェストウィング
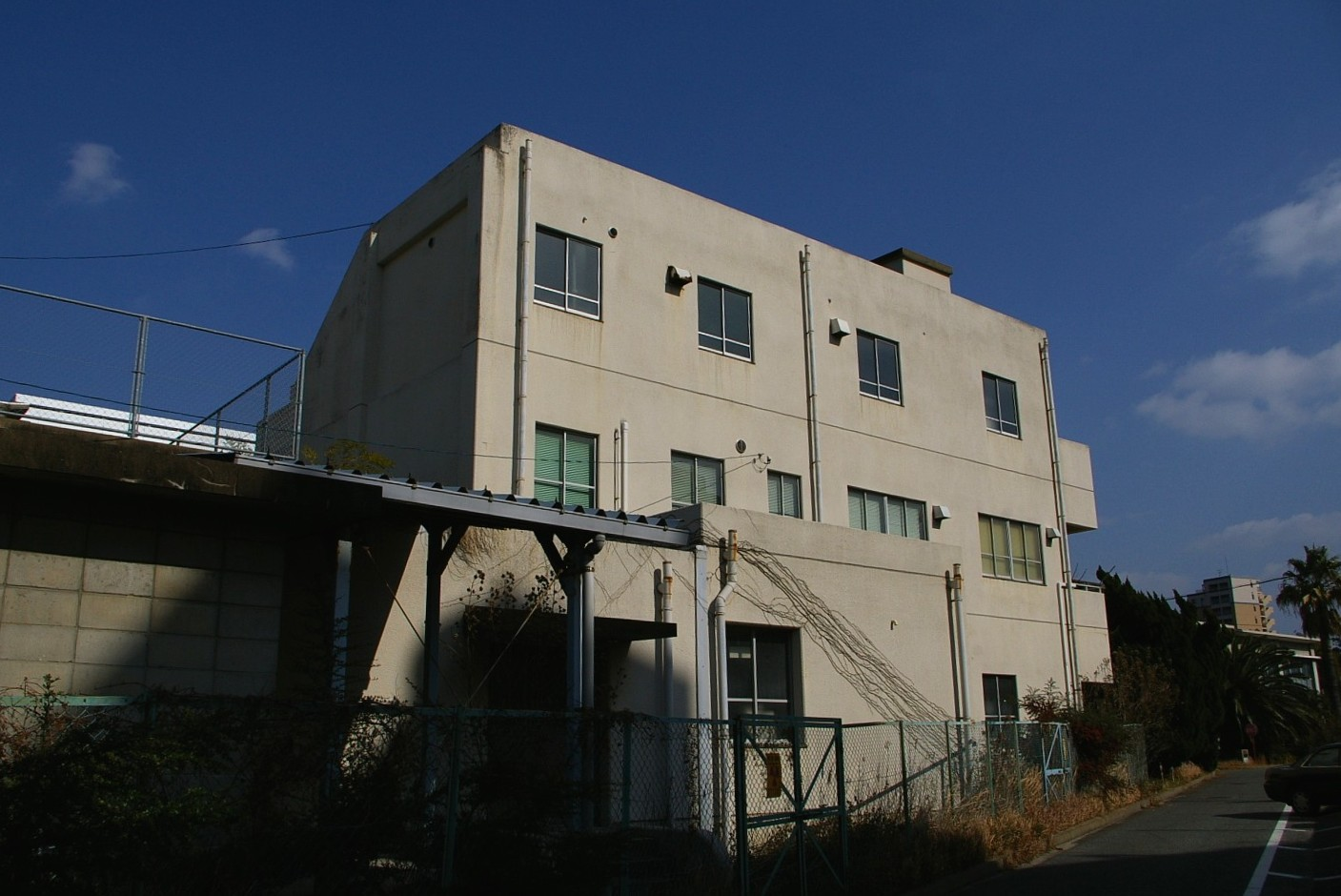
腫瘍センター （昭和60年）
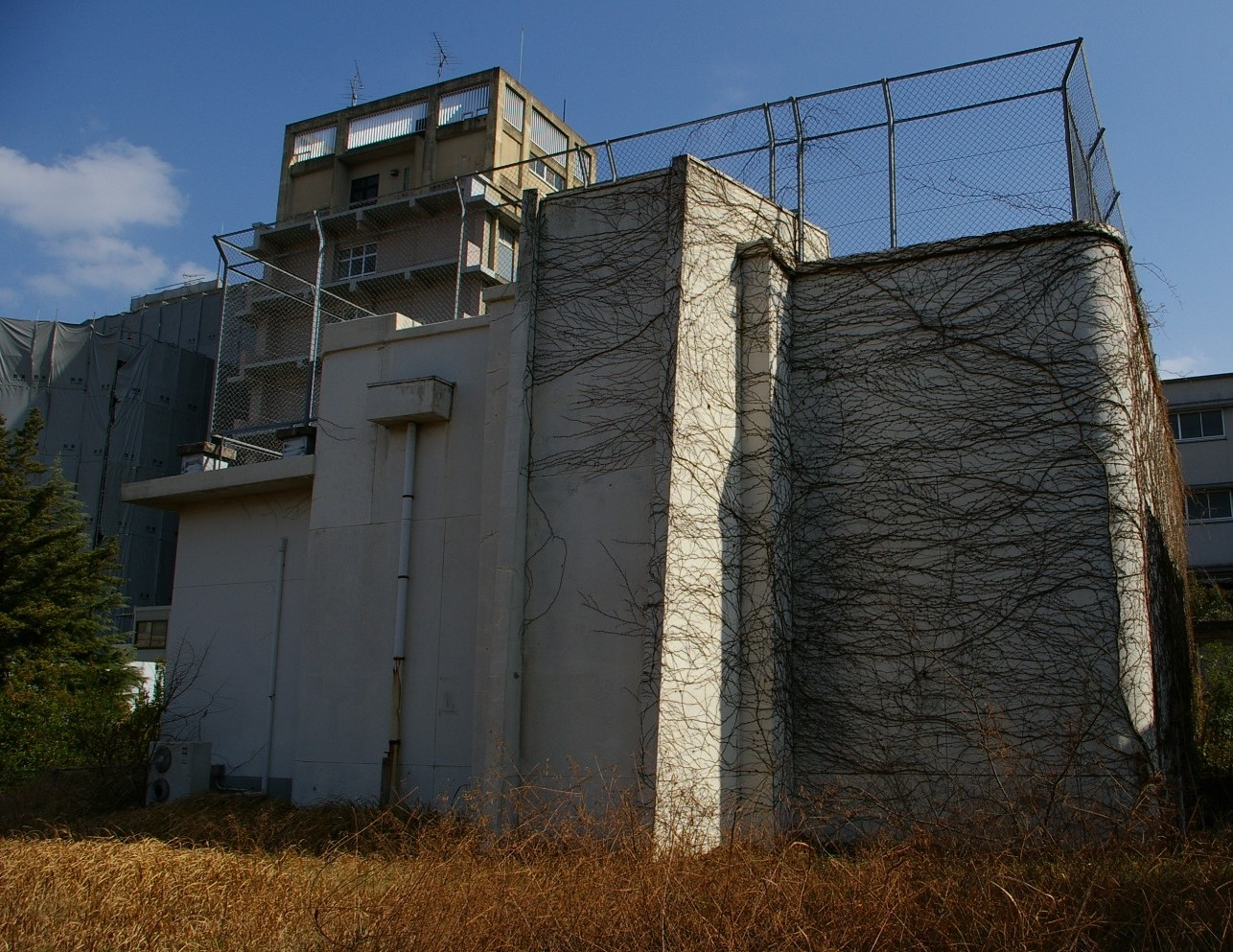
ベータトロン棟 竣工：1967年（昭和42年）、2010年（平成22年）解体

#### 研究施設

##### コラボ・ステーション I
- 竣工：2000年3月
- 施工：三井住友建設
- 設計・監理：綜企画設計
- 構造・規模：SRC造・地上9階
- 延床面積：5,194 m2

##### コラボ・ステーション II
- 施工：溝江建設
- 構造：鉄筋コンクリート造 地上7階 地下1階 塔屋1階建
- 延床面積：10,562.96 m2

##### 総合研究棟
- 施工 大林組・若築建設・善工務店特定建設工事共同企業体
- 竣工：2004年（平成16年）10月
- 建築面積：1,890 m2
- 構造：鉄骨鉄筋コンクリート造、地上9階・地下1階建
- 延床面積：12,110 m2

##### 生体防御医学研究所
- 竣工：1984年（昭和59年）
- 敷地面積：2,458 m2
- 建物面積：10,194 m2

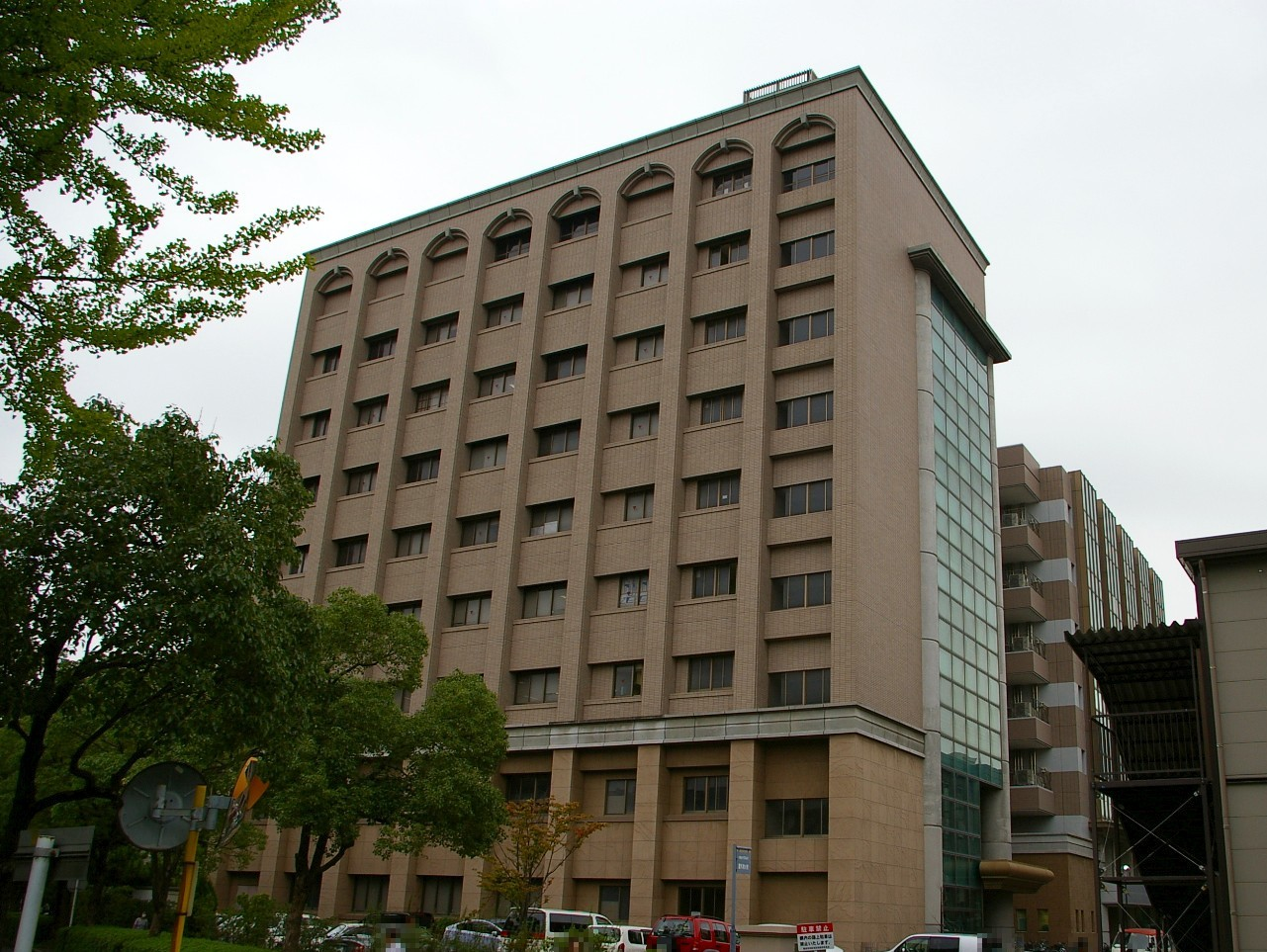
コラボ・ステーション I
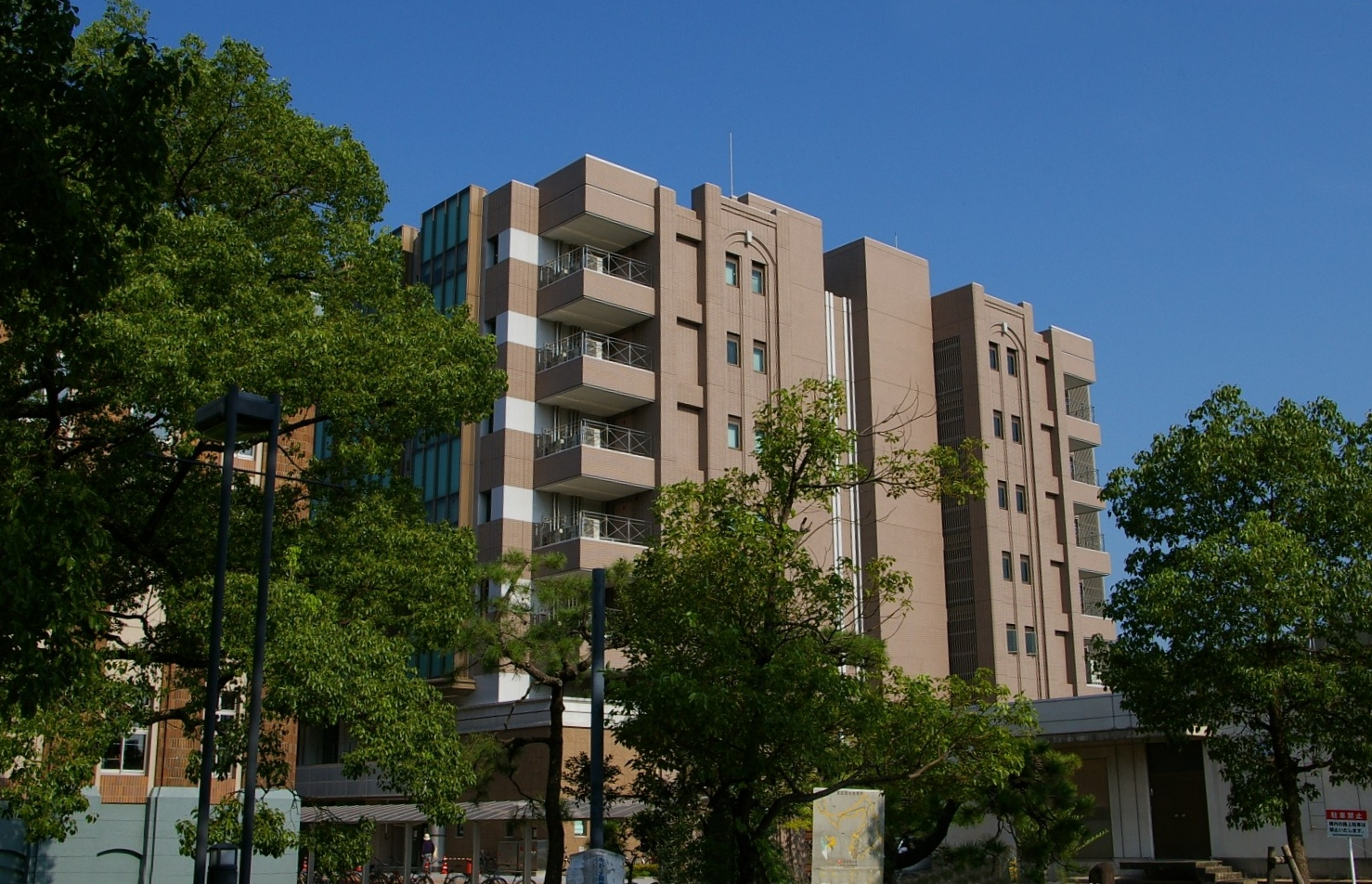
コラボ・ステーション II
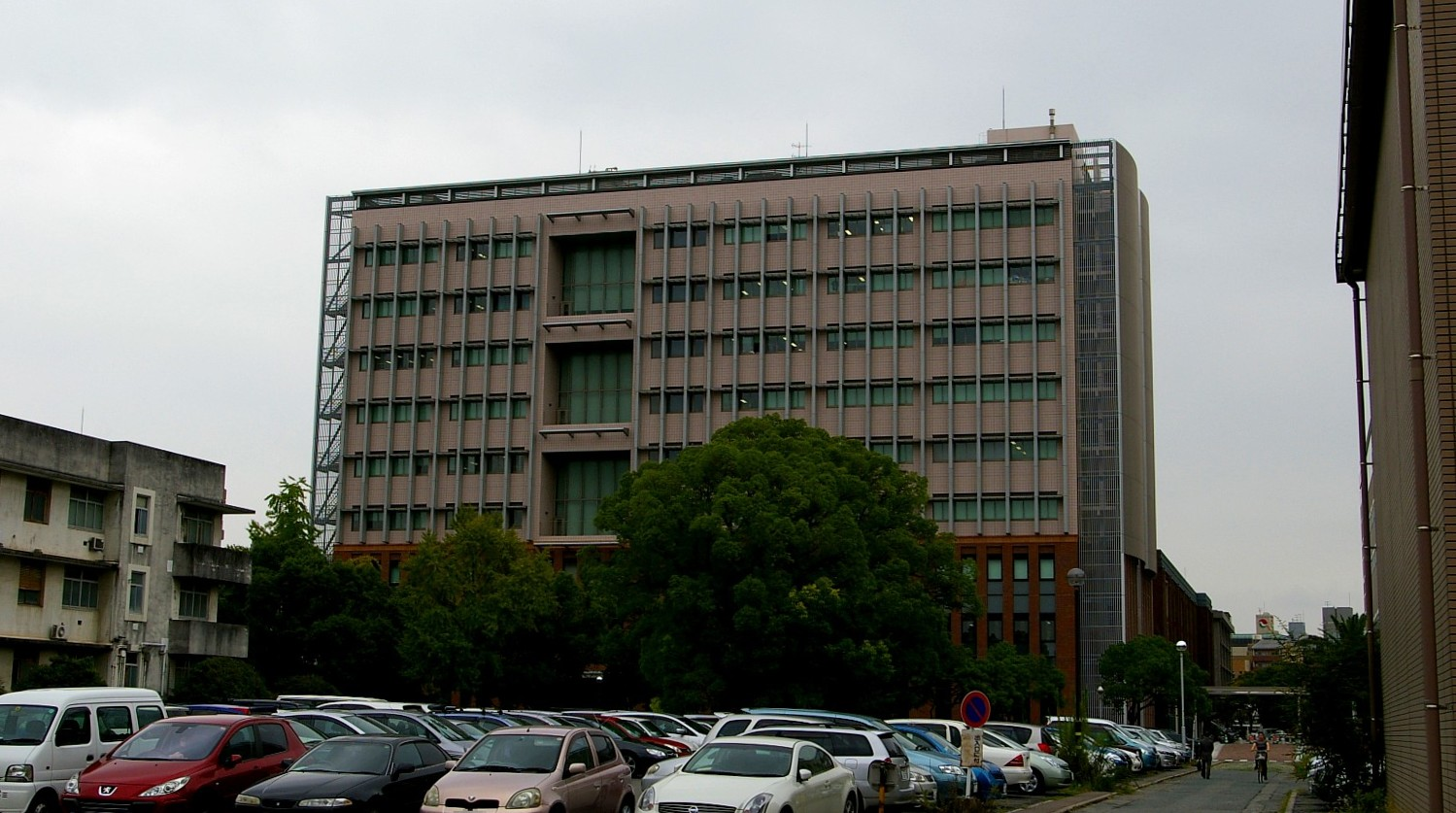
総合研究棟
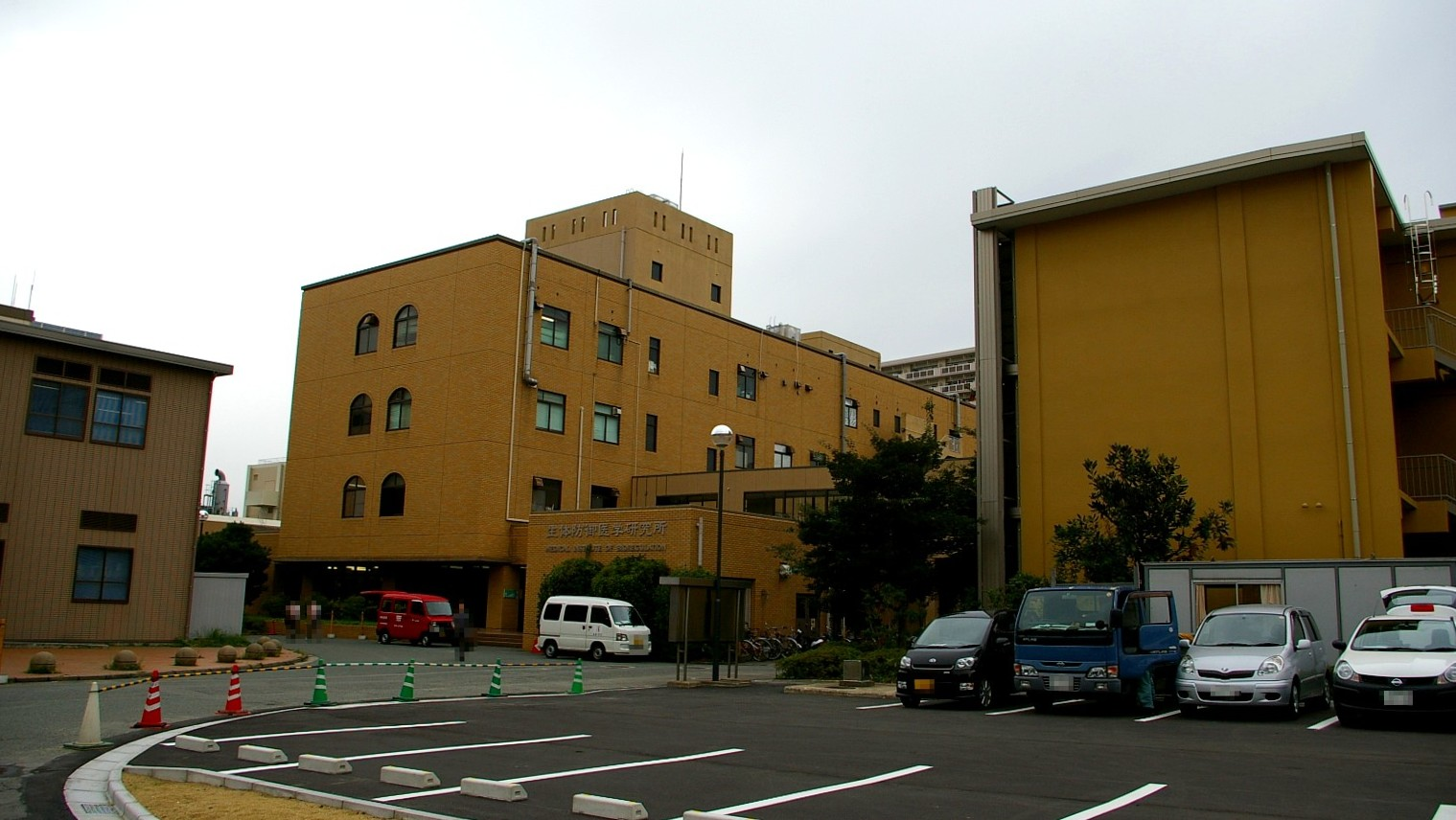
生体防御医学研究所
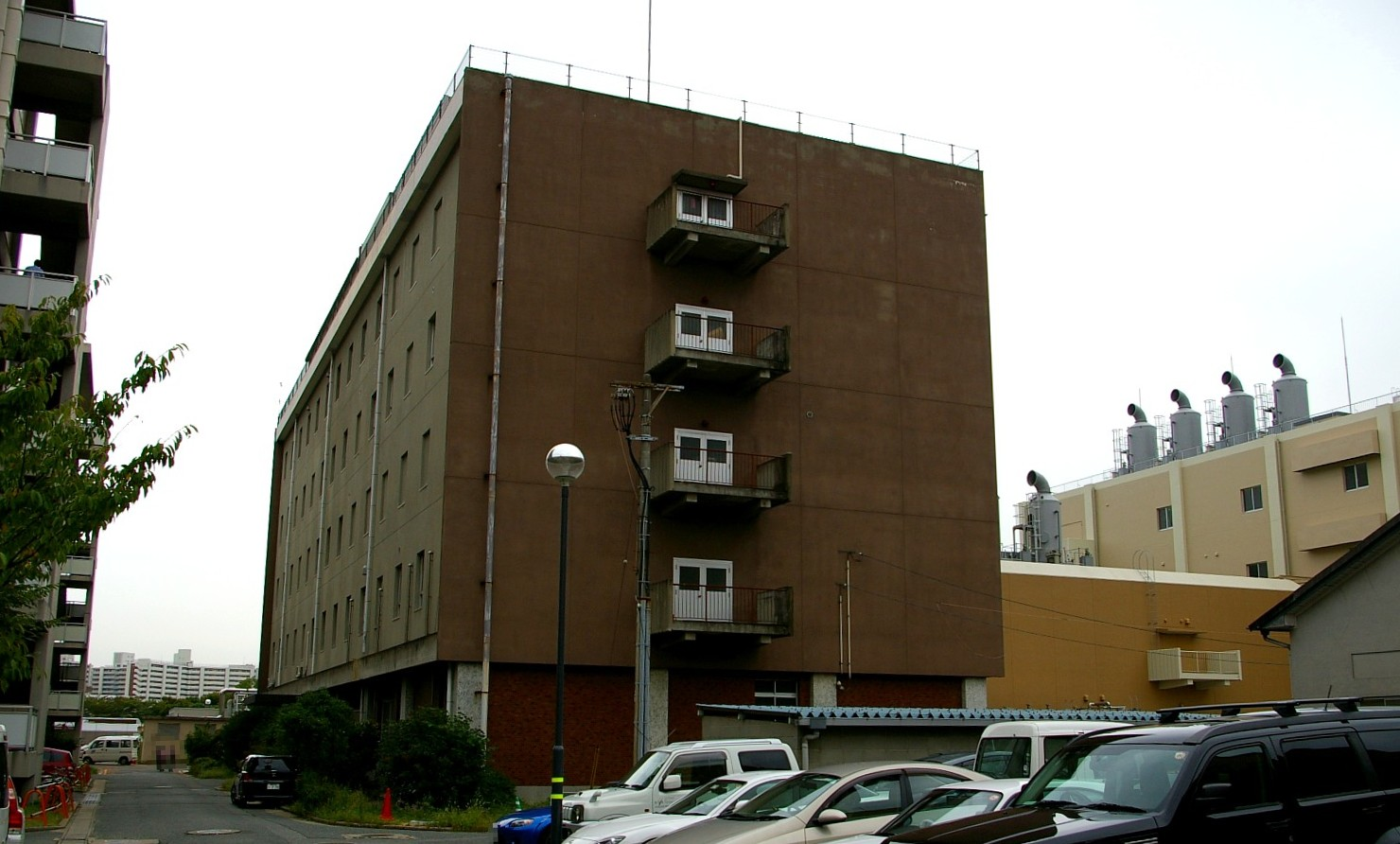
医学研究院付属動物実験施設
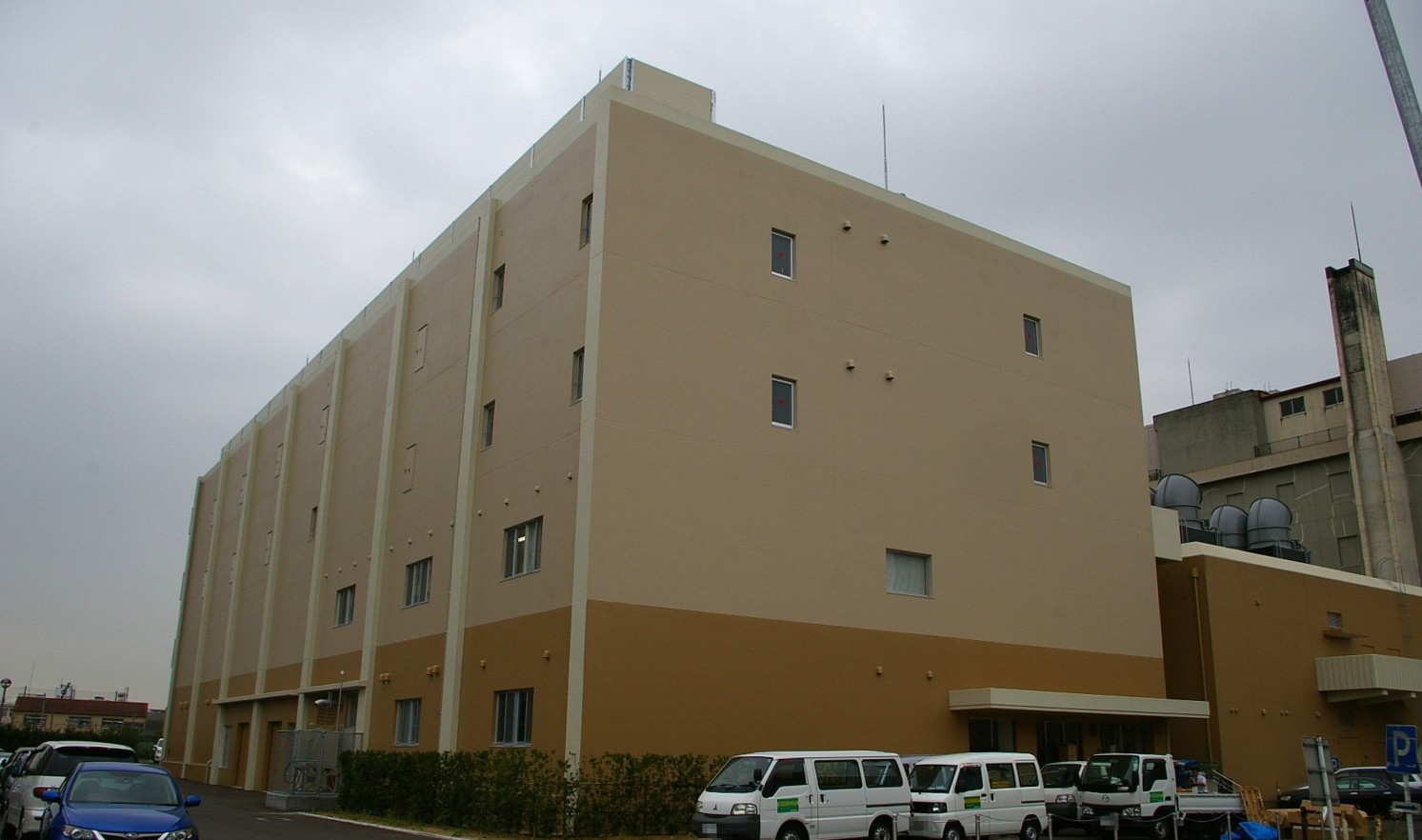
医学研究院付属動物実験施設
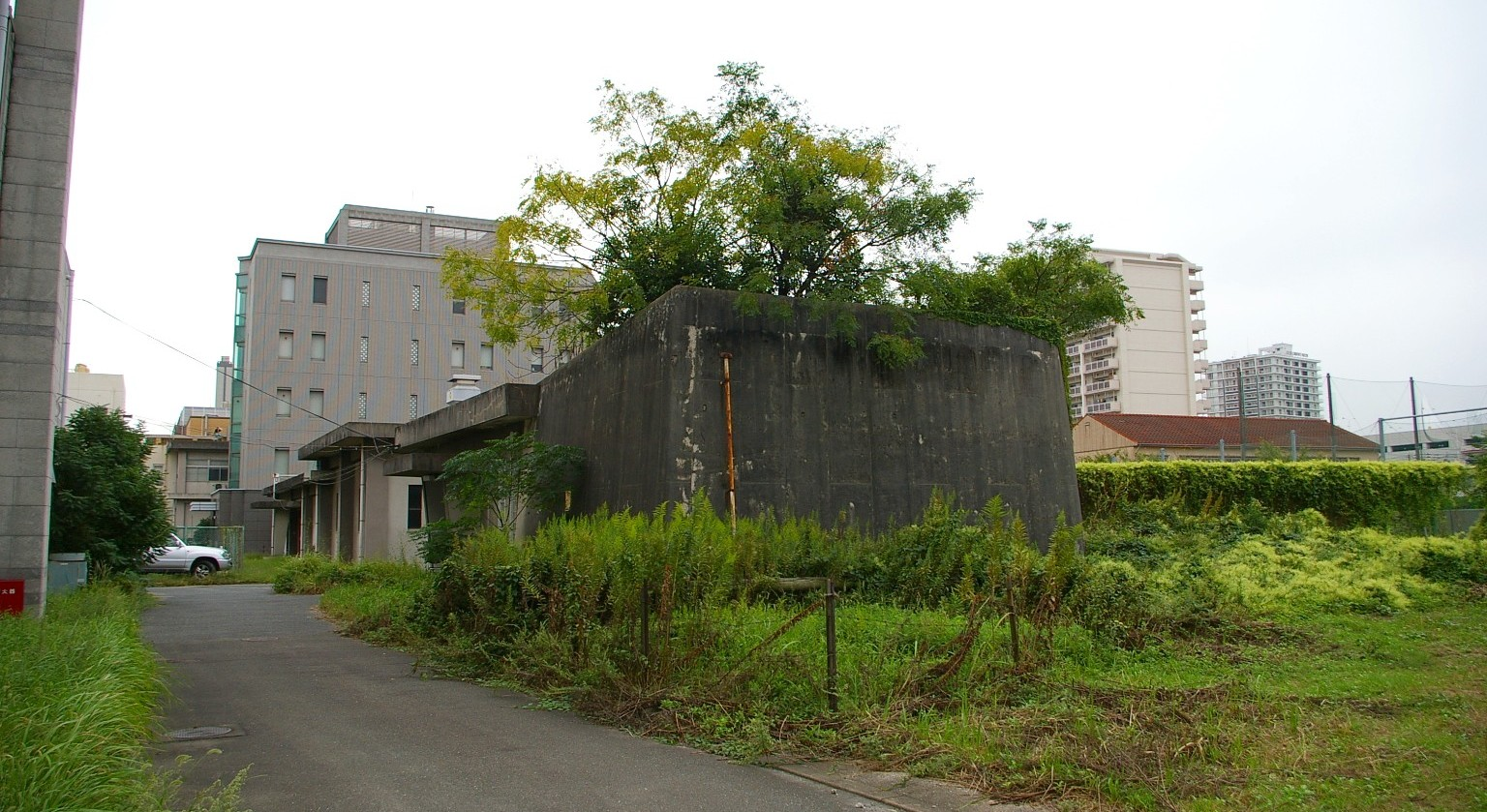
環境放射線医学実験室 1977年（昭和42年）
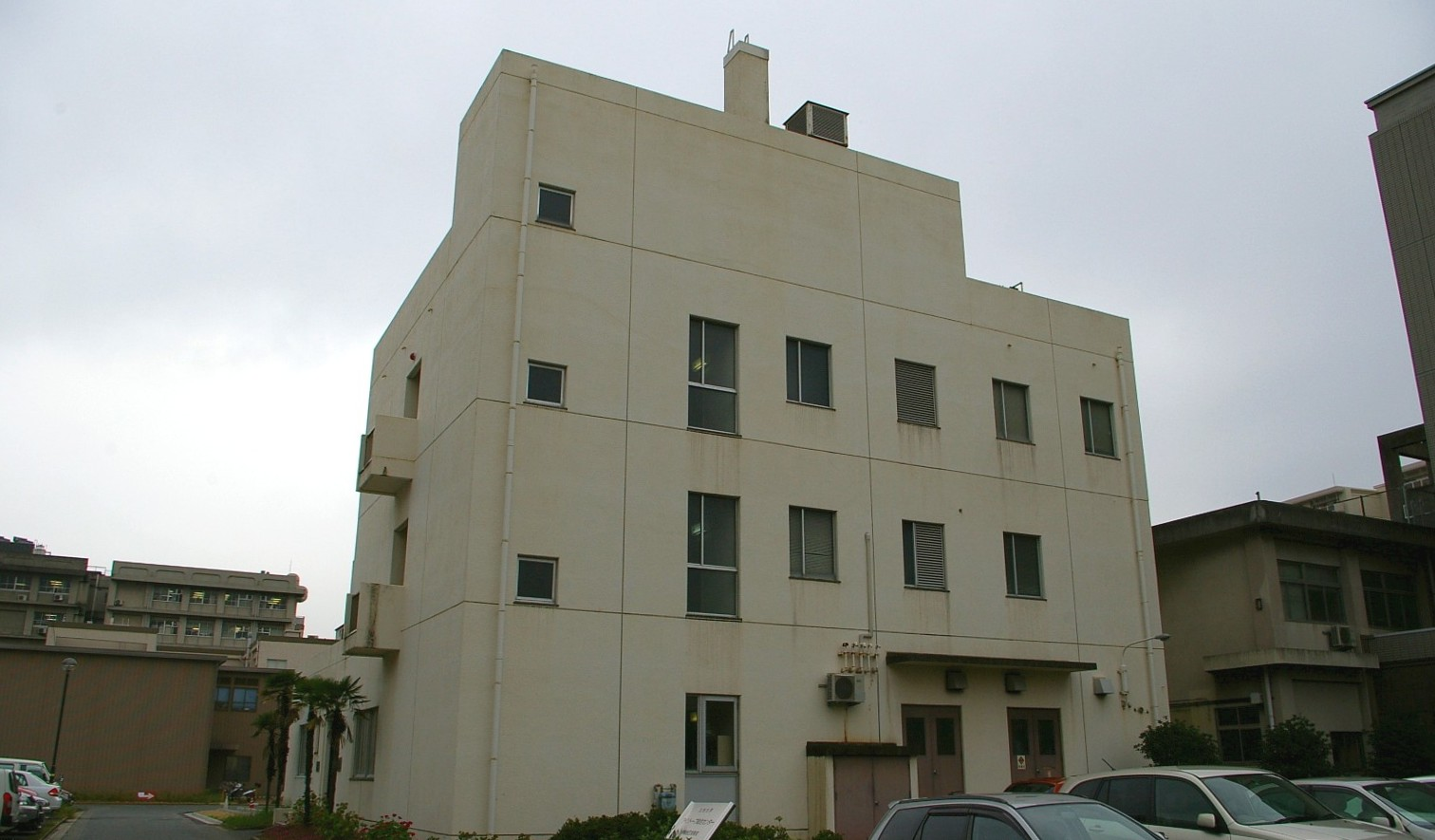
アイソトープ総合センター病院地区実験室
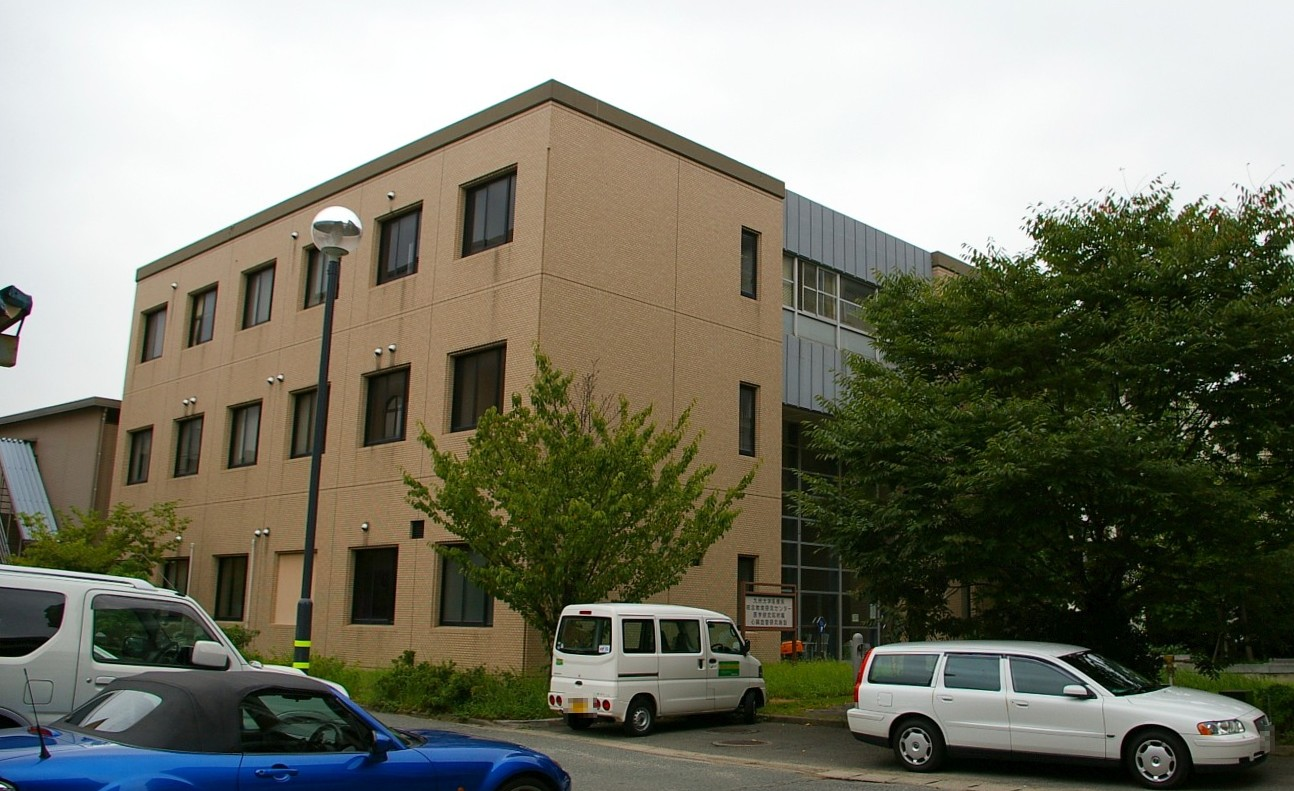
医療系統合教育研究センター
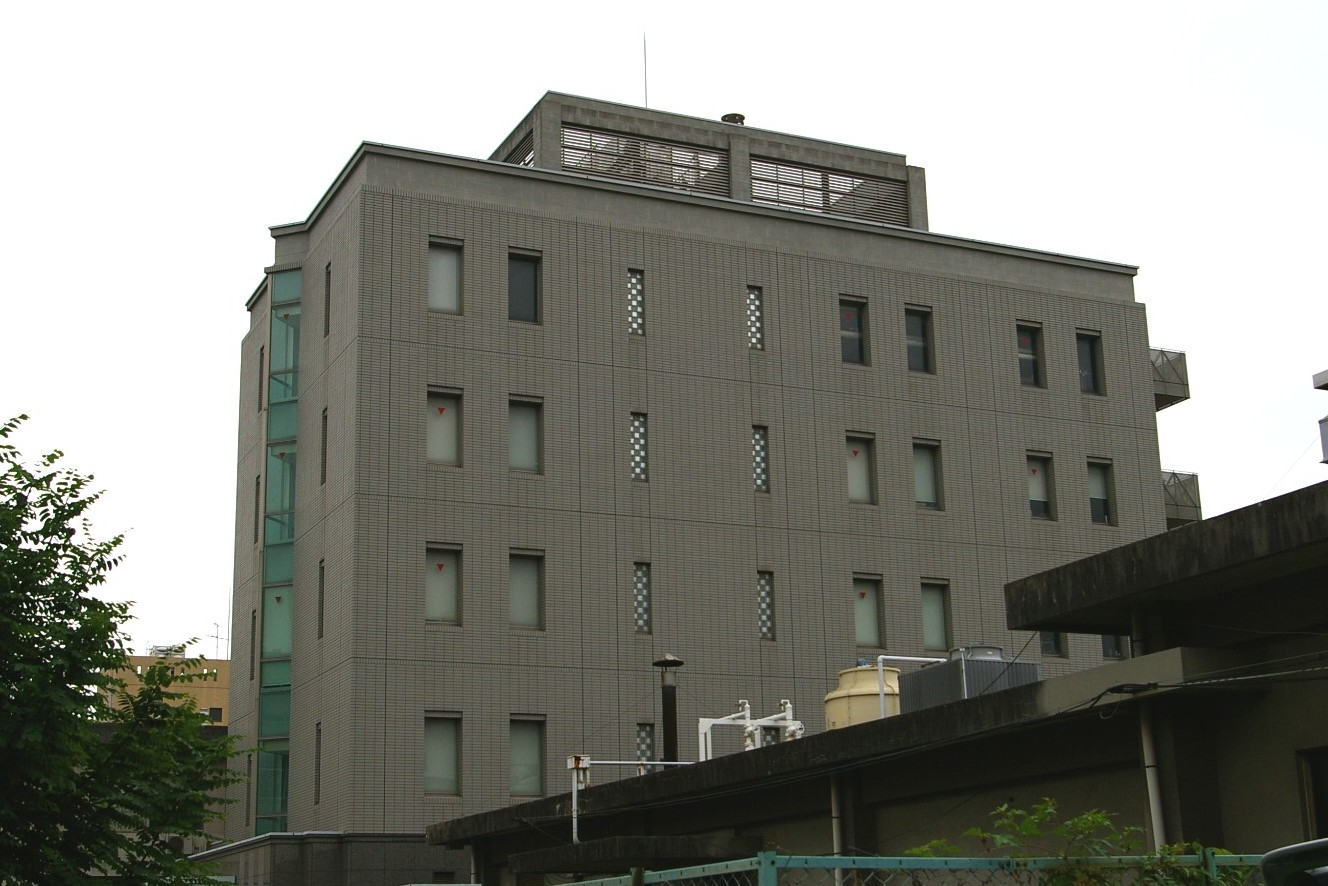
RI総合センター 1996年（平成8年）

#### 教育施設

##### 医学部臨床研究棟A棟
- 竣工：1975年（昭和50年）
- 延床面積：5,828 m2

##### 医学部臨床研究棟B棟
- 竣工：1976年（昭和51年）
- 延床面積：6,874 m2

##### 臨床機械室・剖検室
- 竣工：1976年（昭和51年）

##### 医学部保健学科
（旧九州大学医療技術短期大学部）
- 竣工：1981年（昭和56年）
- 延床面積：406.5 m2

##### 薬学部本館
- 竣工：1967年（昭和42年）
- 延床面積：7,977 m2

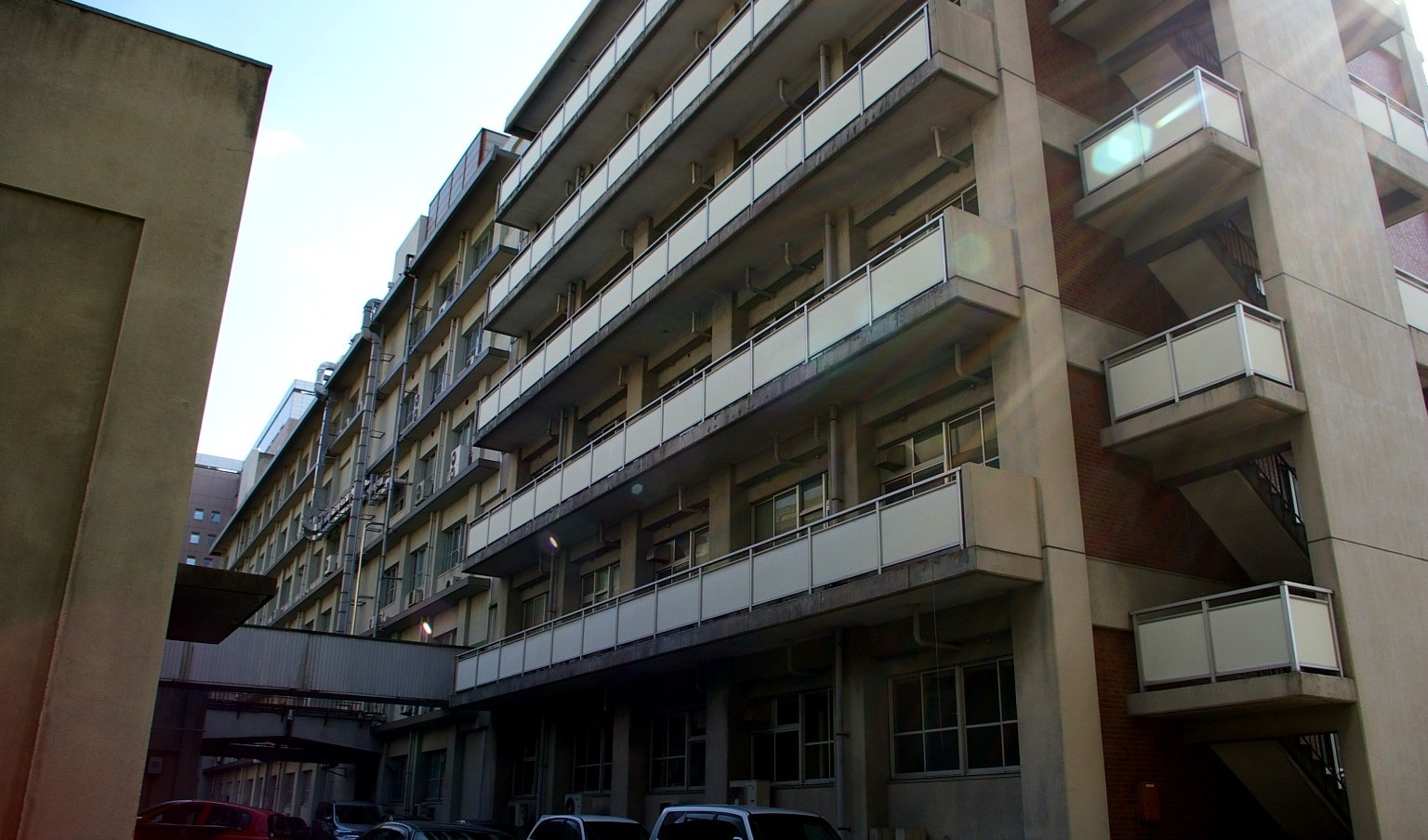
医学部臨床研究棟A棟
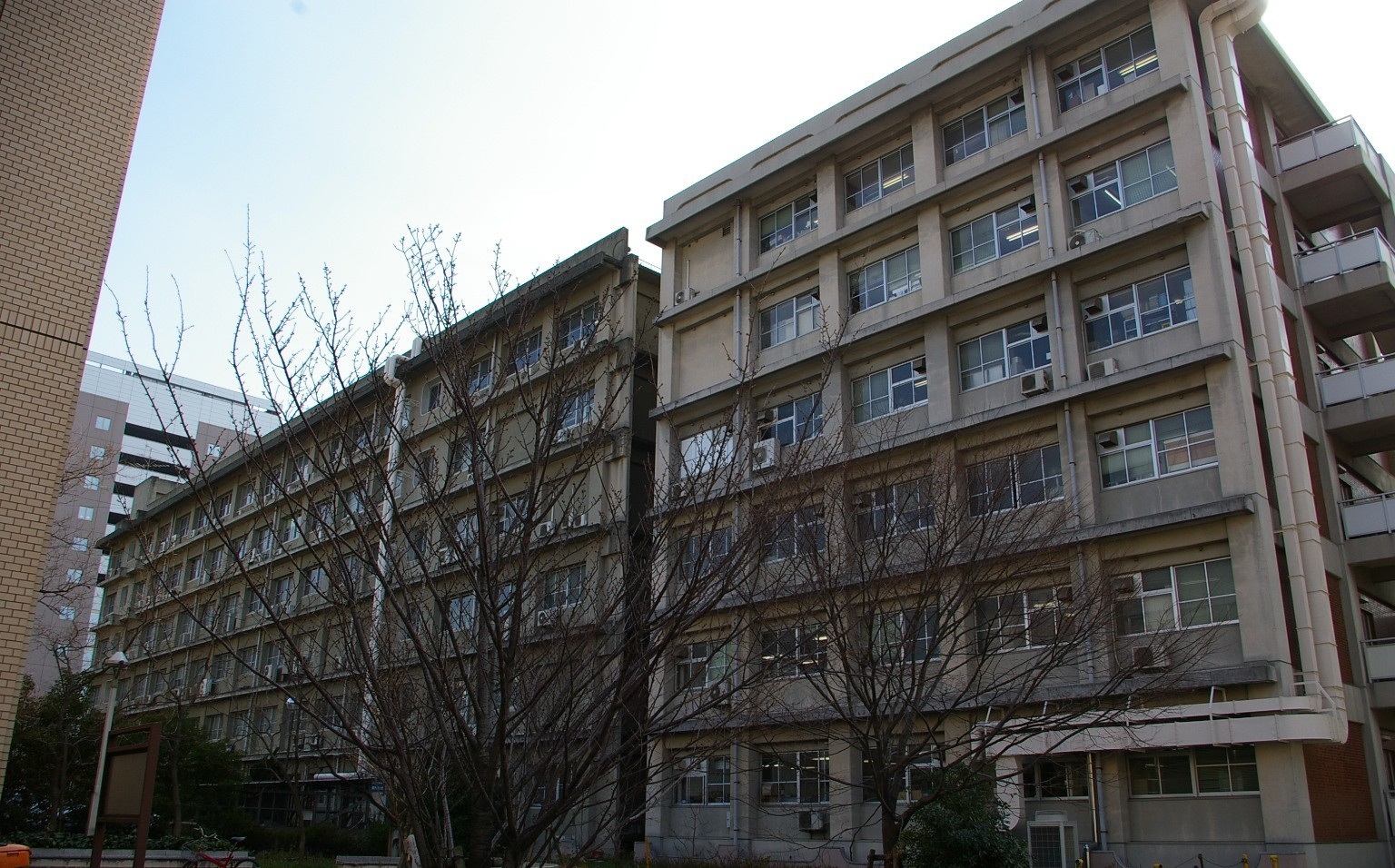
医学部臨床研究棟B棟
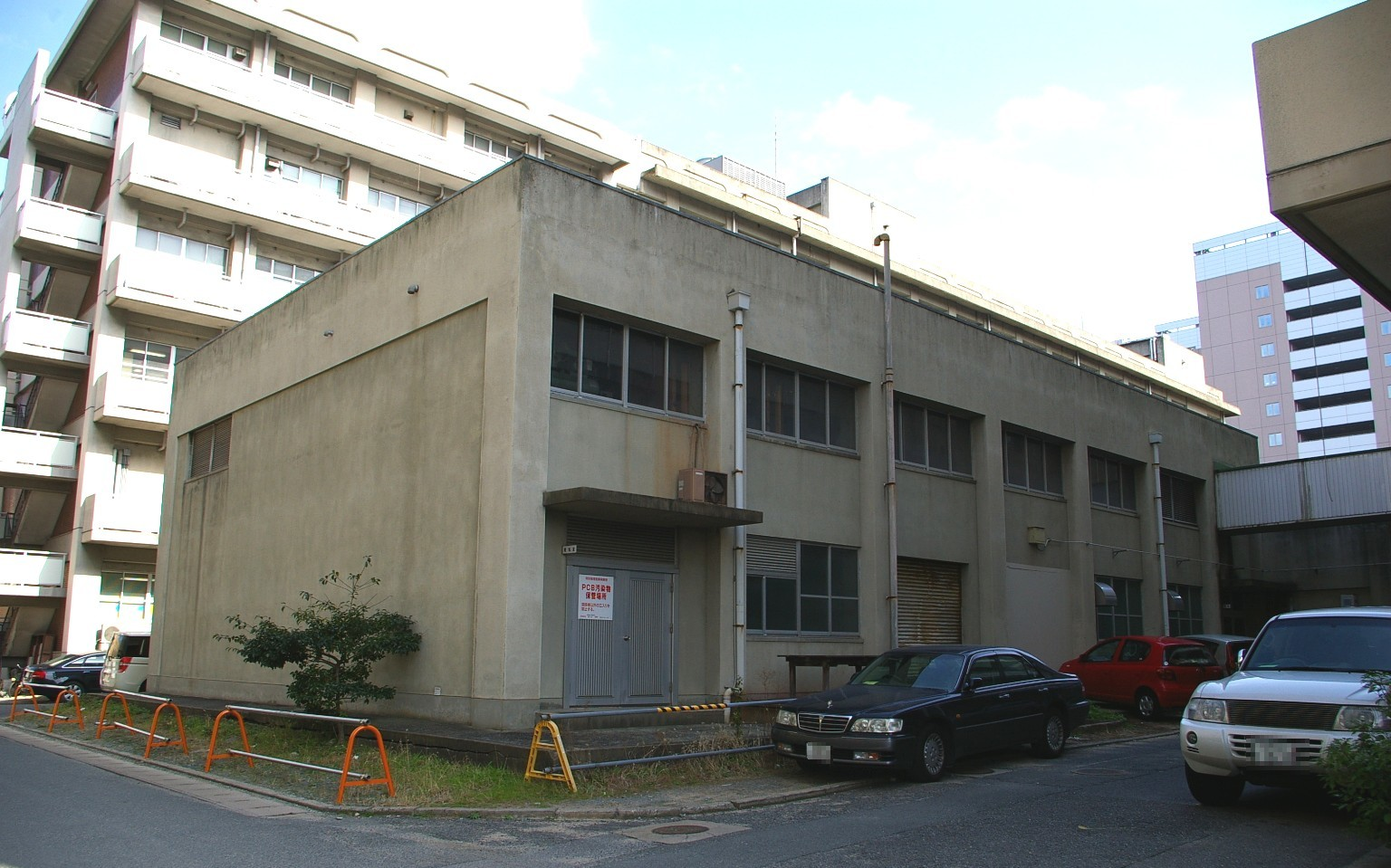
臨床機械室・剖検室
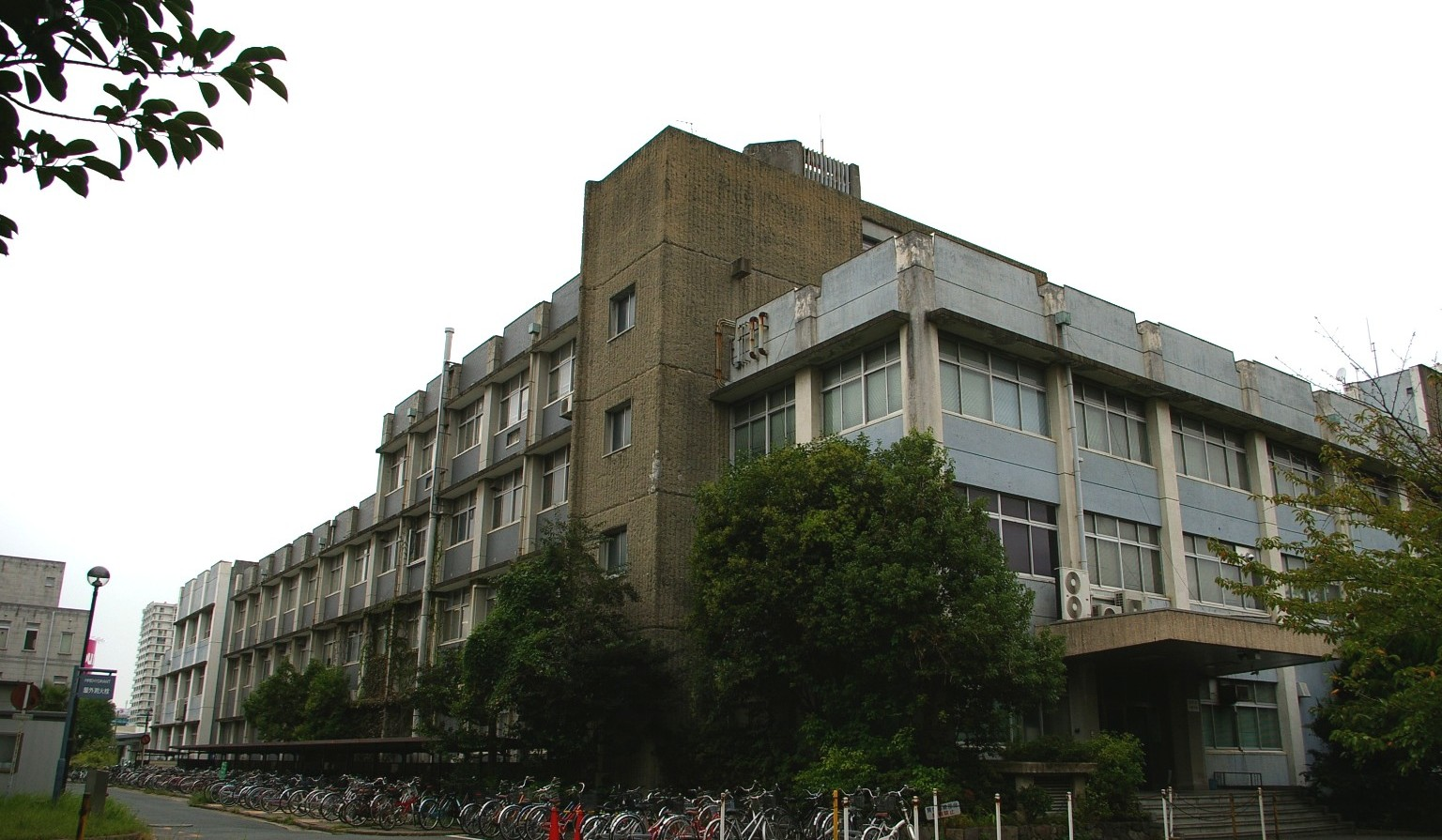
医学部保健学科
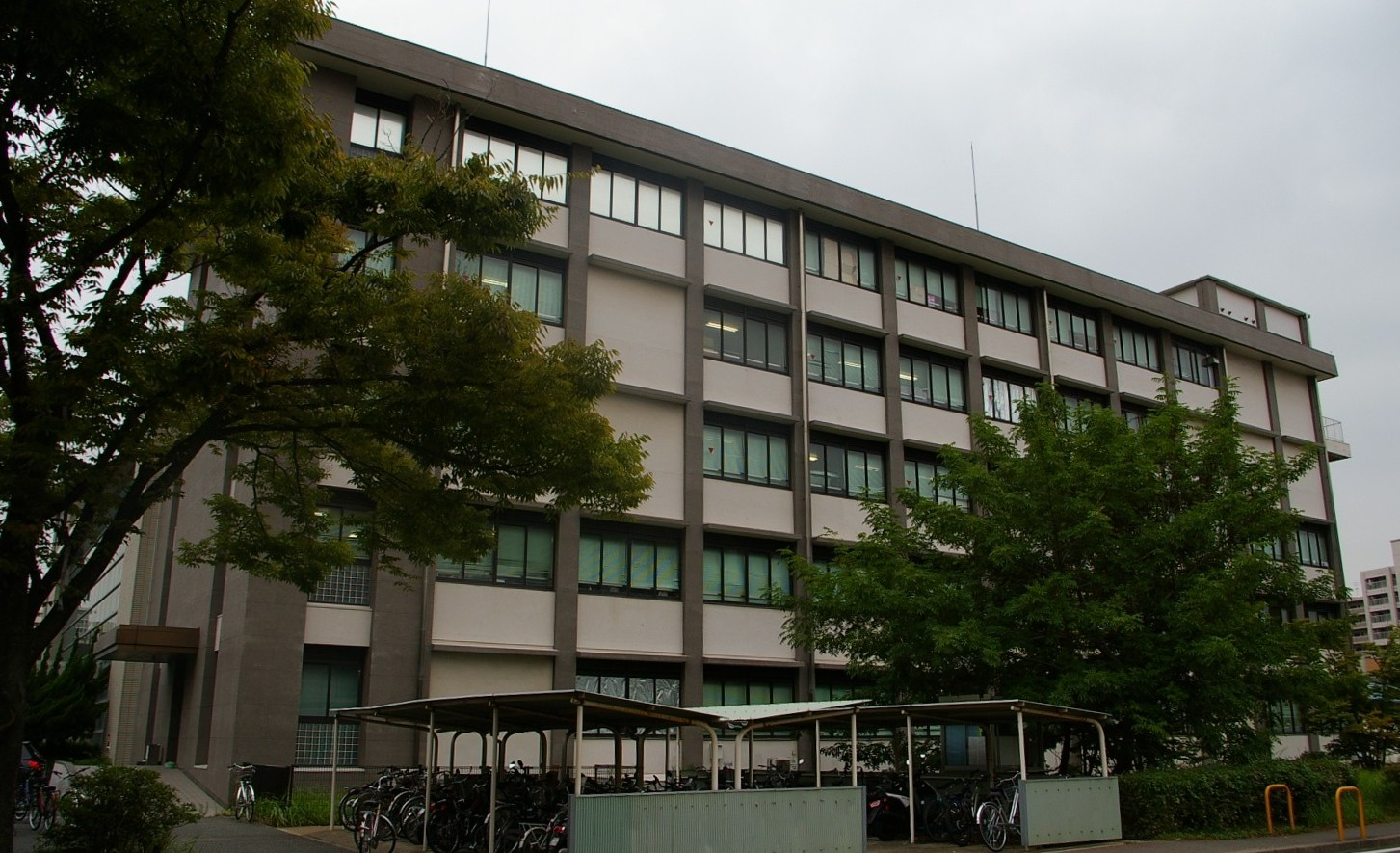
薬学部本館

#### その他

##### 図書館医学分館
- 竣工：1956年（昭和31年）

附属図書館医学部分館として開館

##### 医学部百年講堂
- 竣工：2008年（平成15年）
- 敷地面積：4,377.50 m2
- 建築面積：2,789.42 m2
- 延べ面積：3,102.42 m2

学会や各種講演に使われている。カフェテリアが設置されている。

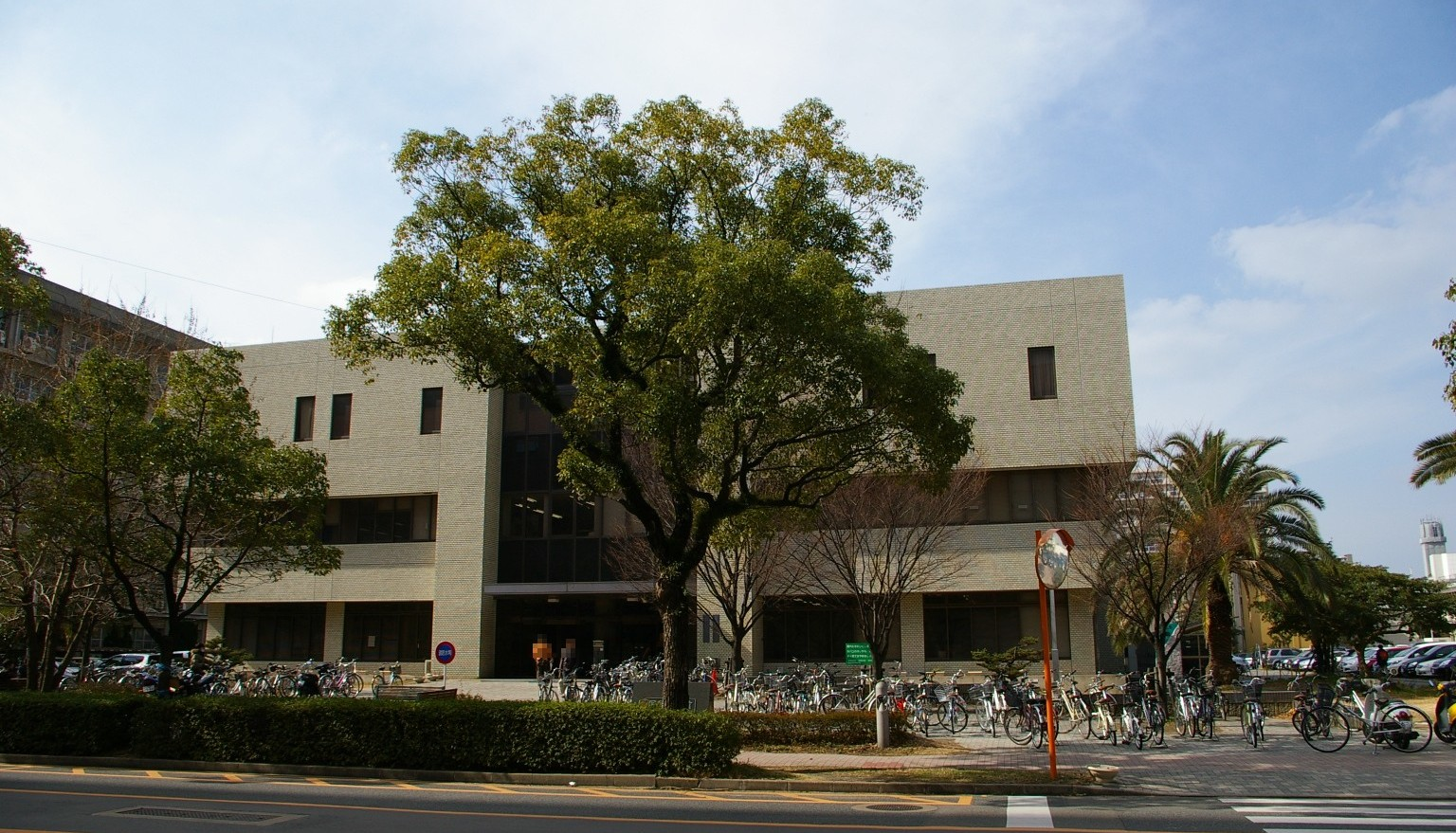
図書館医学分館
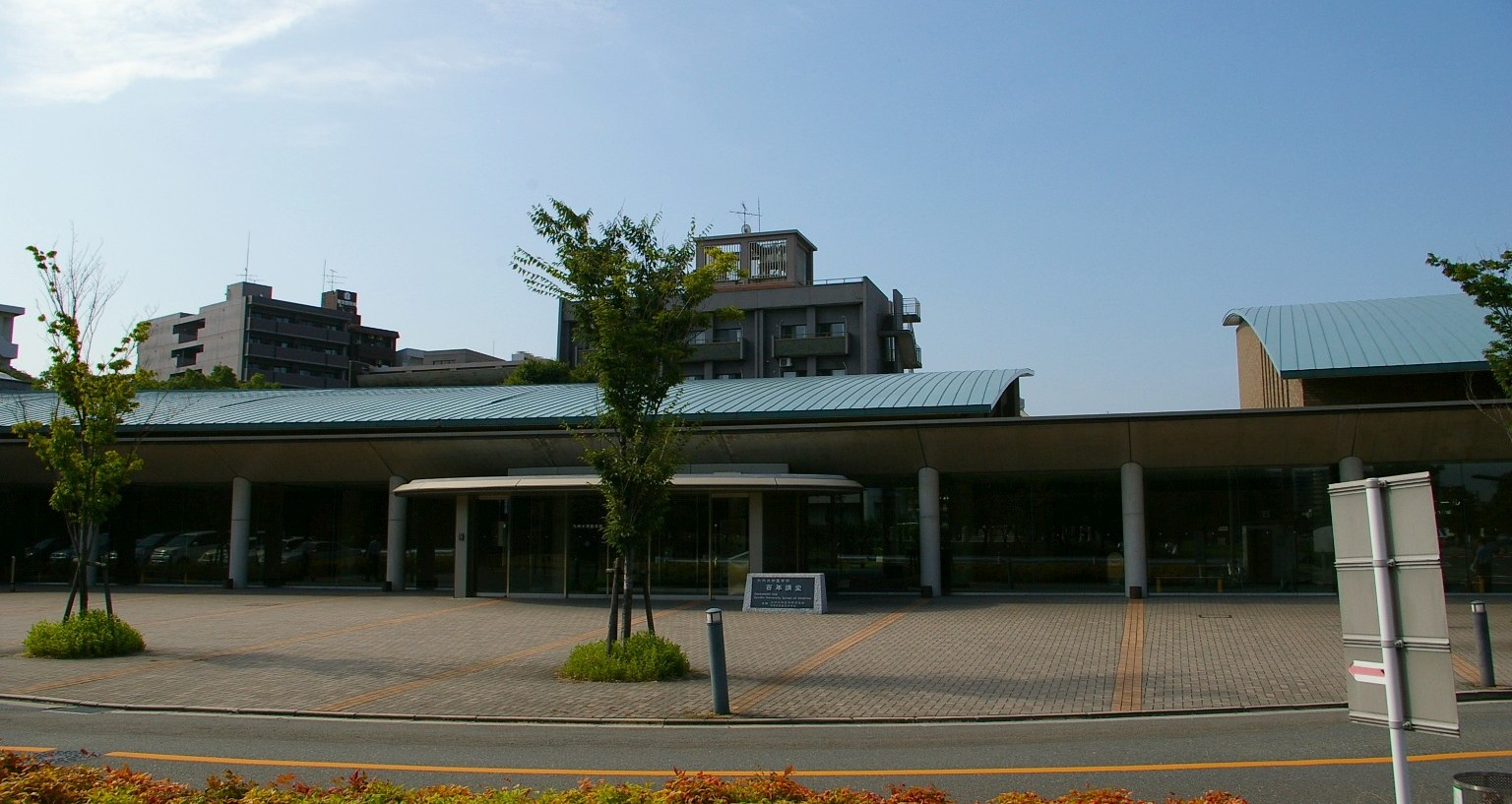
医学部百年講堂
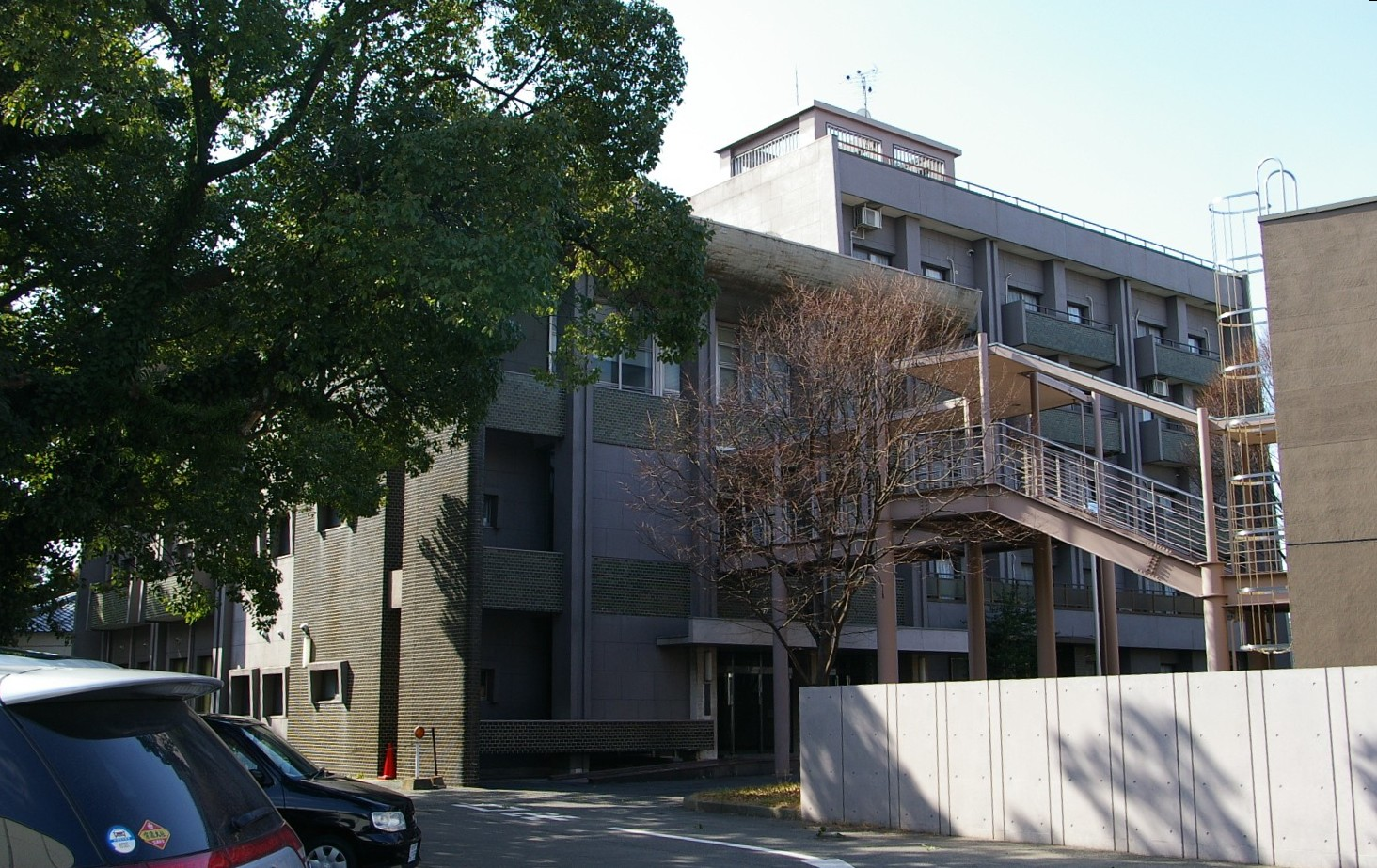
同窓会館 1978年（昭和43年）
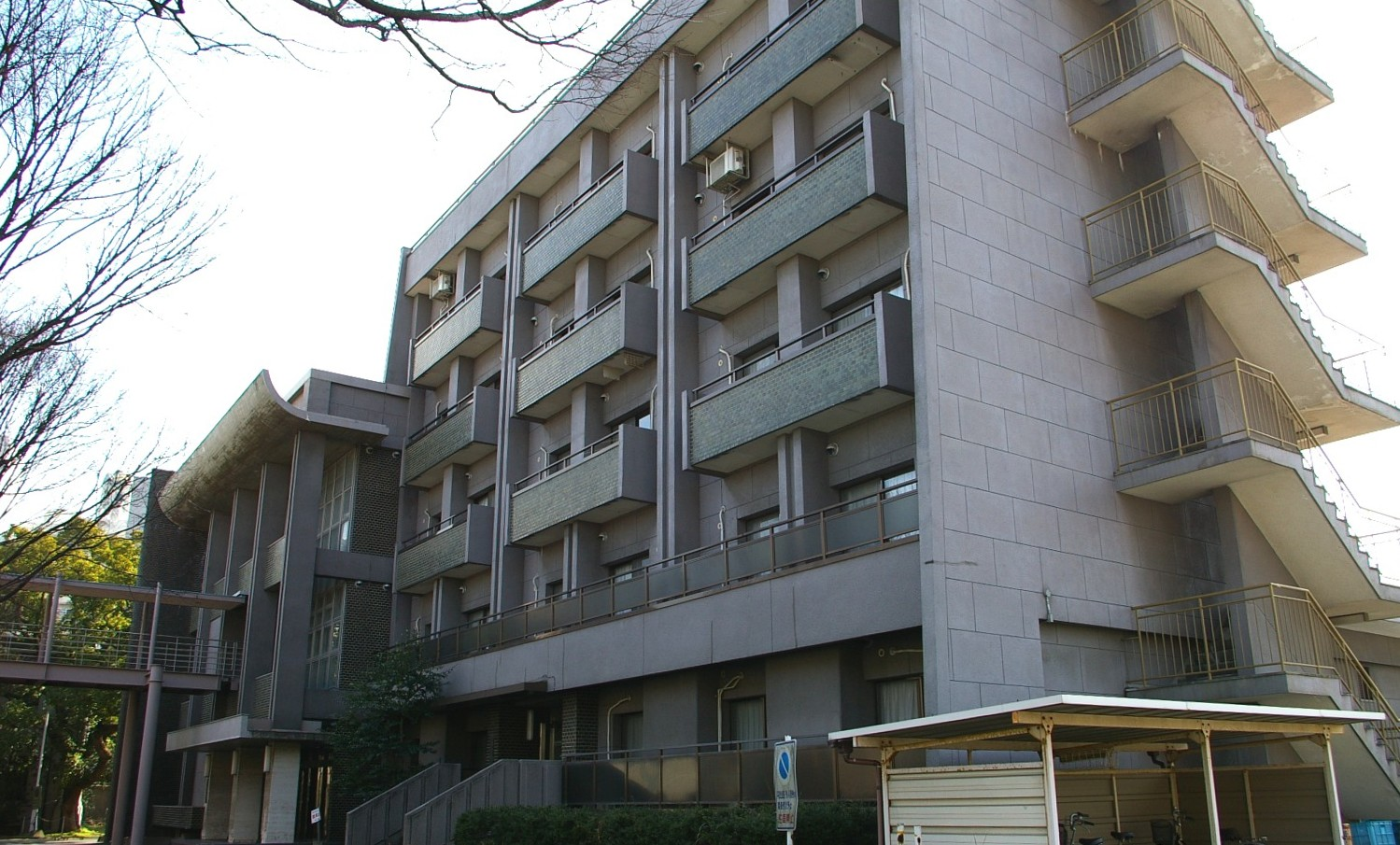
外国人研究員等宿泊施設 1977年（昭和42年）
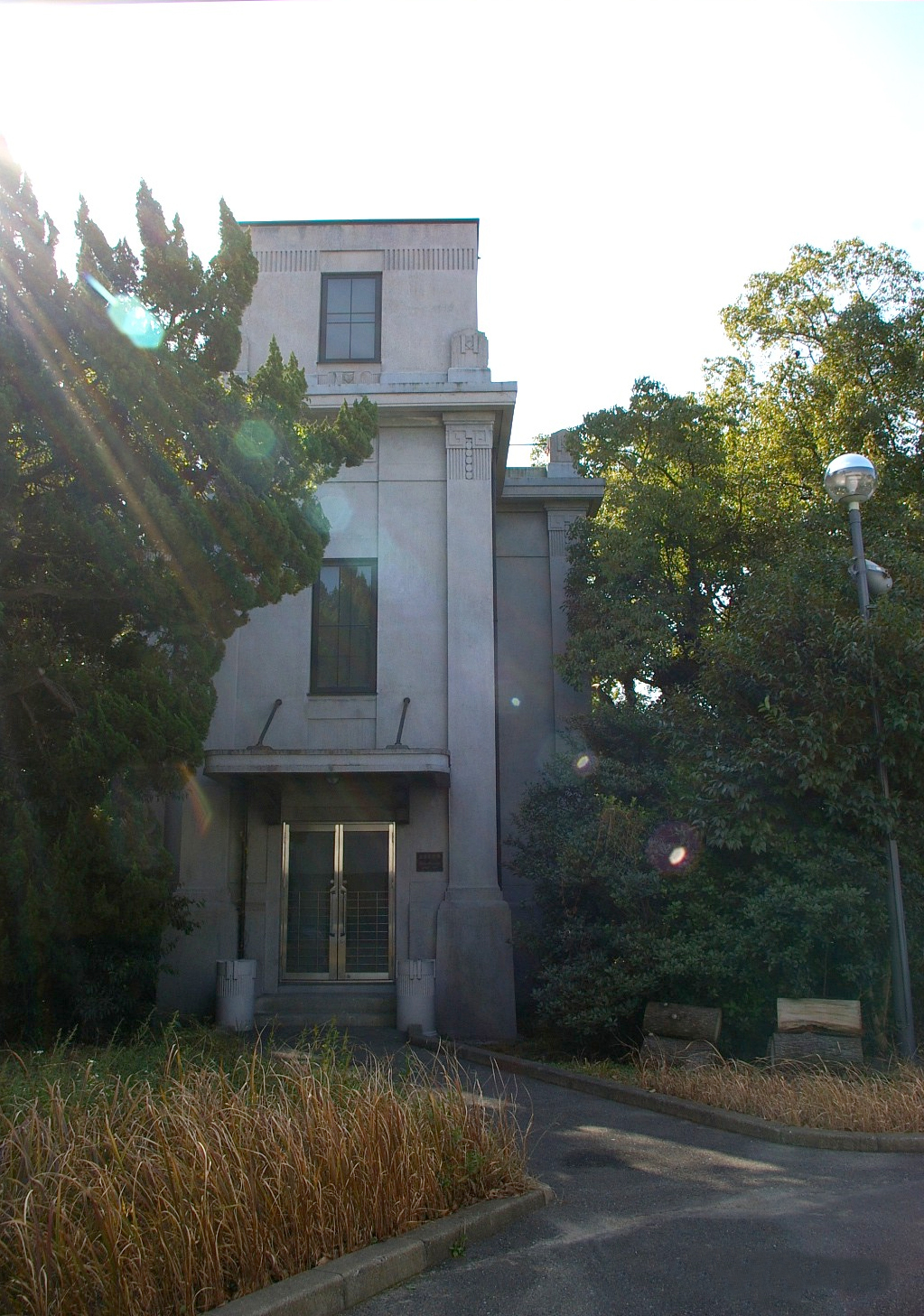
久保記念館 1927年（昭和2年）
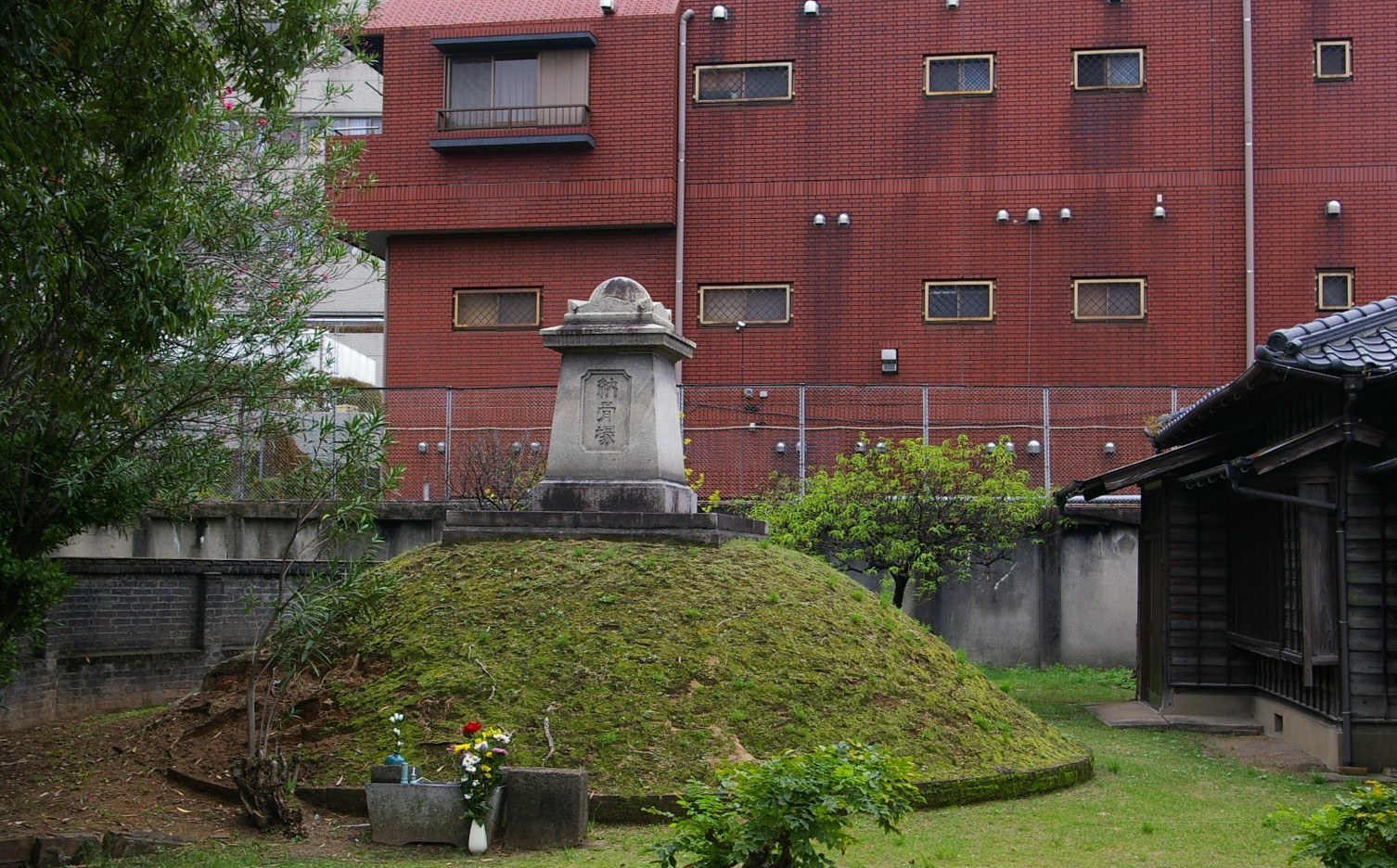
納骨塚
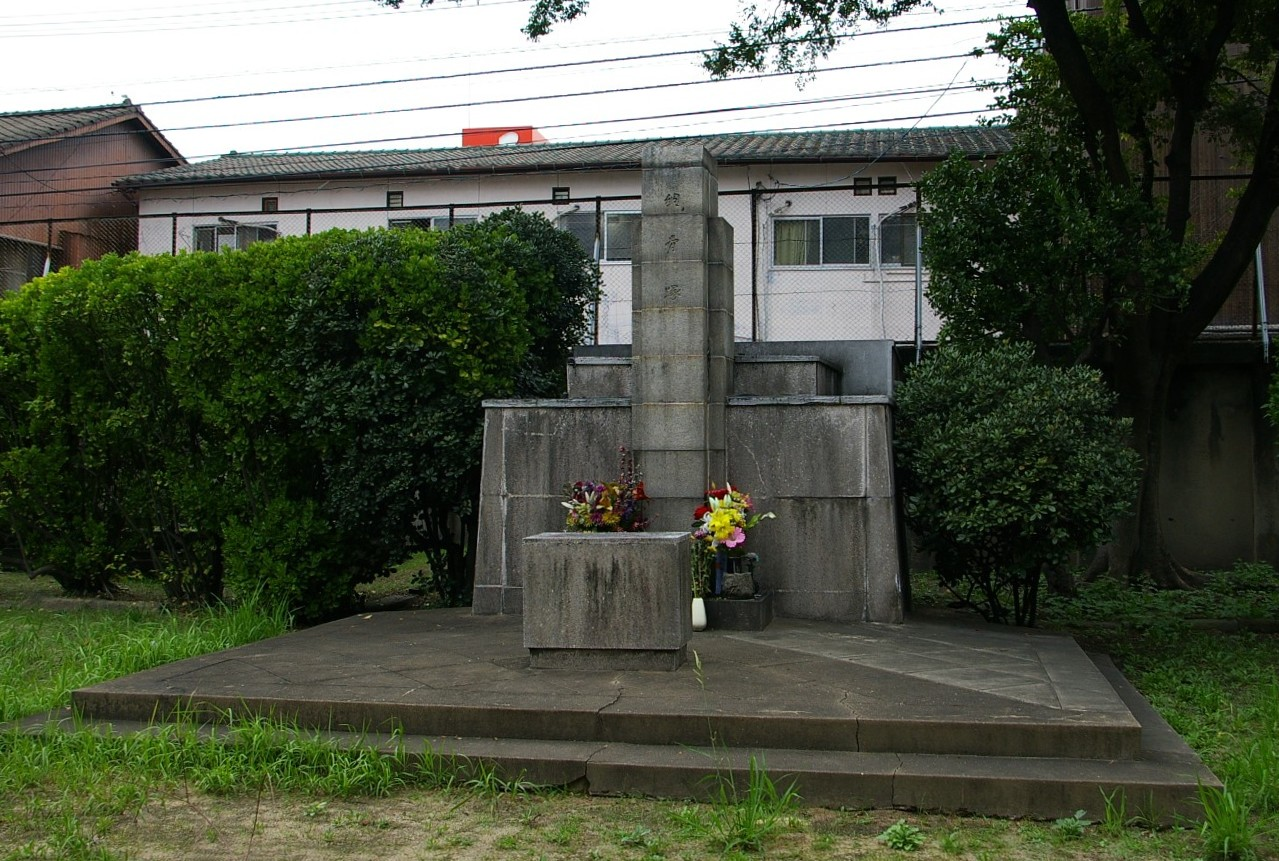
納骨塚
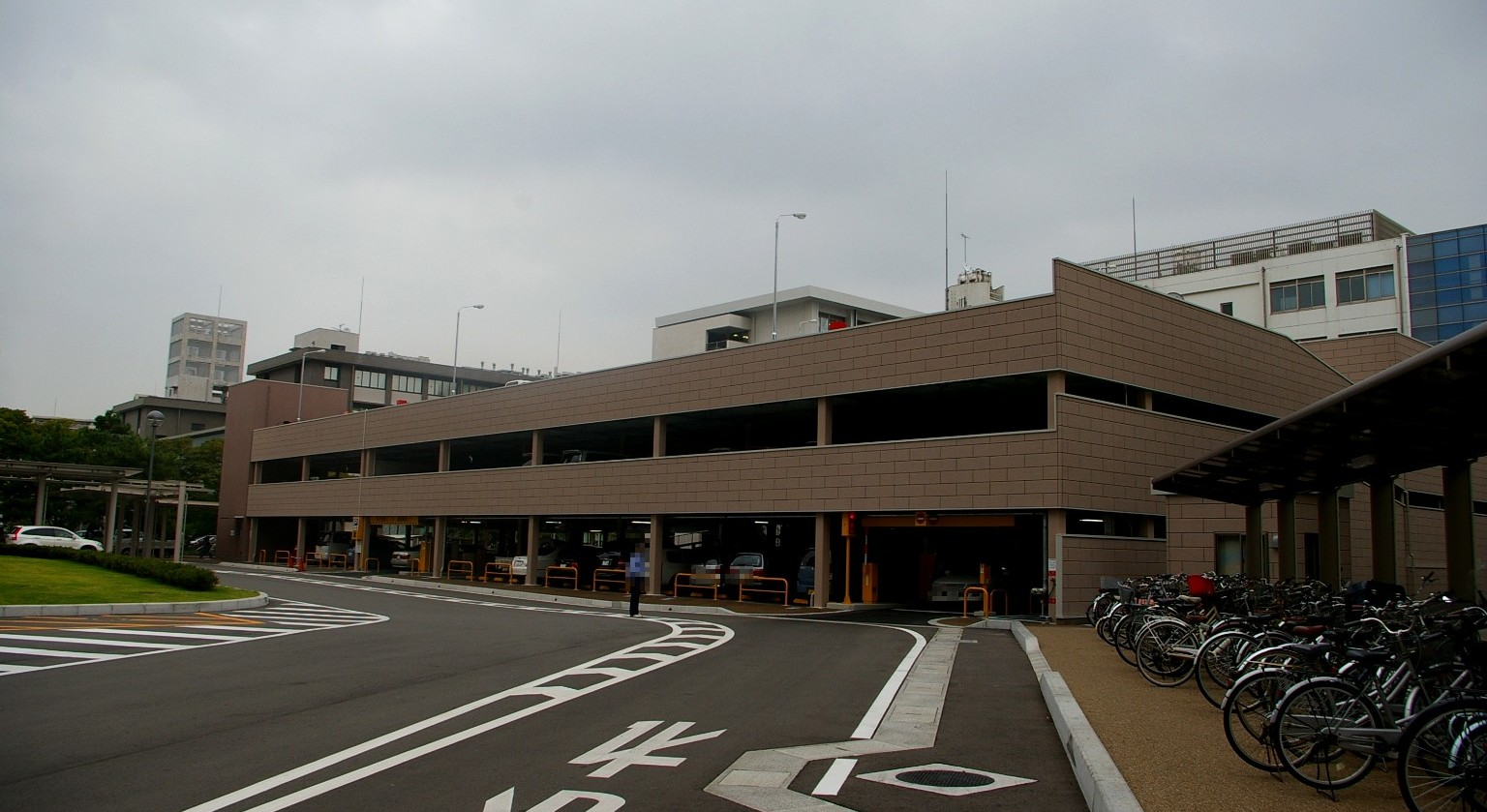
外来診療棟前駐車場 2009年（平成21年）
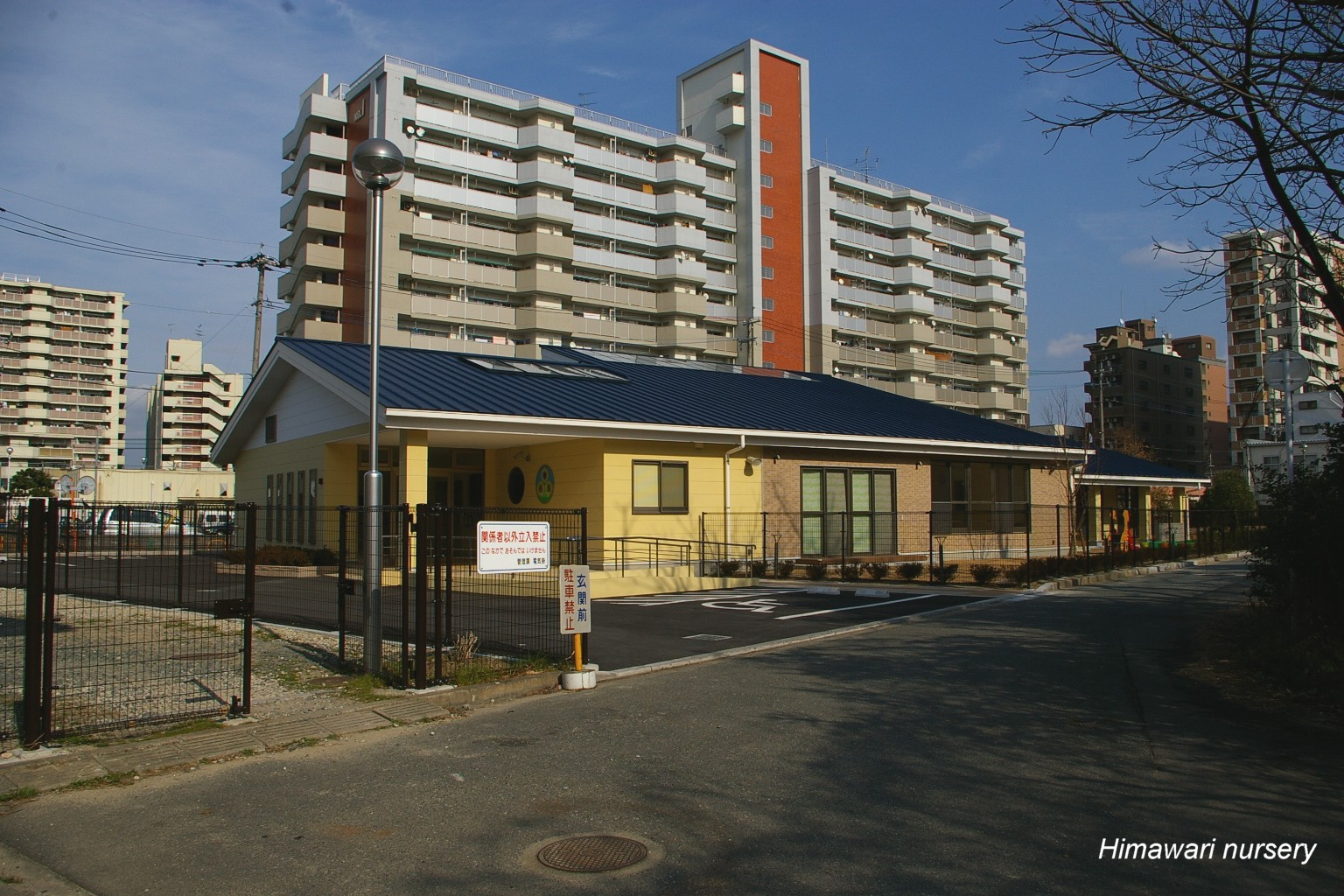
ひまわり保育園 2009年（平成21年）
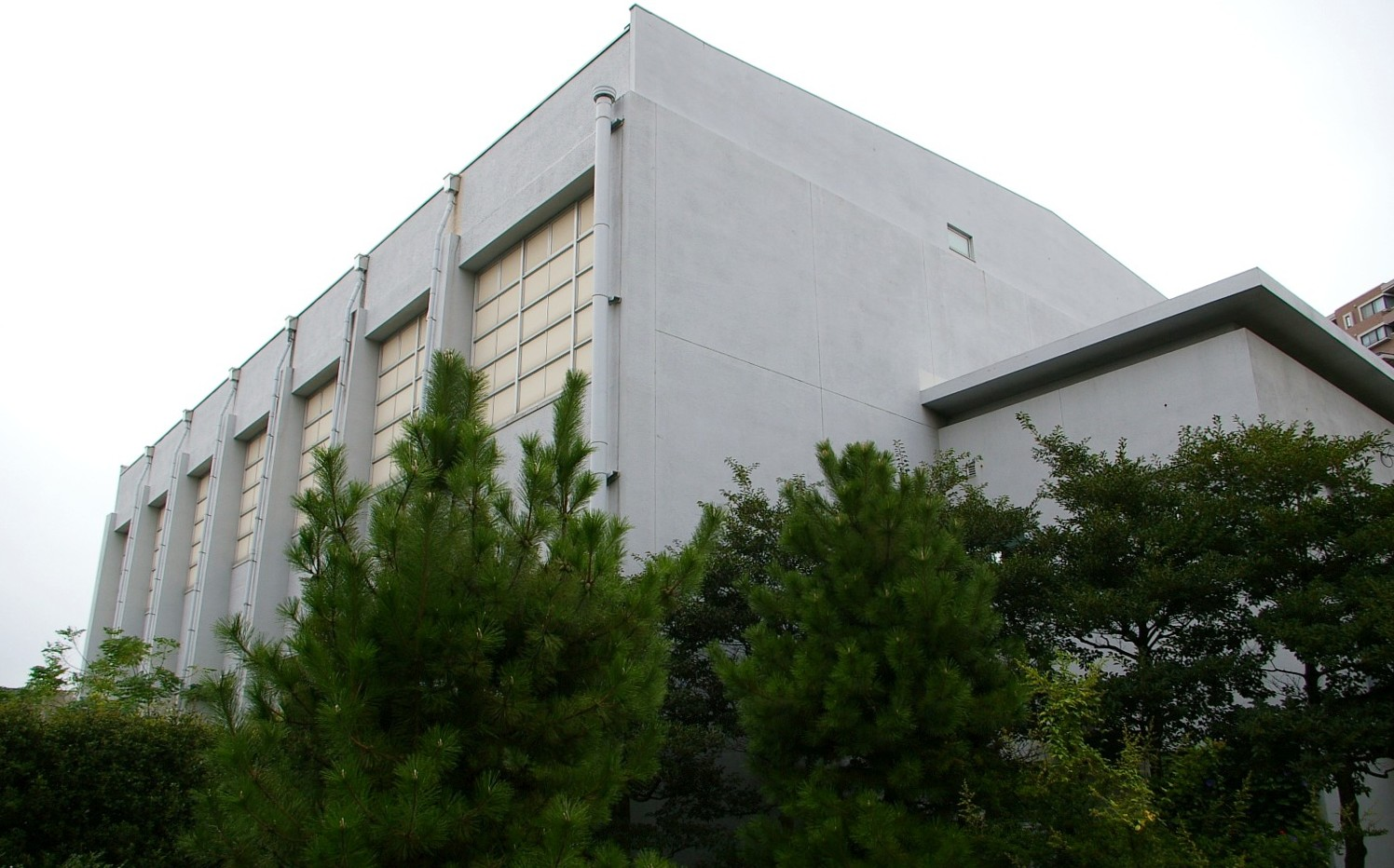
体育館 1965年（昭和40年）
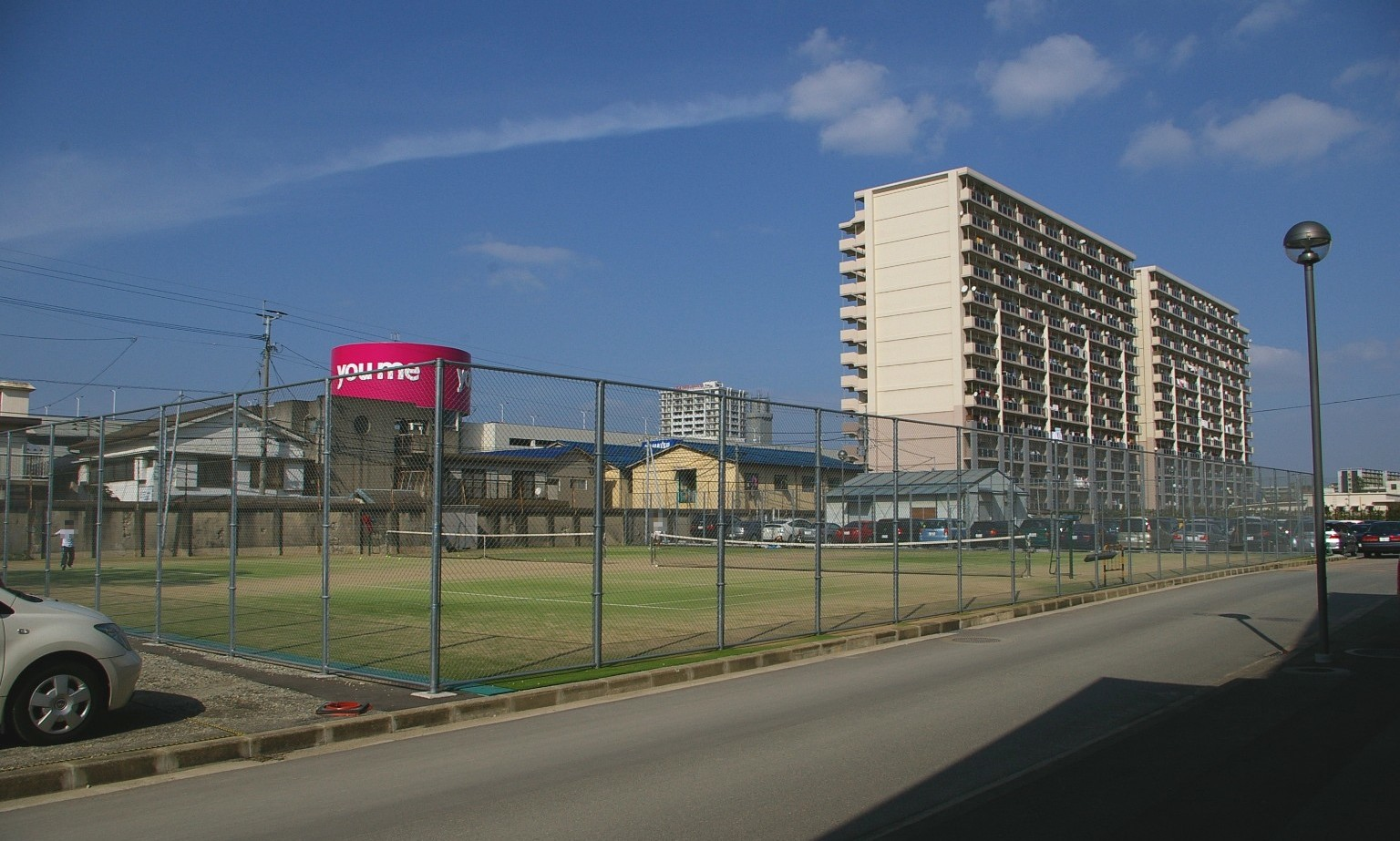
テニスコート

## キャンパス外

### 西新外国人教師宿舎
- 所在地：福岡県福岡市早良区西新2丁目16番地

もとは旧制福岡高等学校の施設。1924年に1,2号棟、1927年に3号棟が竣工。1999年に使用停止し3号棟のみ現存、福岡市指定文化財。

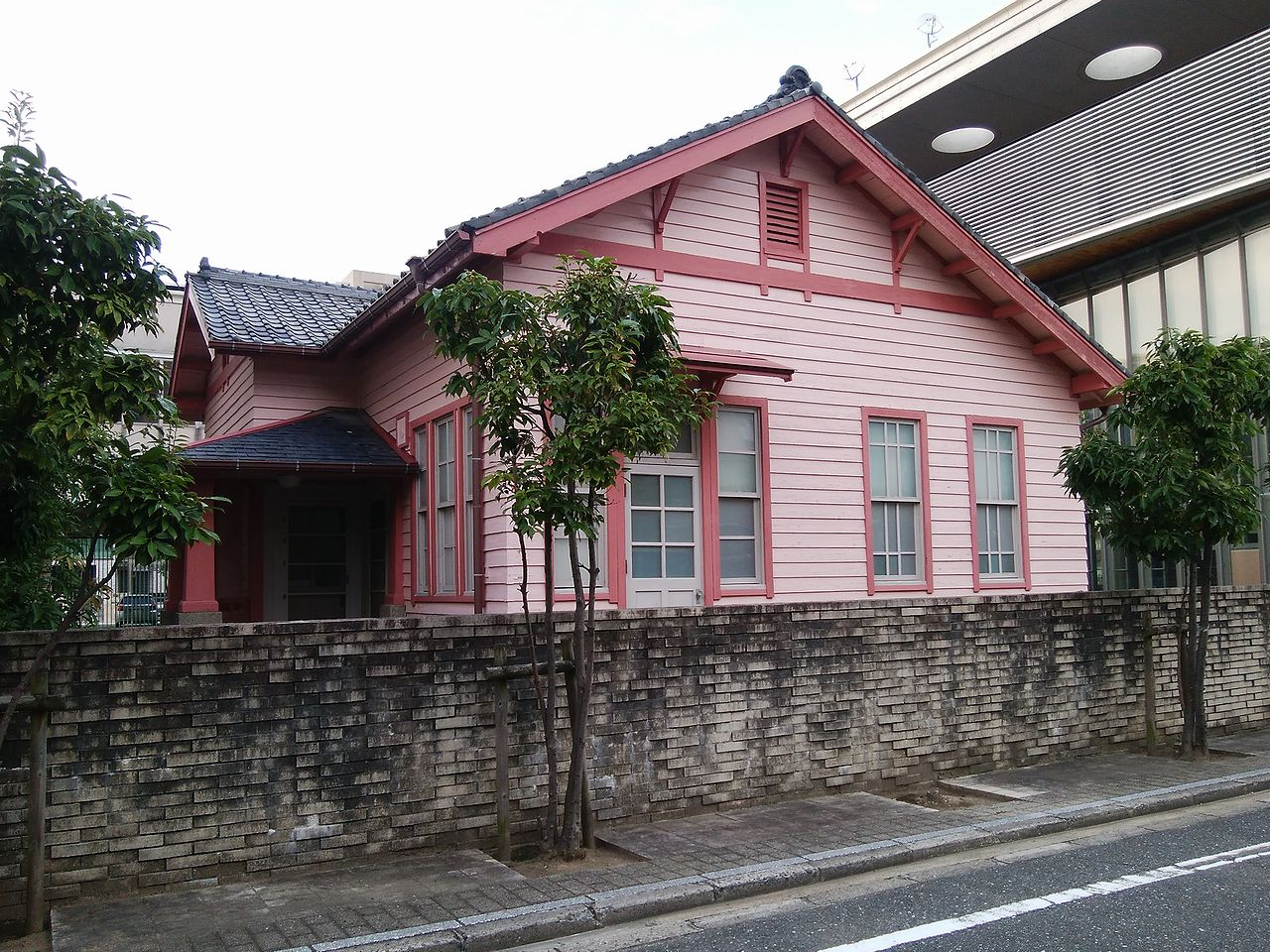
西新外国人教師宿舎3号棟